# Église Notre-Dame d'Épiais-Rhus
L’église Notre-Dame est une église catholique paroissiale située à Épiais-Rhus, dans le Val-d'Oise (France). C'est un vaste édifice de style Renaissance, sans commune mesure avec le modeste village, qui a été édifié d'un seul jet entre 1570 et 1590 selon les plans du maître-maçon Nicolas Le Mercier. Dans le département, c'est l'une des rares églises tout à fait homogènes de cette époque. Son style très dépouillé est en rupture avec les premiers édifices Renaissance de la région, et préfigure l'architecture classique. Des influences gothiques persistent néanmoins, comme le montrent le voûtement d'ogives, les nervures pénétrantes des voûtes, l'ordonnancement des élévations et le plan cruciforme. À l'extérieur, seul le clocher avec sa coupole en pierre est remarquable. À l'intérieur, le grand retable baroque et la frise des Apôtres et Évangélistes, qui orne le chœur, retiennent surtout l'attention. Une frise tout à fait semblable existe en l'église Saint-Aubin d'Ennery, dont le transept et le chœur sont identiques à l'extérieur, mais richement décorés à l'intérieur. L'église Notre-Dame a été classée aux monuments historiques par arrêté du 23 septembre 1911. Elle est aujourd'hui affiliée à la paroisse d'Avernes et Marines, et les messes dominicales y sont célébrées irrégulièrement, environ trois fois par an.

## Localisation
L'église Notre-Dame est située en France, en région Île-de-France et dans le département du Val-d'Oise, dans le Parc naturel régional du Vexin français, dans la commune d'Épiais-Rhus, au centre du village, rue de l'Église. Du fait de l'implantation du village sur le flanc méridional d'une butte, l'église est visible de loin depuis l'ouest, le sud et l'est. Pour compenser la dénivelée du terrain, l'on a dû aménager une terrasse, délimitée par un mur de soutènement. Il faut donc gravir plusieurs marches d'escalier pour accéder au l'église, que ce soit par le portail occidental ou par l'une des deux petites portes au sud. La façade occidentale donne sur la rue. Immédiatement devant le bas-côté sud, s'élève le monument aux morts de la commune. Après un petit parking en bas du mur de soutènement, s'étend la place de l'Église, qui se présente comme une pelouse bordée d'arbres, et descend jusqu'à la rue Saint-Didier. Cette place met bien en valeur le monument, en permettant de le contempler avec suffisamment de recul. Le chevet est en revanche enclavé dans des propriétés privées, et mal visible depuis le domaine public. L'élévation septentrionale donne sur une étroite impasse, qui donne accès à un sentier de randonnée.

## Historique

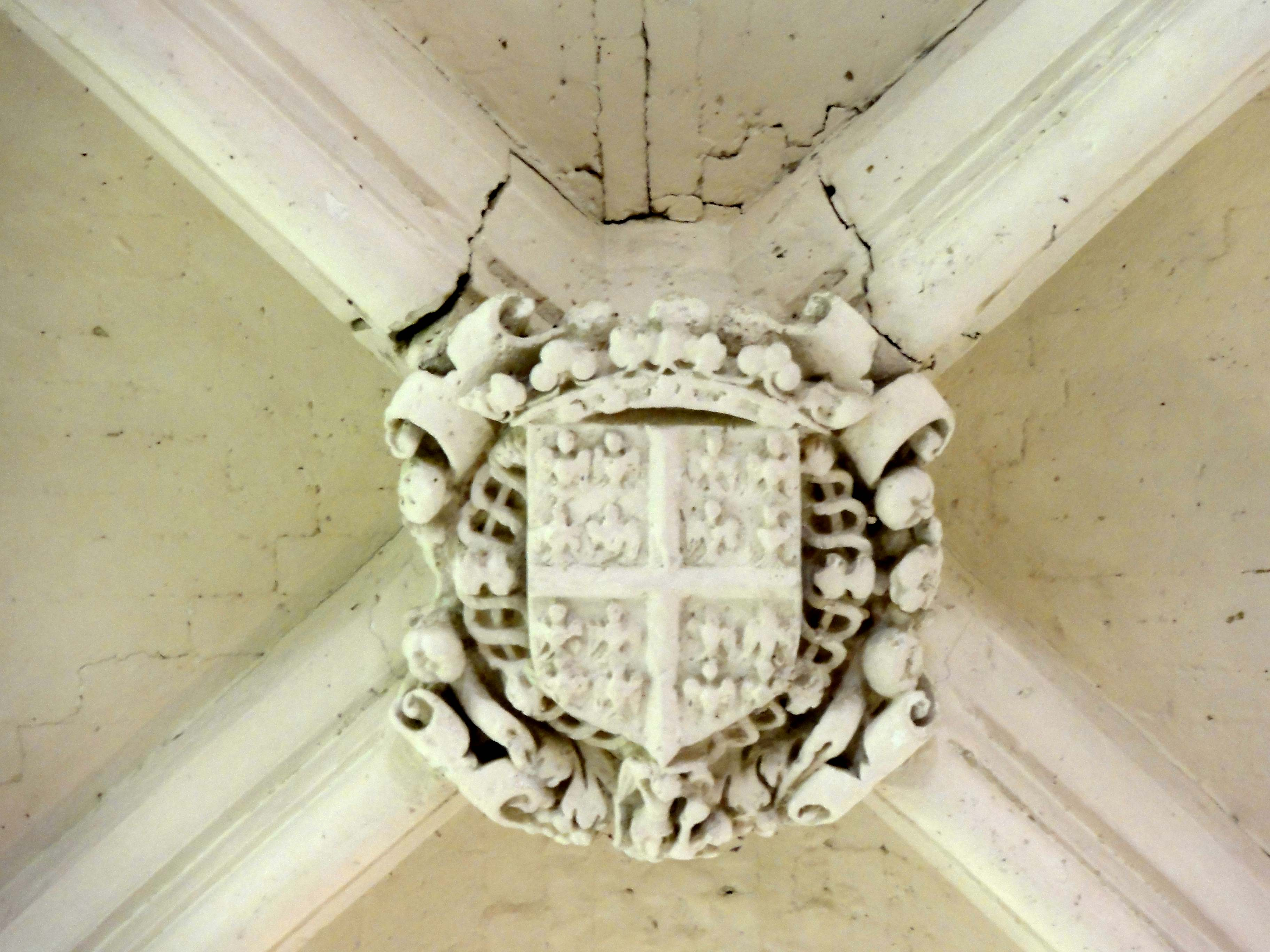
Croisée du transept, clé de voûte aux armes des Montmorency.

La fondation de la paroisse remonte à 1161 selon l'abbé Vital Jean Gautier. L'église est dédiée à Notre-Dame. Son second patron est saint Didier de Langres. Le collateur de la cure est l'abbé de l'abbaye Saint-Quentin de Beauvais, diocèse de Beauvais. Sous l'Ancien Régime, la paroisse relève du doyenné de Meulan, de l'archidiaconé du Vexin avec siège à Pontoise, et de l'archidiocèse de Rouen. La paroisse ne concerne que le village d'Épiais : Rhus forme alors une paroisse indépendante au titre de Saint-Didier,. Au milieu du XVIe siècle, la première église paroissiale, sur laquelle l'on ignore tout, doit se trouver dans un mauvais état. Selon la datation établie par Louis Régnier, elle est remplacée par une nouvelle église après 1570. Elle est de style Renaissance et construite d'un seul jet. L'analyse stylistique des chapiteaux et sections d'entablement qui les surmontent permettent à Louis Régnier une attribution certaine à Nicolas Le Mercier, maître-maçon établi à Pontoise. Le même architecte a conçu auparavant le clocher de Chars, qui a servi de modèle à celui d'Épiais. Alors qu'il dirige les travaux à Épiais, il collabore, avec Denis Le Mercier, son frère ou neveu, à l'agrandissement de l'église d'Ennery. Son transept et son chœur sont calqués sur les parties équivalentes de l'église d'Épiais, mais l'intérieur y est somptueusement décoré. Tous les documents sur la construction de la nouvelle église font défaut. Néanmoins, Louis Régnier a gagné la certitude que le chantier s'achève avant 1590, car un délai plus long aurait sans doute donné un résultat moins homogène. Contrairement à la plupart des projets de reconstruction d'églises au XVIe siècle, la progression des travaux n'est donc pas ralentie par des problèmes budgétaires. C'est probablement grâce à la munificence de la famille de Montmorency, dont les armes figurent sur la clé de voûte de la croisée du transept : sa présence ici ne peut guère avoir d'autre explication. Ainsi l'on comprend aussi les dimensions généreuses de l'édifice, qui est sans commune mesure avec la modestie du village. Seulement le portail occidental est un peu postérieur au reste. Il a peut-être été conçu par Denis Le Mercier, dont un document atteste qu'il a travaillé dans l'église en 1621,.

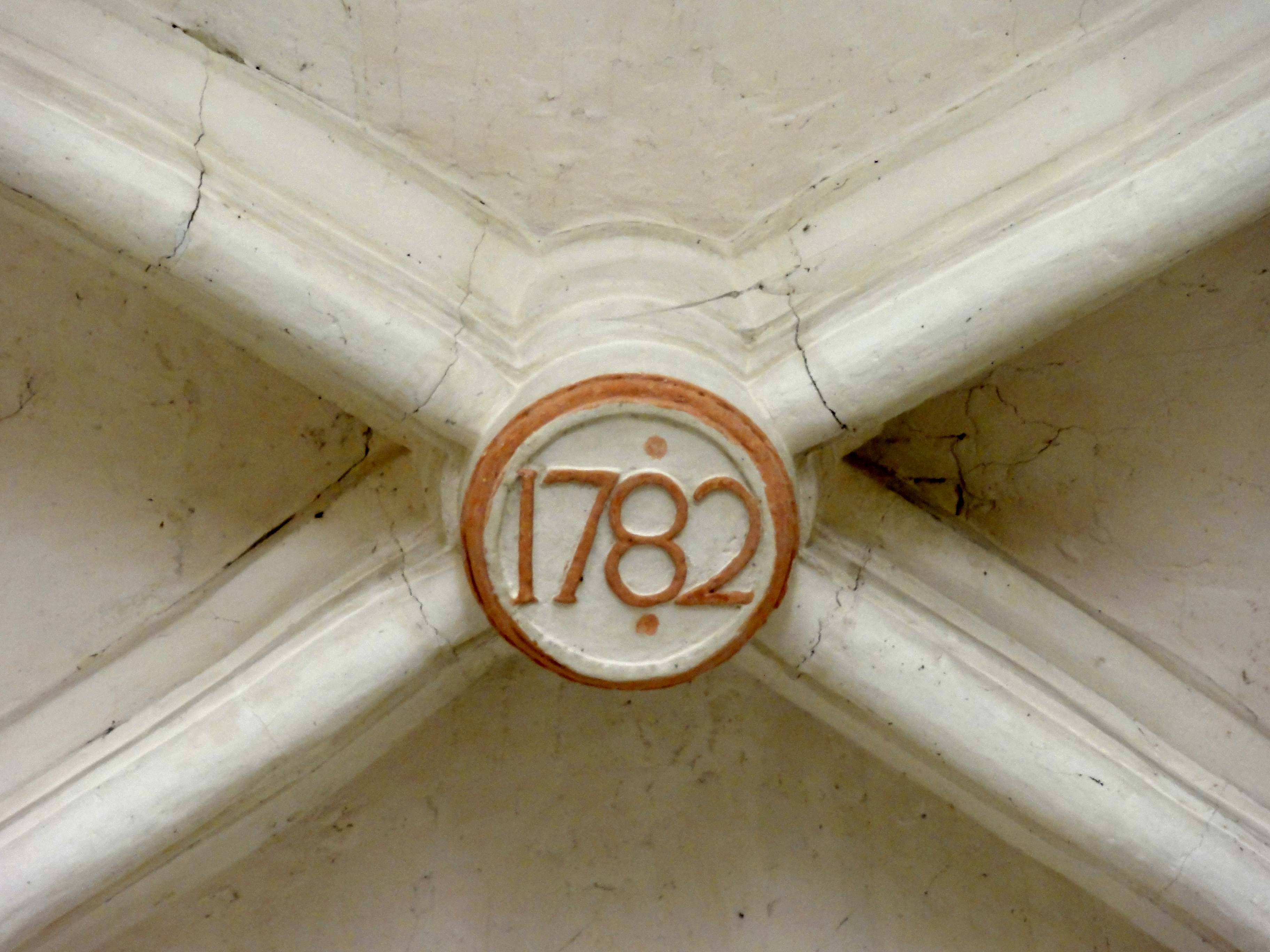
Date de 1782 sur la clé de voûte de la 3e travée de la nef.

Selon une inscription sur la clé de voûte de la troisième travée de la nef, une restauration est effectuée en 1782.
Sous la Révolution française, la paroisse voisine de Rhus est dissoute et réunie à celle d'Épiais. L'église Saint-Didier est désaffectée et le mobilier rapatrié dans l'église Notre-Dame. L'ensemble des paroisses du département de Seine-et-Oise est regroupé dans le nouveau diocèse de Versailles. L'église Notre-Dame est classée aux monuments historiques par arrêté du 23 septembre 1911. Avec l'Montjavoult (Oise), elle représente, en effet, la seule église de style entièrement Renaissance dans le Vexin français. D'autres églises Renaissance du Val-d'Oise sont Attainville, Mareil-en-France et Le Plessis-Gassot. En ne tenant pas compte des clochers, façades et porches, ni des édifices où le gothique flamboyant se mêle à la Renaissance, les principales autres réalisations de l'architecture religieuse de la Renaissance sur le département sont les parties orientales d'Ennery, et les chœurs de Chennevières-lès-Louvres, Maffliers et Roissy-en-France. — En 1966, l'ensemble des paroisses du nouveau département du Val-d'Oise sont regroupées dans le nouveau diocèse de Pontoise. Aujourd'hui, Épiais-Rhus est affilié à la paroisse d'Avernes et Marines, et les messes dominicales y sont célébrées irrégulièrement, environ trois fois par an.

## Description

### Aperçu général

Plan de l'église.

Orientée un peu irrégulièrement, avec une déviation de l'axe vers le nord-est du côté du chevet, l'église répond à un plan cruciforme presque symétrique. Elle se compose d'une nef de quatre travées barlongues accompagnée de deux bas-côtés moitié moins larges, sauf la quatrième travée du nord qui supporte le clocher ; d'un transept débordant ; et d'un chœur de deux travées, dont une travée droite accompagnée de deux chapelles latérales et une abside à cinq pans. La sacristie se situe devant l'abside. Une tourelle d'escalier est logée dans l'angle entre le clocher et la troisième travée du bas-côté nord. L'ensemble de l'église est voûté d'ogives. On y accède par le portail occidental de la nef, ou par de petites portes dans la troisième travée du bas-côté sud, ou au sud du croisillon sud. La nef, les croisillons et le chœur sont recouverts par des toitures à deux rampants avec des pignons à l'ouest, au nord et au sud. Les bas-côtés sont munis de toits en appentis prenant appui contre les murs hauts de la nef.

### Intérieur

#### Nef et bas-côtés

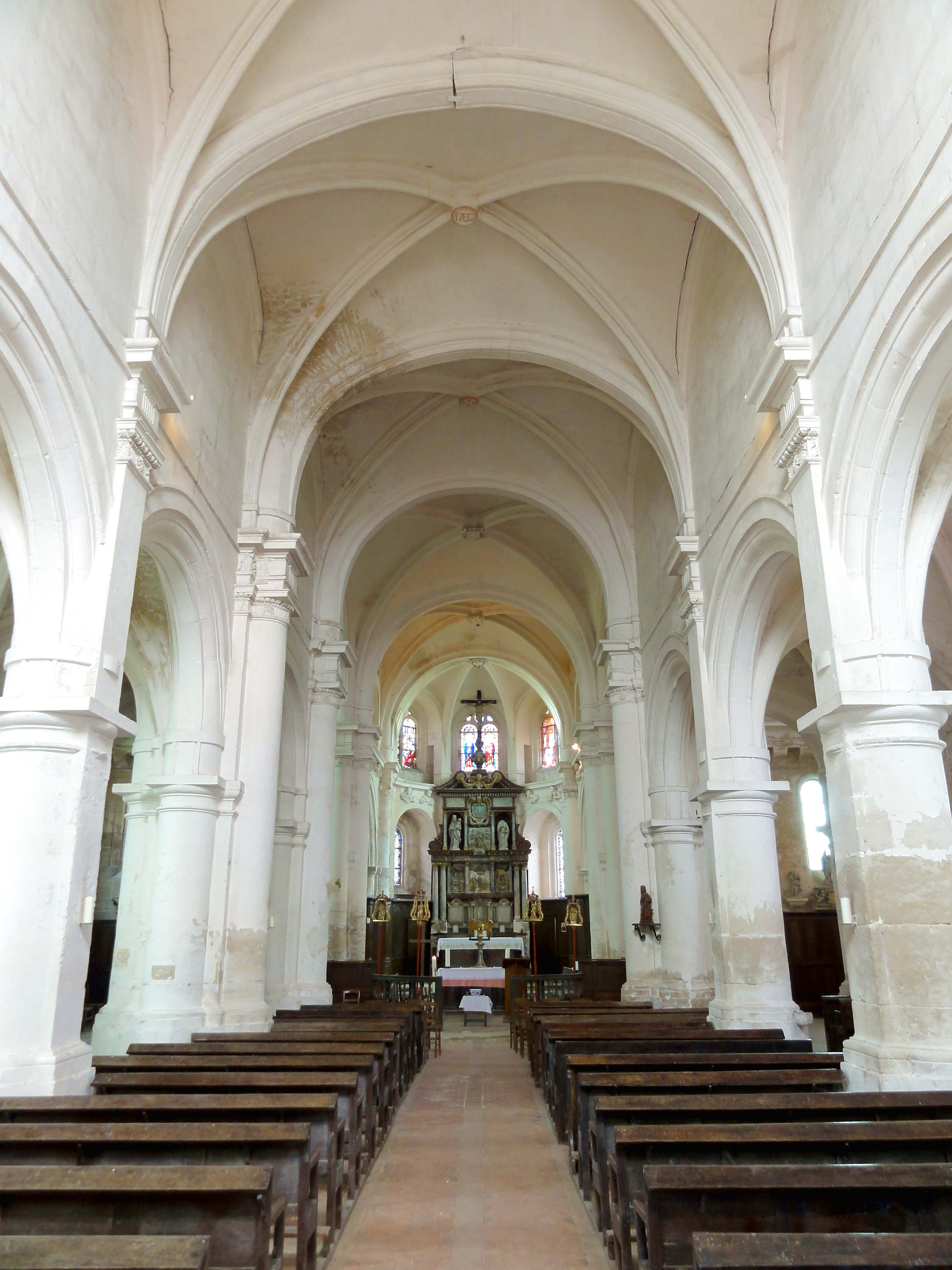
Nef, vue vers l'est.

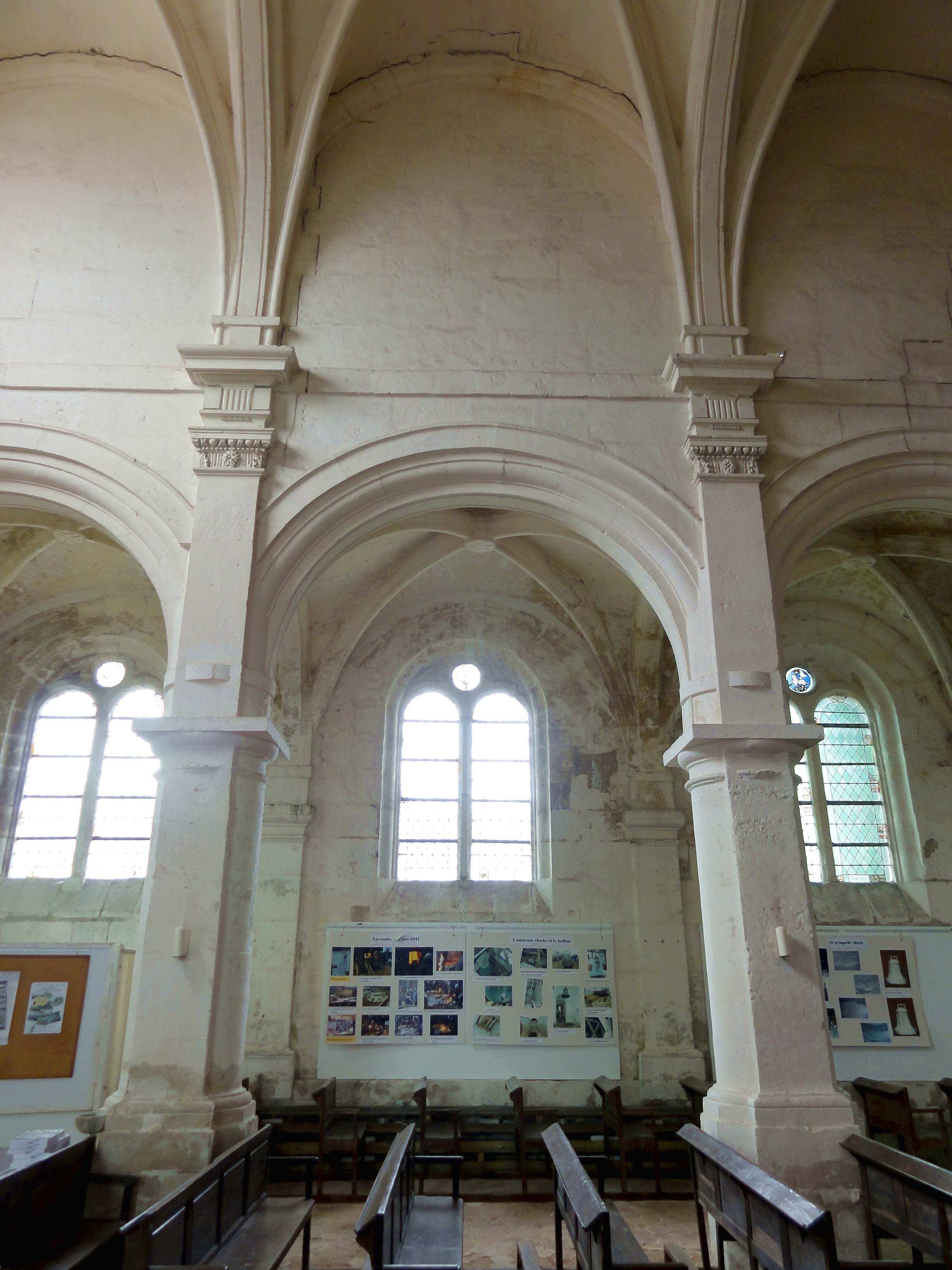
2e travée, élévation nord.

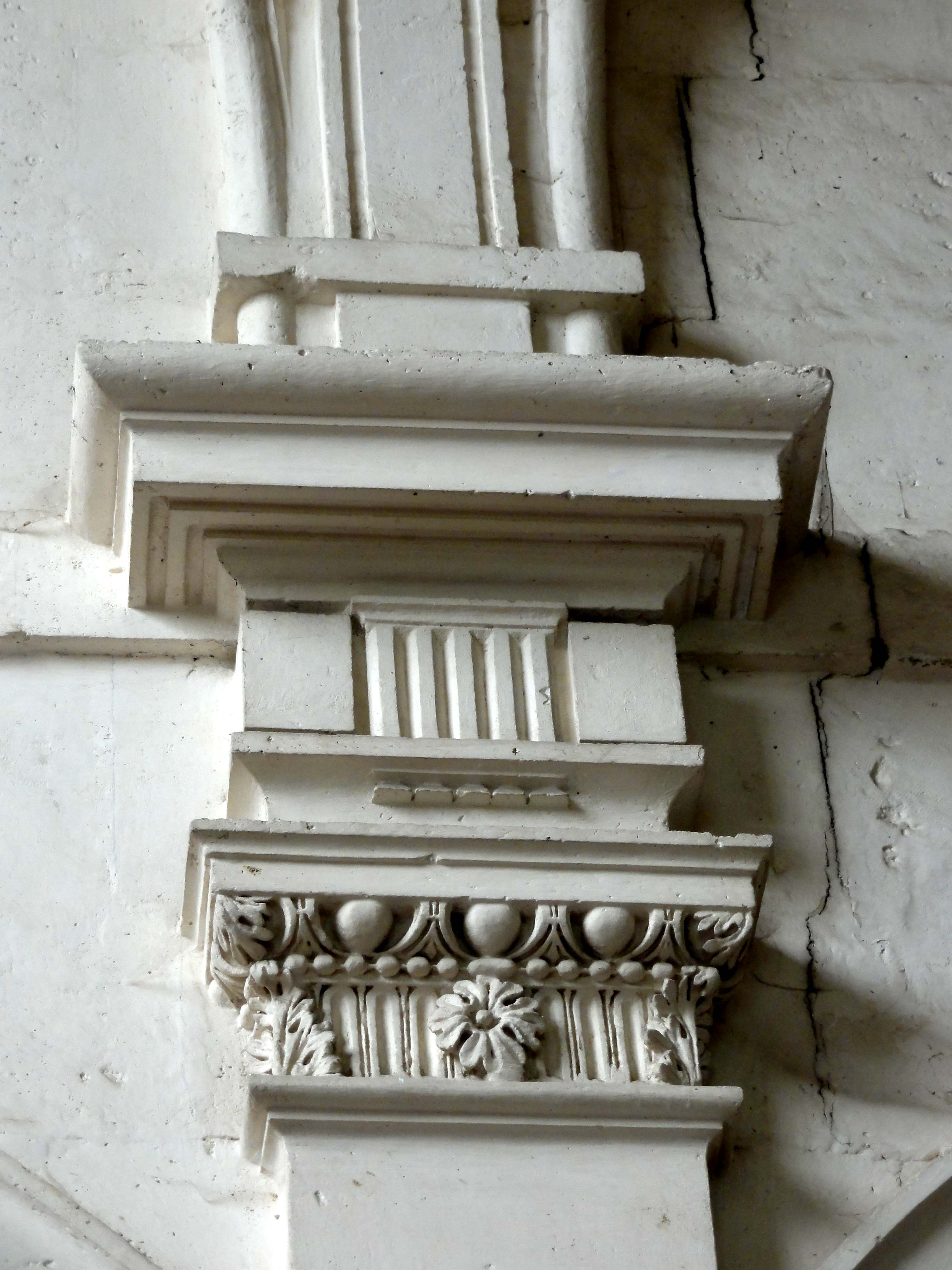
Chapiteau des hautes-voûtes.

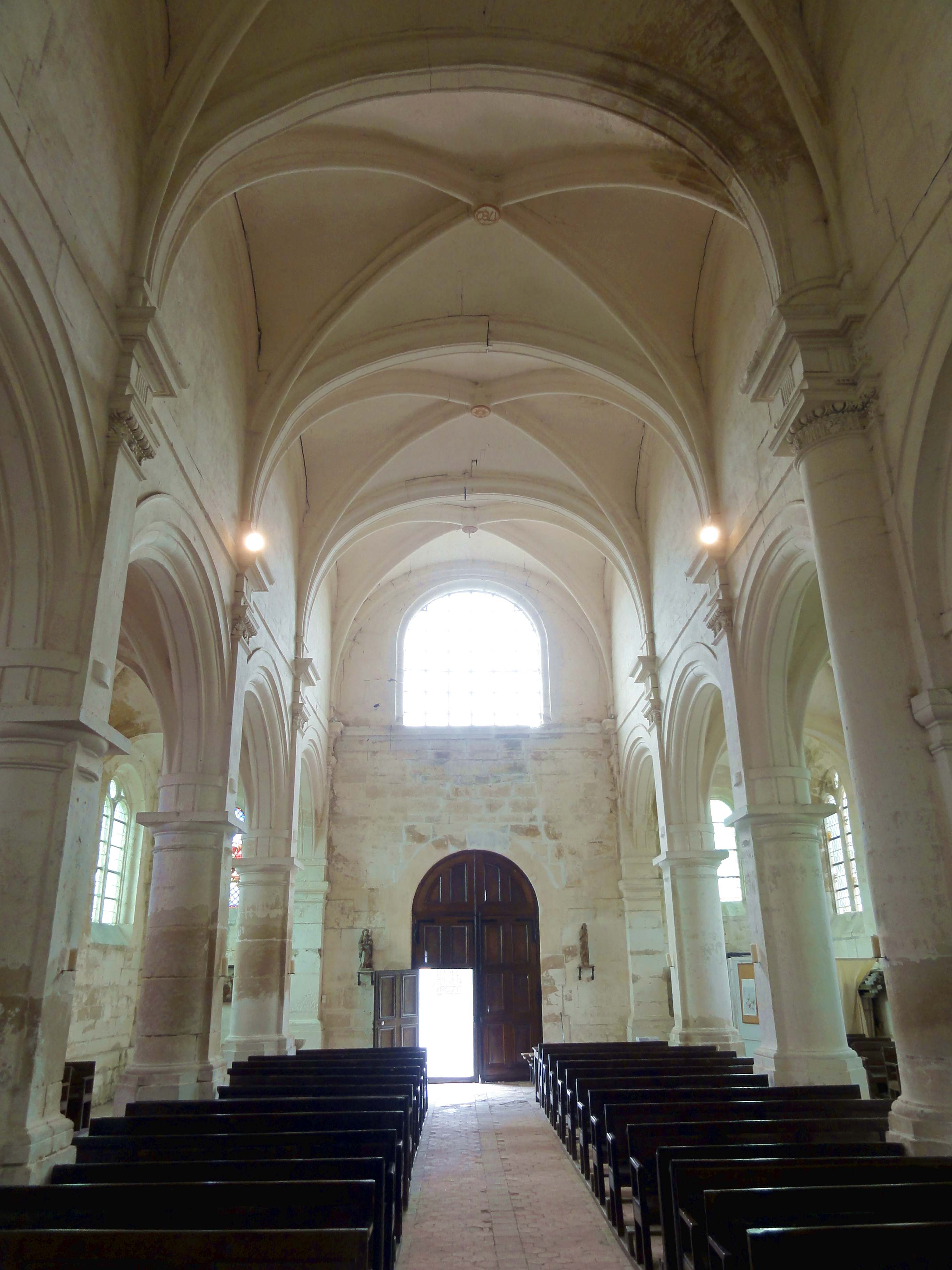
Nef, vue vers l'ouest.

L'intérieur de l'église frappe le visiteur par son unicité stylistique et dégage une impression de force et de solidité. Ce n'est pas tant le raffinement qui a été recherché, et l'on est loin de la grâce et délicatesse des premières réalisations de la Renaissance dans la région, telles que les façades de Belloy-en-France, Magny-en-Vexin et Vétheuil, le porche de Livilliers et le double collatéral nord de la cathédrale Saint-Maclou de Pontoise. L'église Notre-Dame est d'une grande sobriété. Comme le souligne Louis Régnier, Nicolas Le Mercier a réalisé ici un édifice qui ne ressemble à rien qui existait auparavant. Parvenu à l'âge de trente ans, le jeune architecte quitte la voie tracée par son père et les premiers maîtres de la Renaissance de la région, dont Jean Bullant et Jean Grappin. Épiais est considérée comme son œuvre de maturité. Peut-être veut-il à tout prix éviter que l'église reste inachevée, comme à Marines, où il a réalisé le porche entre 1562 et 1570, et ce serait alors pour cette raison qu'il décide de renoncer à la tentation d'une surcharge ornementale. Il se peut aussi qu'il doit composer avec un budget imparti connu d'avance, alors que le financement de la plupart des églises se fait étape par étape. Ces facteurs peuvent en tout cas expliquer certains partis pris. D'autres relèvent de choix délibérés, comme le montrera l'examen du chœur. Toujours est-il que Nicolas Le Mercier préfigure l'architecture classique du XVIIe siècle, et Louis Régnier écrit qu'« à la première vue, on se croirait en présence d'une église bâtie sous Louis XIV »,.
Comme souvent au dernier quart du XVIe siècle, l'église est « d'une simplicité monotone », qui, selon Louis Régnier, « frise de près la froideur ». Elle est évitée, sans doute, grâce au voûtement d'ogives avec sa relative complexité des formes, comparé à l'aspect banal des voûtes en berceau non articulées ou aux voûtes d'arêtes de la période classique. Les chapiteaux du premier ordre ont déjà le caractère dépouillé du style classique, mais ceux du second ordre, que Régnier qualifie improprement de composites, sont très soignés. En outre, il n'y a pas plus de trois travées d'affilée qui se ressemblent. La quatrième travée de la nef diffère par la proéminence des chapiteaux du côté nord, où se situe le clocher ; puis le transept, la première travée du chœur et l'abside présentent des élévations différentes sous de très nombreux aspects. En restant fidèle à un usage introduit à la période flamboyante, qui accentue le premier niveau d'élévation (soit celui des grandes arcades), et privilégie des murs hauts aveugles dans les églises de petites et moyennes dimensions, il n'y a pas de fenêtres hautes. L'éclairage par la lumière naturelle est assuré uniquement par la fenêtre occidentale au-dessus du portail, ainsi qu'indirectement par les collatéraux. Un espace sombre existe au-dessus des grandes arcades, qui représentent environ les deux tiers de la hauteur totale du vaisseau central sous le sommet des voûtes. L'obscurité est relativisée par les badigeons blancs qui recouvrent l'ensemble des piliers et murs, bien qu'appareillés soigneusement en pierre de taille. Cette blancheur est recherchée à la période classique et se trouve dans de nombreuses autres églises de la Renaissance. Parfois elle est obtenue grâce à la teinte claire de la pierre. Dans le même sens, les fenêtres ne sont plus pourvues de vitraux polychromes, mais vitrées de verre blanc, avec des bordures peintes en grisaille et jaune d'argent, les seuls motifs peints se trouvant dans les oculi qui surmontent les deux formes en plein cintre des fenêtres des bas-côtés. Il aurait, bien entendu, été possible de prévoir des fenêtres plus larges, comme souvent à la période flamboyante. Cela n'a pas été jugé nécessaire.
Les grandes arcades, en plein cintre, affichent un profil complexe. L'intrados est mouluré d'un méplat entre deux filets saillants, comme par ailleurs les arcs-doubleaux. Latéralement, le rang de claveaux inférieur est mouluré d'un quart-de-rond entre deux cavets. Le rang de claveaux supérieur, légèrement saillant, est entaillé d'une gorge en bas et délimité supérieurement par un filet. Un peu au-dessus, court un bandeau plat qui marque le début du second niveau d'élévation. Seulement l'intrados retombe sur les tailloirs carrés des piliers. Les autres moulures se fondent directement dans le pilier, ce qui n'est pas sans évoquer le style flamboyant. Les tailloirs carrés sont de simples dalles carrées, comme dans certaines églises bâties hâtivement au rabais : les grandes arcades du sud de Marines et l'église Notre-Dame de Pontoise en fournissent des exemples. À Frémécourt, des têtes de chérubins entre deux ailes se dégagent sous les parties débordantes des tailloirs. Les chapiteaux des grandes arcades sont doriques, et dépourvus de décor sculpté. Ils reposent sur des colonnes cylindriques appareillés en tambour, avec la particularité qu'un pilastre ébauché y est accolé du côté de la nef seulement. Il dissimule ici les chapiteaux. Les bases toriques ont des socles globalement octogonaux, dont le plan est rendu irrégulier du fait de la présence des pilastres. Ceux-ci ont pour vocation d'établir la continuité entre les chapiteaux des grandes arcades et les supports des hautes-voûtes, et montent donc jusqu'aux chapiteaux du second ordre, au niveau du bandeau horizontal déjà signalé. Au-dessus de l'astragale, la partie inférieure de ces chapiteaux est sculptée de feuilles lancéolées ; d'une rose à cinq pétales au milieu ; et d'une feuille d'acanthe schématisée à chaque angle. Un rang de perles court sous l'échine, qui est décoré de trois oves sur la face frontale et de feuilles polylobées inversées aux angles. Sans influence claire des ordres ionique et corinthien, les chapiteaux ne peuvent être qualifiés de composites. Si les motifs sont inspirés de l'architecture antique, l'ensemble est une création de toutes pièces de Le Mercier. Chaque chapiteau est surmonté d'une section d'entablement avec double corniche, dont la partie supérieure déborde largement : trois filets se dessinent en dessous. La métope est sculptée d'un pentaglyphe à gouttes.
À l'instar des grandes arcades, les voûtes sont entièrement en plein cintre. C'est rarement le cas dans les églises Renaissance du pays de France. Du fait du plan barlong des travées, la retombée des doubleaux et formerets ne s'effectue pas au même niveau : pour éviter ce problème, l'arc brisé a justement été introduit à la fin de la période romane. Il est vrai aussi que les nervures pénétrantes gomment en grande partie le déséquilibre visuel qui résulte de la retombée à des niveaux différents. Toujours est-il que les formerets de la nef et les doubleaux des bas-côtés sont très surhaussés et retombent largement au-dessus des chapiteaux. C'est même le cas des ogives des bas-côtés le long des murs gouttereaux, où les nervures des voûtes se fondent dans des pilastres plats, qui sont munis de chapiteaux doriques implantés au même niveau que les chapiteaux des grandes arcades. Le profil des doubleaux a déjà été mentionné : il est dérivé de celui des grandes arcades. Les ogives affectent un profil émoussé, comme souvent à la transition entre le style flamboyant et le style de la Renaissance. Pendant la seconde moitié du XVIe siècle, une modénature méplate est largement répandue. Nicolas Le Mercier suit sa propre voie, et probablement sans le vouloir, se rapproche des profils gothiques du XIIIe siècle, en optant pour un tore dégagé d'un large bandeau en arrière-plan par des moulures en doucine. Les clés de voûte arborent des disques décorés très simplement en bas-relief. Les motifs sont notamment de différentes formes de croix et des fleurs fortement stylisées. Les seules exceptions sont la troisième travée de la nef, où l'on lit le millésime de 1782, et la quatrième travée du bas-côté nord, qui supporte le clocher. Cette circonstance explique le plan carré de la travée. Sa voûte est plus basse que les autres et comporte en son centre un trou de cloches. Côté nef, des demi-piliers se substituent aux pilastres que l'on trouve ailleurs.

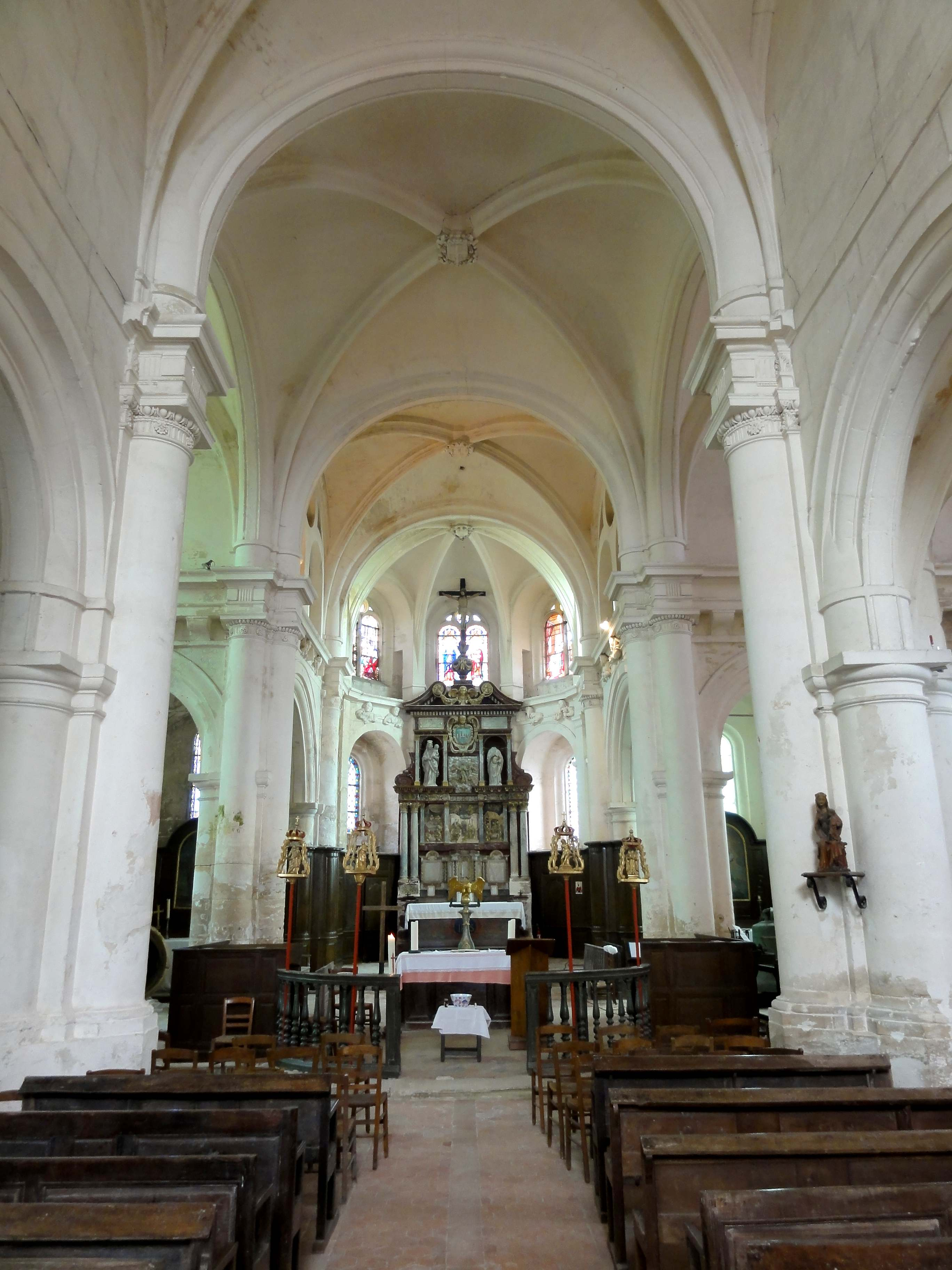
Nef, vue vers l'est au niveau du 3e doubleau.
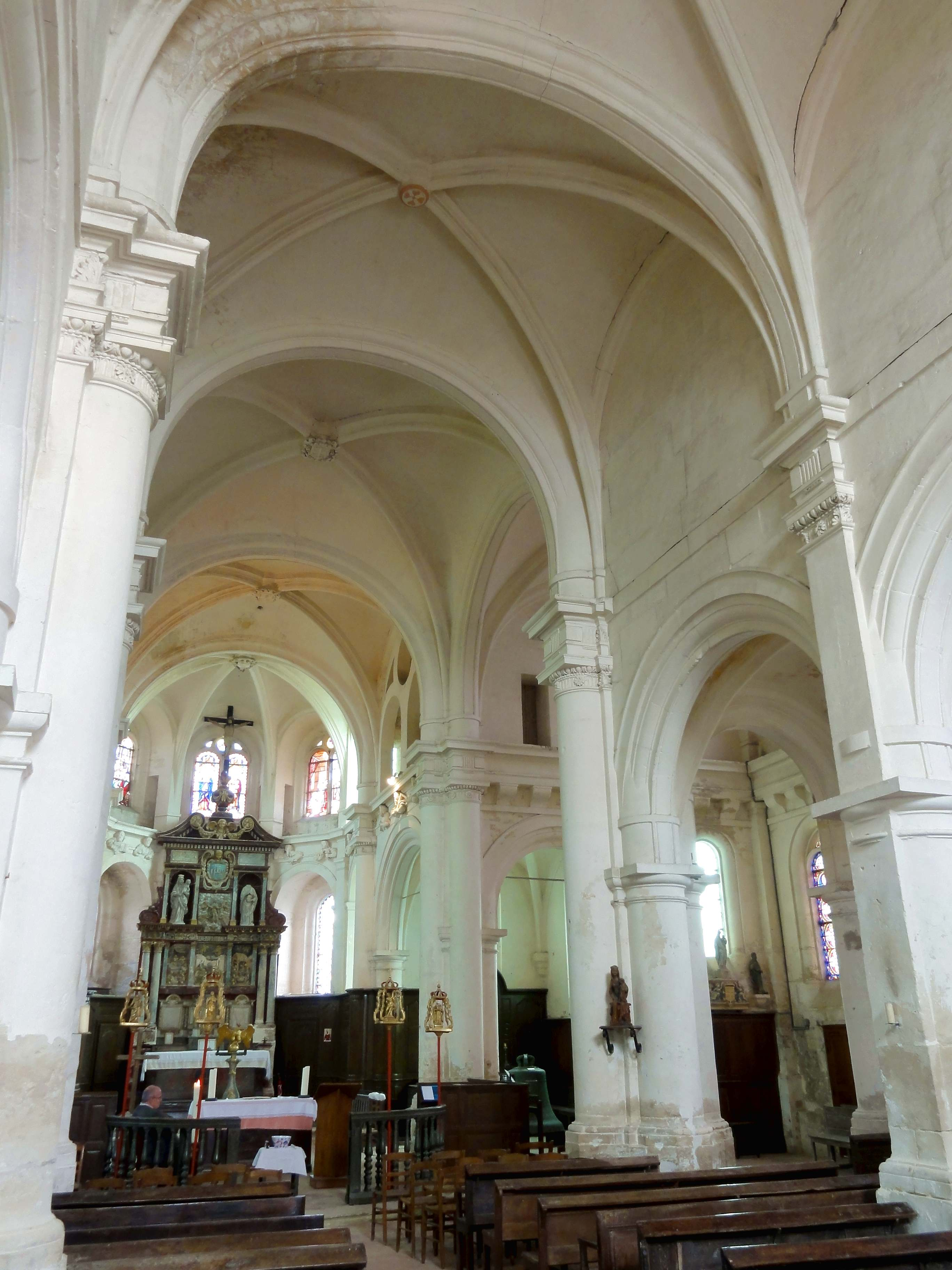
Nef, 3e travée, vue vers le sud-est.
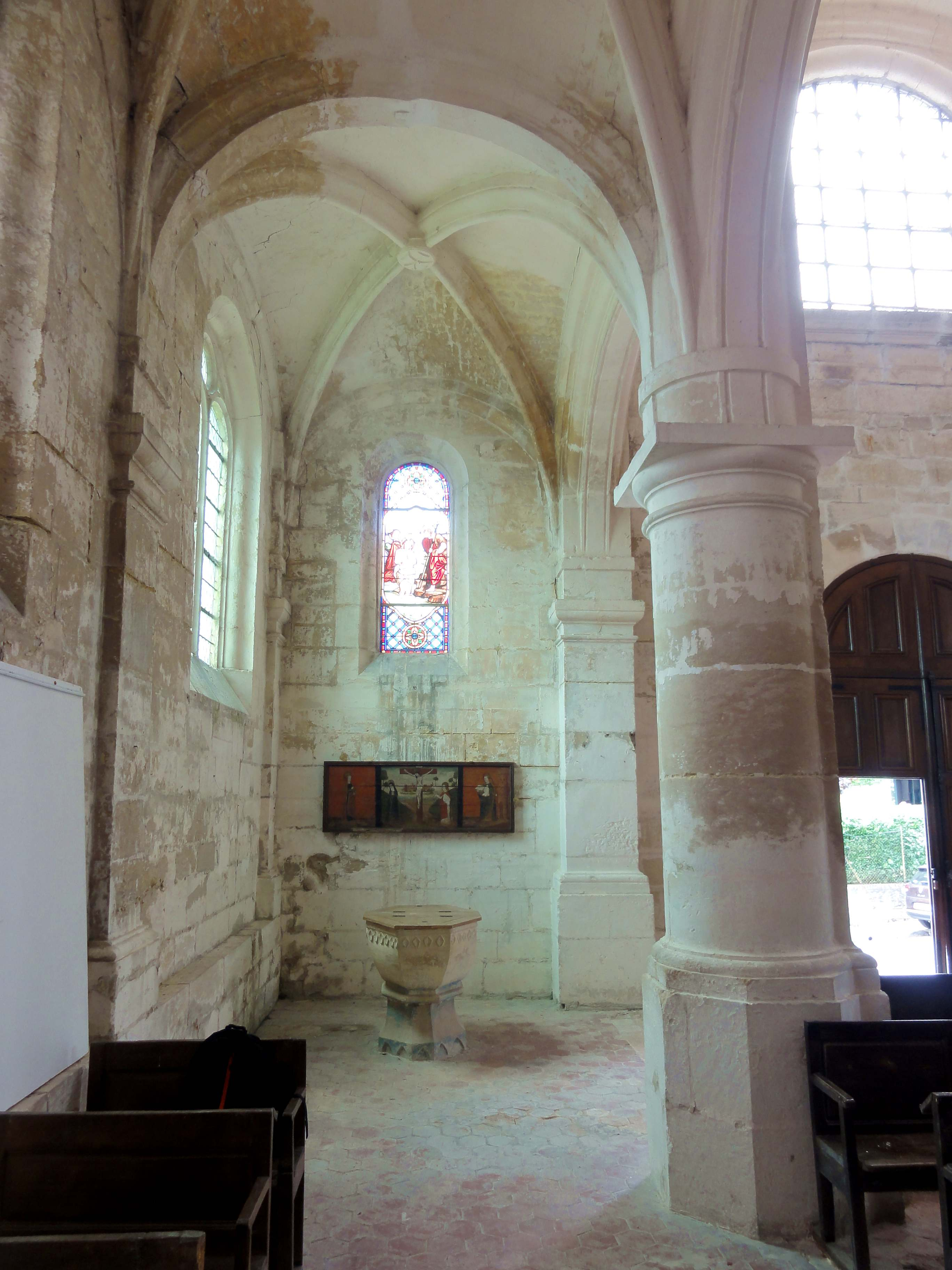
Bas-côté sud, vue vers l'ouest.
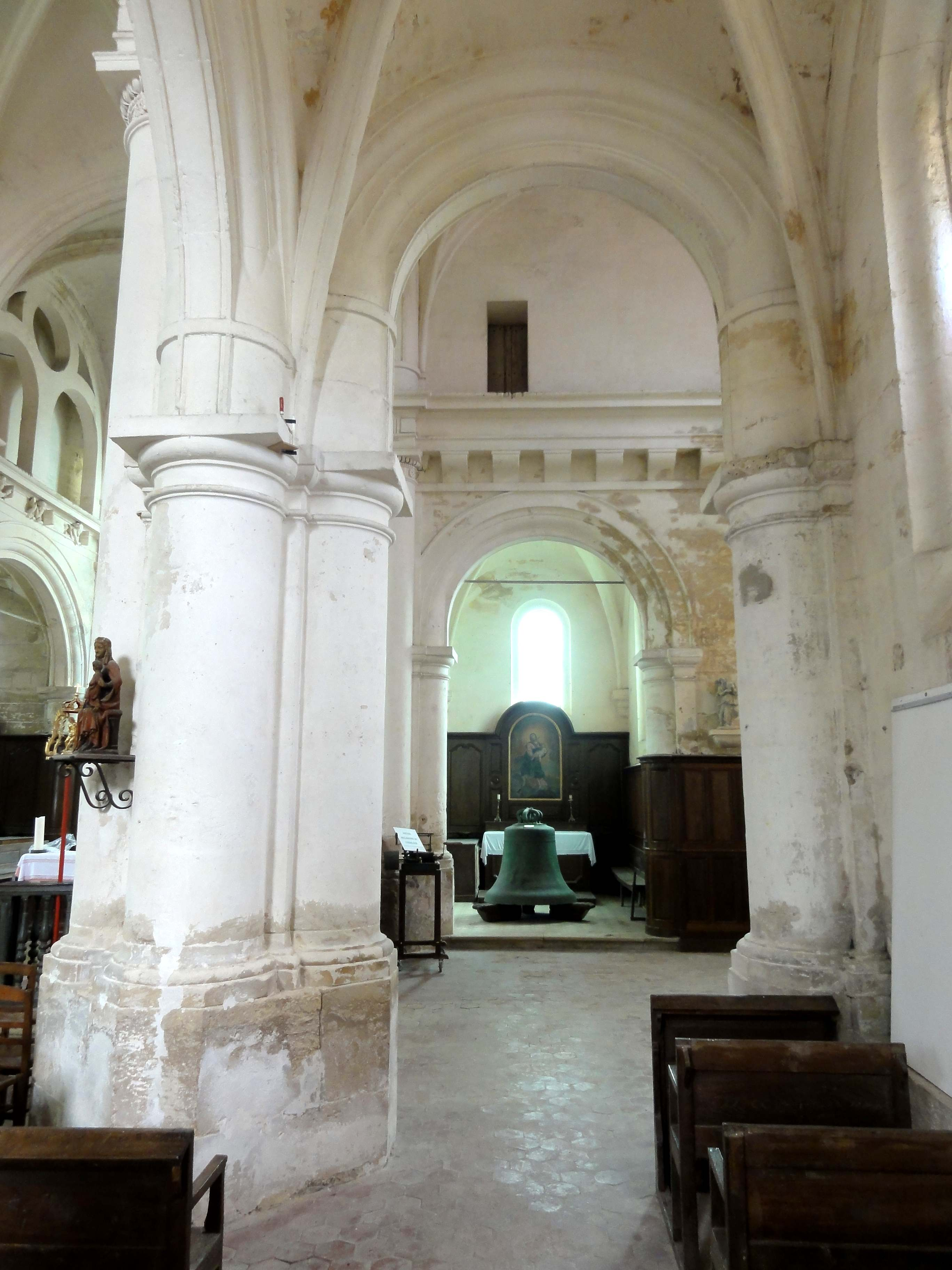
Bas-côté sud, vue vers l'est dans le croisillon.
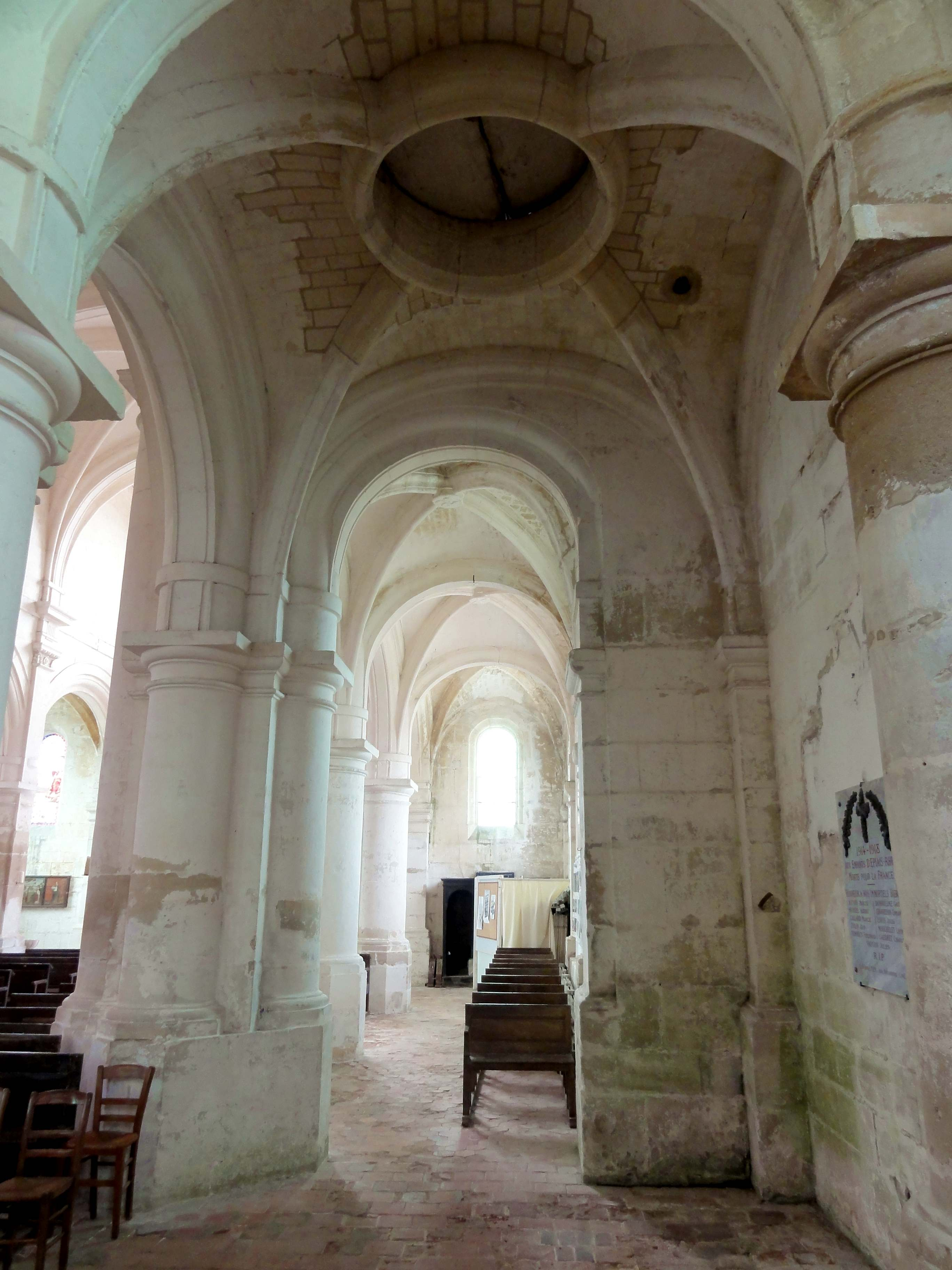
Base du clocher, vue vers l'ouest dans le bas-côté.
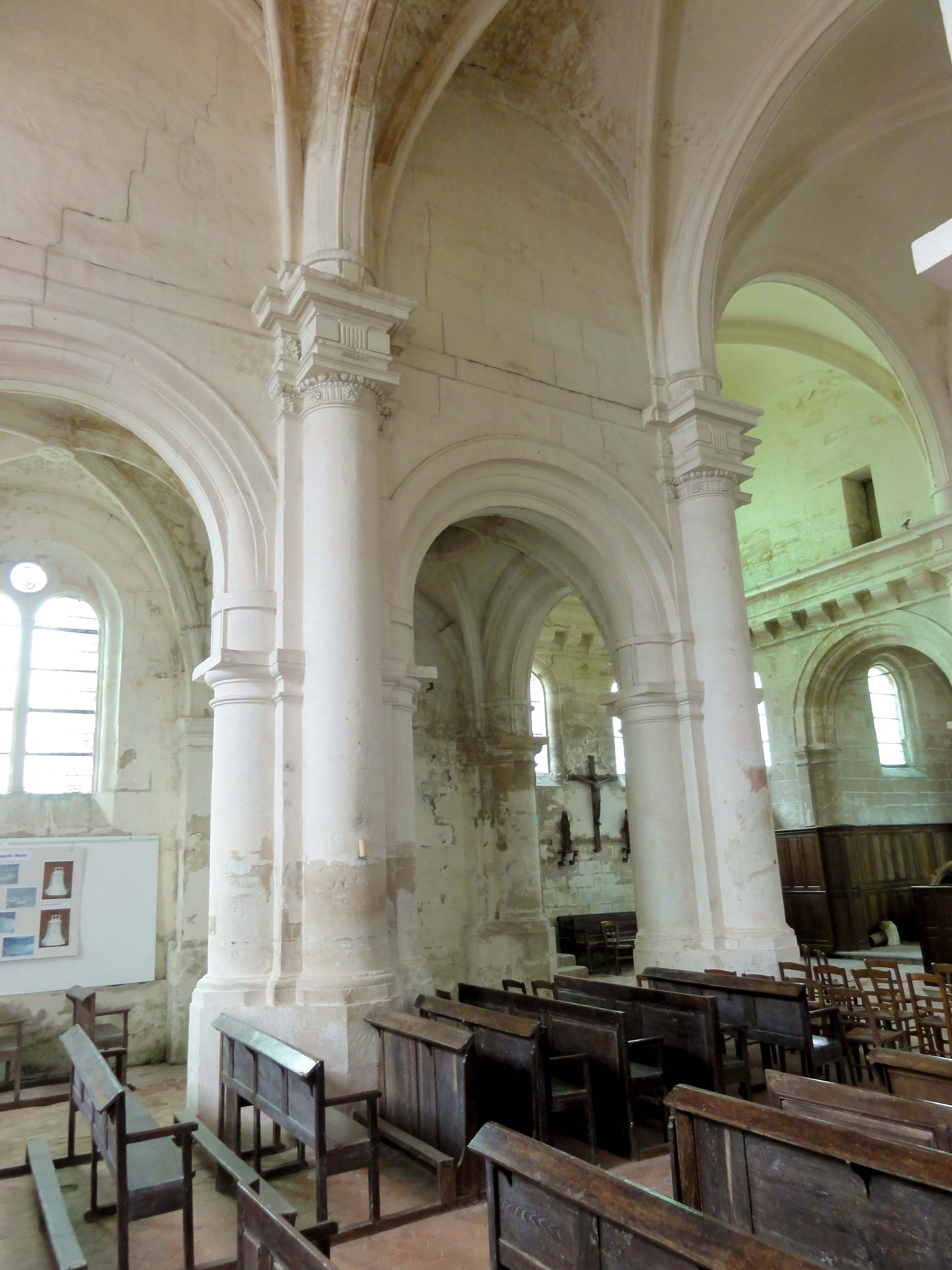
Nef, vue sur la base du clocher.

#### Transept

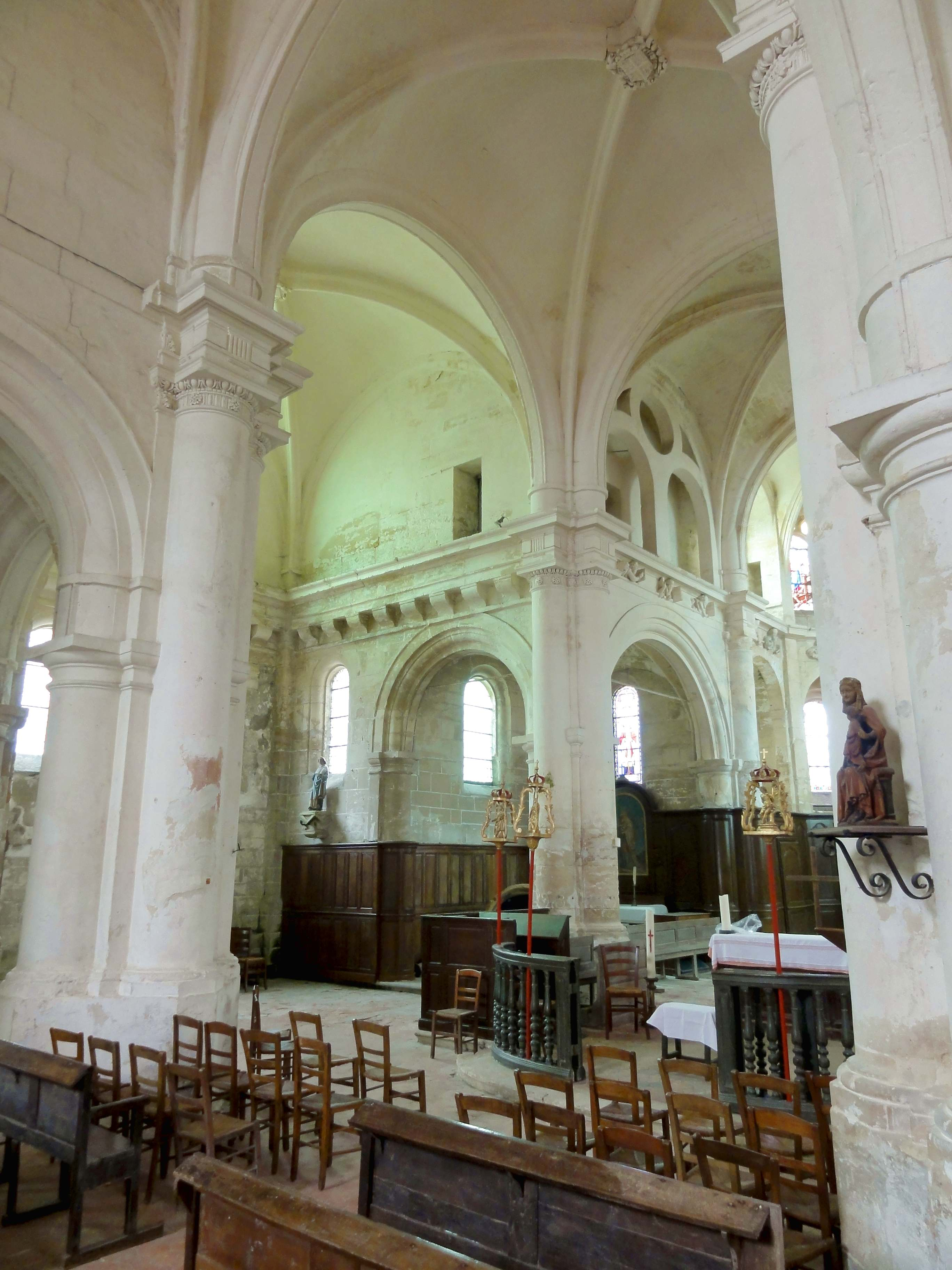
Vue diagonale.

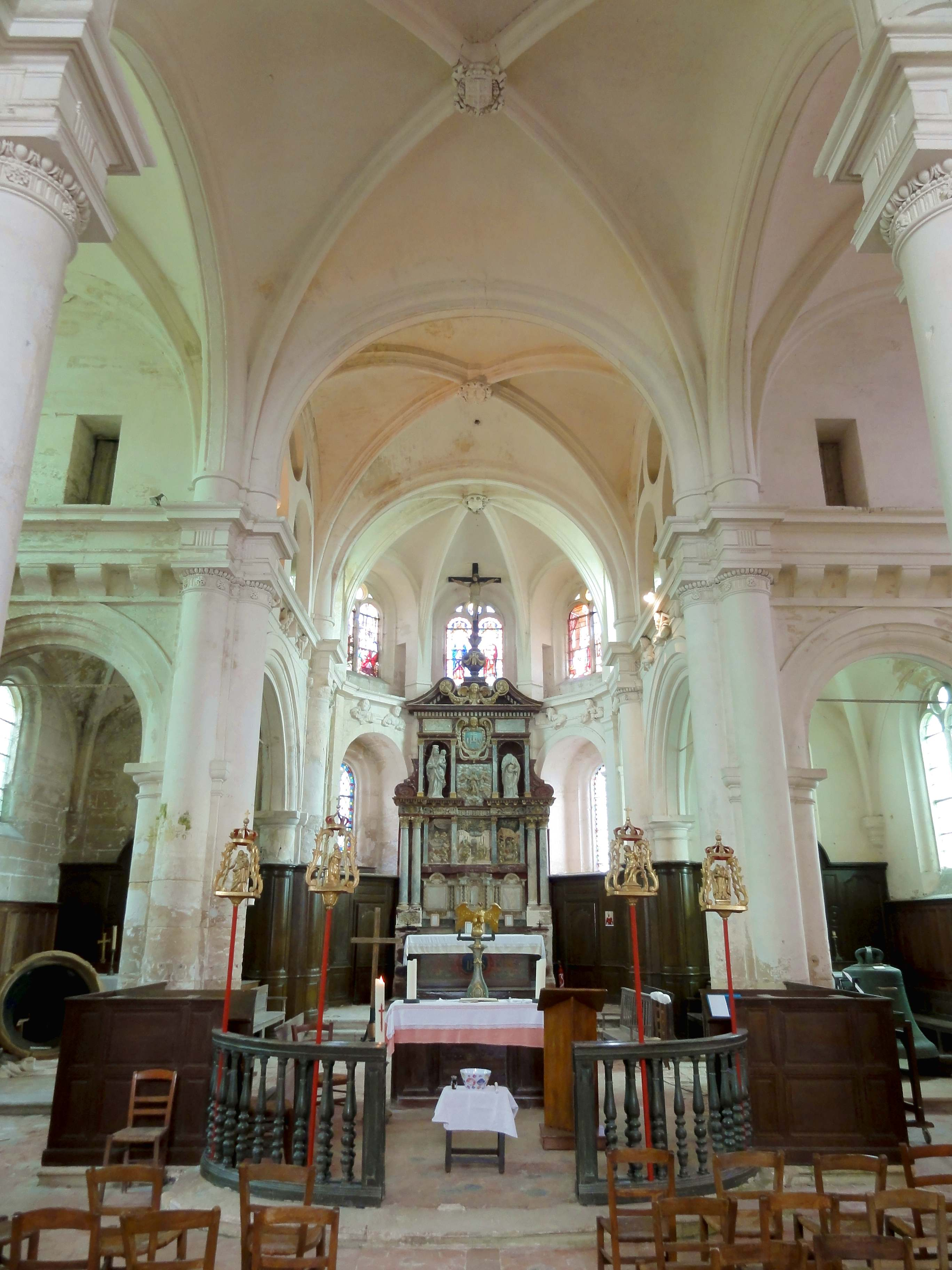
Croisée, vue vers l'est.

Le transept se compose de trois travées carrées, et ses croisillons sont donc deux fois plus profonds (dans le sens nord-sud) que les bas-côtés ne sont larges. La croisée du transept est moitié plus profonde (dans le sens est-ouest) que les travées de la nef. Pour cette raison, mais aussi dans le but d'éviter la monotonie, et selon l'usage général dans les églises Renaissance, sa voûte ne retombe pas sur des pilastres, mais sur des piliers cantonnés de quatre colonnes. Ils en tiennent un plan tréflé, et reprennent la même disposition qui a été adopté au sud de la base du clocher, au niveau du troisième doubleau de la nef. Entre les deux hautes colonnes correspondant aux doubleaux autour de la croisée du transept, le noyau du pilier reste visible sur une étroite section, et le profil des chapiteaux doriques du premier ordre y apparaît. Les chapiteaux du second ordre sont analogues à ceux de la nef, et les nervures des voûtes font appel aux mêmes profils. Comme déjà souligné, la clé de voûte de la croisée arbore les armes des Montmorency, d'or à la croix de gueules cantonnée de seize alérions d'azur ordonnés 2 et 2.
Les croisillons, aussi élevés que le vaisseau central, possèdent une élévation à deux niveaux (sauf bien sûr vers la croisée du transept). Le premier niveau comporte une grande arcade à l'ouest et une autre en face, à l'est. Ces arcades sont moulurées comme les grandes arcades de la nef, mais elles sont plus étroites, et leur tracé est nécessairement surhaussé, comme celui des doubleaux des bas-côtés. Pour rester cohérent avec les quatre piles de la croisée du transept, la retombée s'effectue sur des colonnes doriques engagées de chaque côté, ce qui évoque également les grandes arcades de la nef (où les colonnes sont isolées). Grâce à l'importante profondeur des croisillons, une étroite fenêtre en plein cintre trouve sa place à côté des arcades, sauf à l'ouest du croisillon nord, où la porte de la cage d'escalier du clocher occupe l'emplacement de la fenêtre. Arcade et porte sont séparées d'un pilastre, qui représente une irrégularité. La fenêtre occidentale du croisillon sud est actuellement bouchée. Les extrémités des deux croisillons sont différentes. Au nord, l'on y trouve deux étroites fenêtres en plein cintre, et au sud, deux fenêtres plus larges, qui adoptent le même remplage de deux formes en plein cintre surmontées d'un oculus que les baies latérales des bas-côtés. Il est à noter que le pourtour de ces fenêtres est mouluré d'un quart-de-rond, comme on le voit sur l'extrados des grandes arcades, tandis que les baies du second niveau d'élévation sont entourées d'une gorge. Cette alternance convexe - concave apporte une touche personnelle à l'édifice. Un entablement aniconique au niveau des entablements des chapiteaux sépare les deux niveaux d'élévation. Au nord, au sud et à l'est, l'entablement est saillant, et établi en encorbellement. Elle repose sur de gros corbeaux profilés en doucine, d'un effet très lourd. Une coursière est ainsi créée, qui est accessible par une porte depuis la cage d'escalier du clocher. Elle permet de passer vers les combles des chapelles latérales du chœur, où des portes existent également. Pour venir aux fenêtres hautes, elles n'existent qu'aux extrémités nord et sud du transept, et se présentent comme des rosaces inscrites dans des baies à jambages droits. Le remplage des rosaces se compose de cinq cercles disposés autour d'un petit cercle central, tous les écoinçons étant ajourés. Quant aux clés de voûte des croisillons, elles consistent d'un carré, qui est flanqué de cuirs découpés aux angles, et de feuillages au milieu de chaque côté.

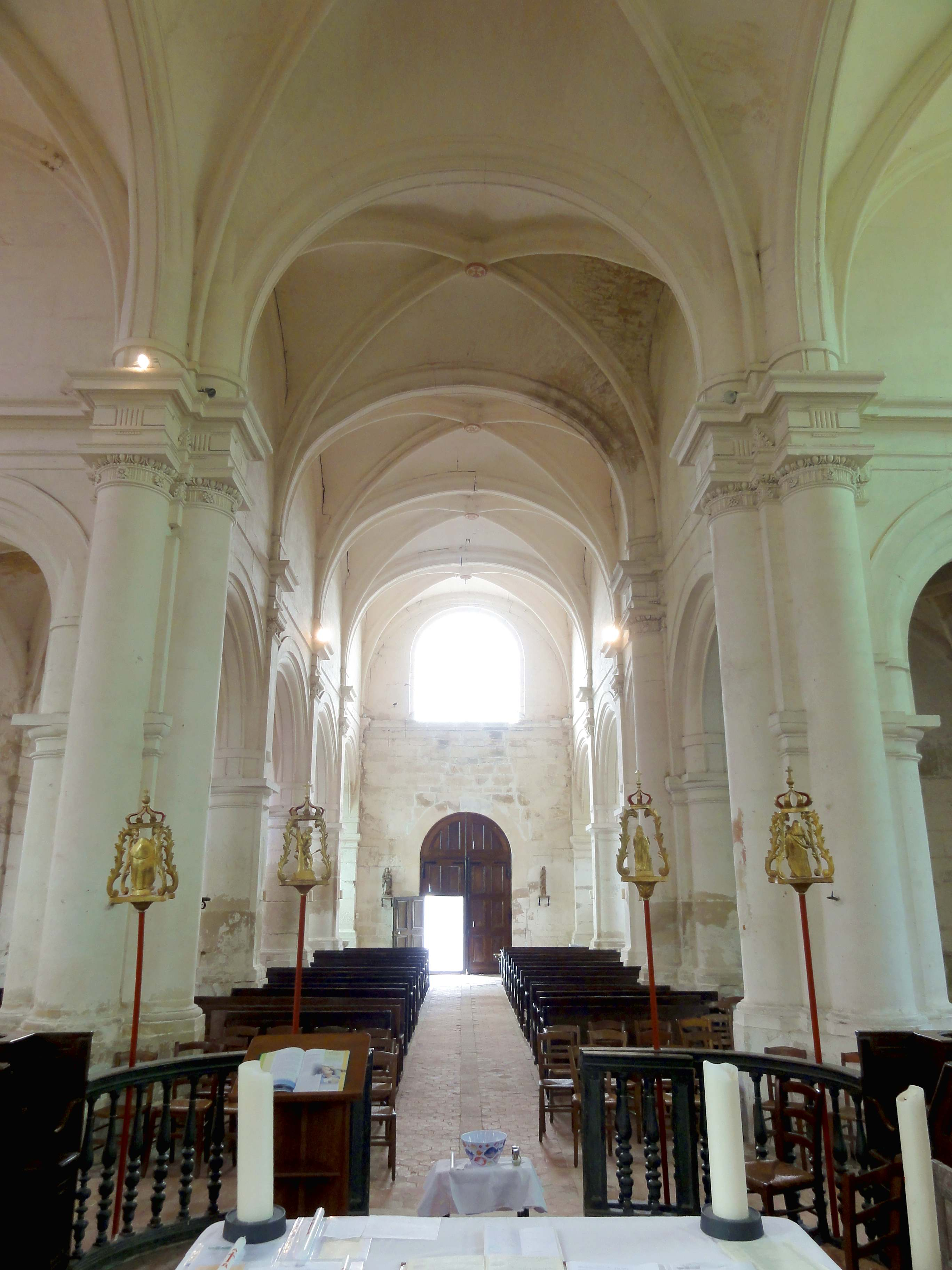
Croisée, vue vers l'ouest.
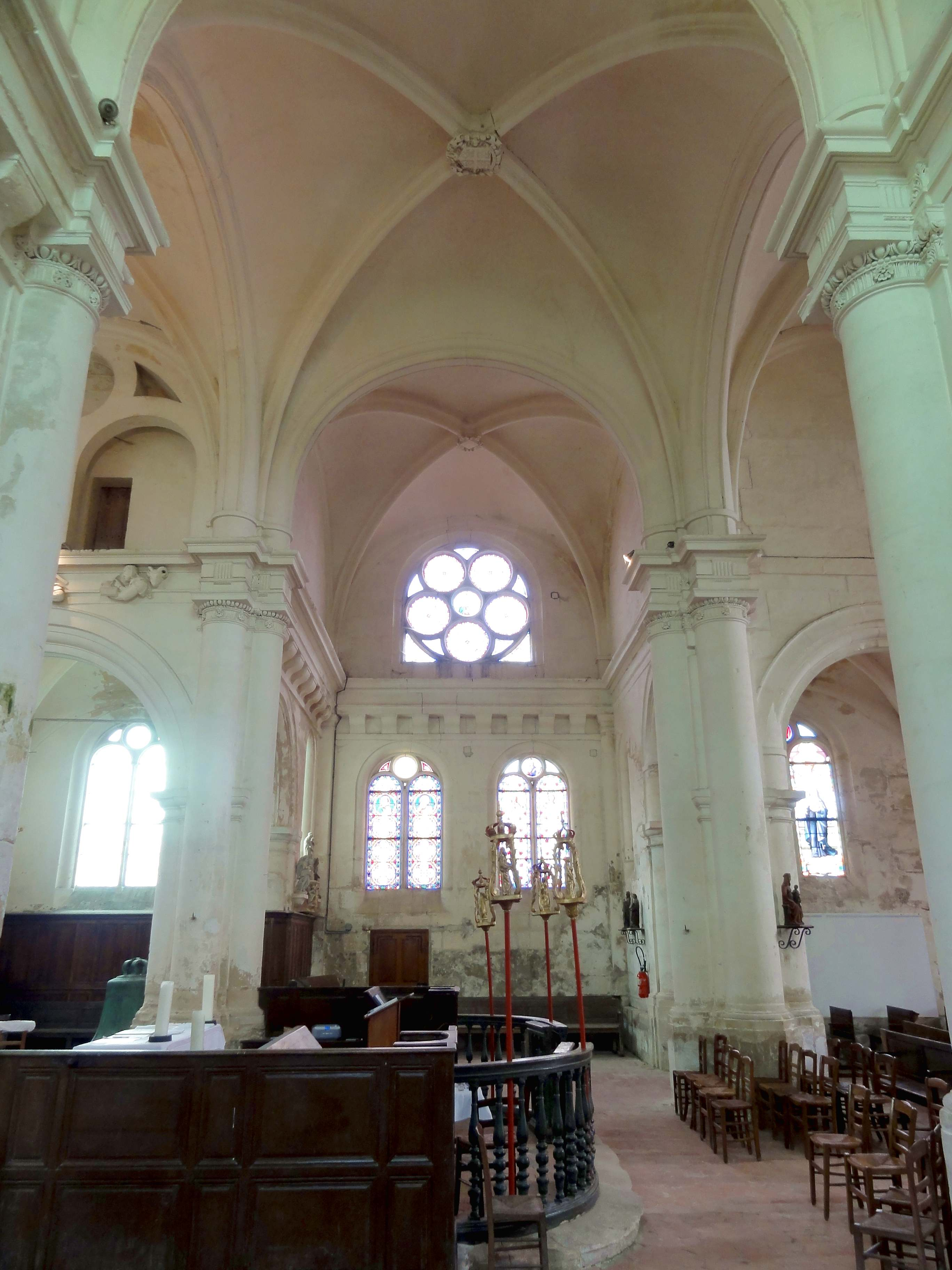
Vue nord-sud.
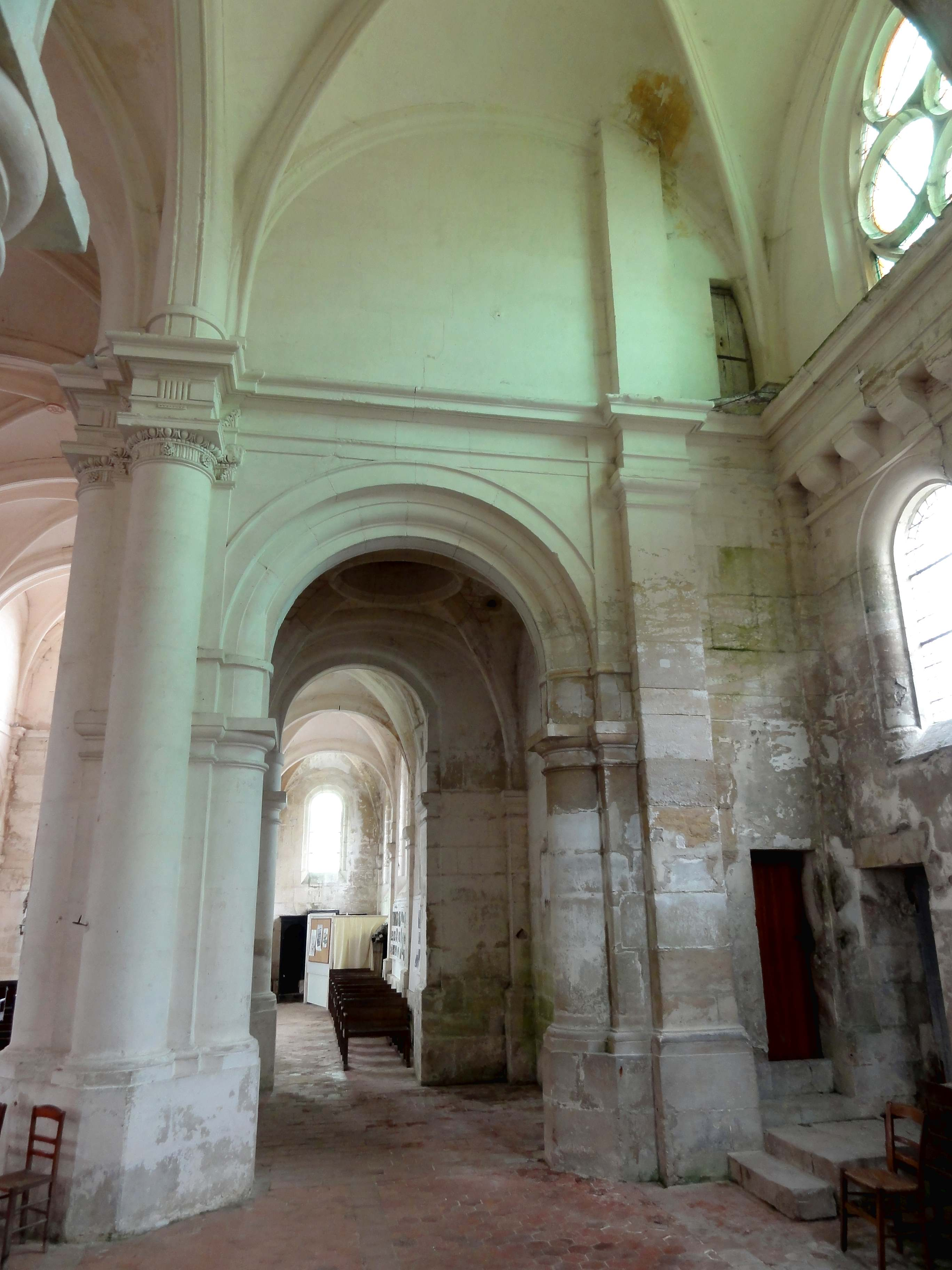
Croisillon nord, vue vers l'ouest.
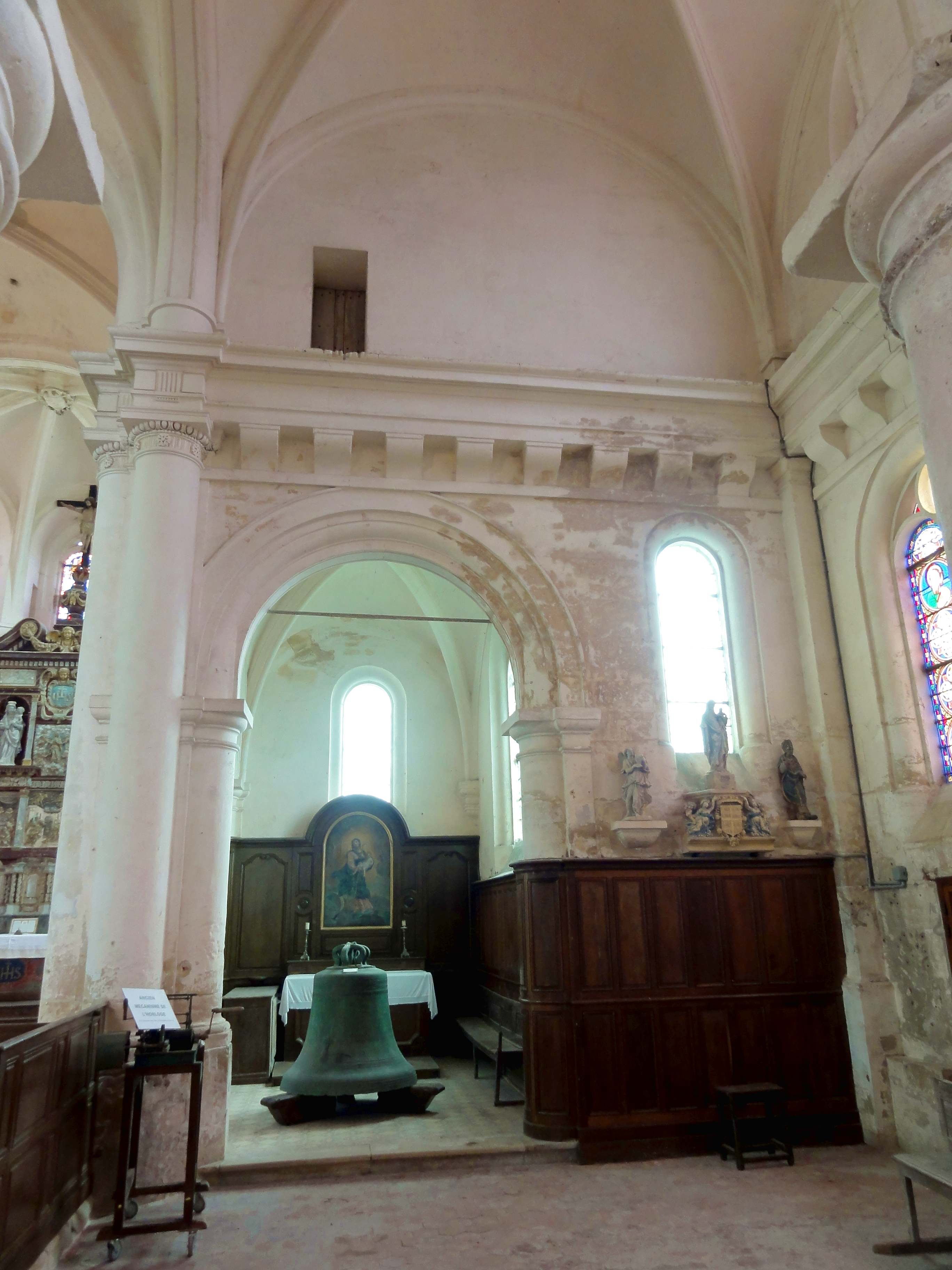
Croisillon sud, vue vers l'est.
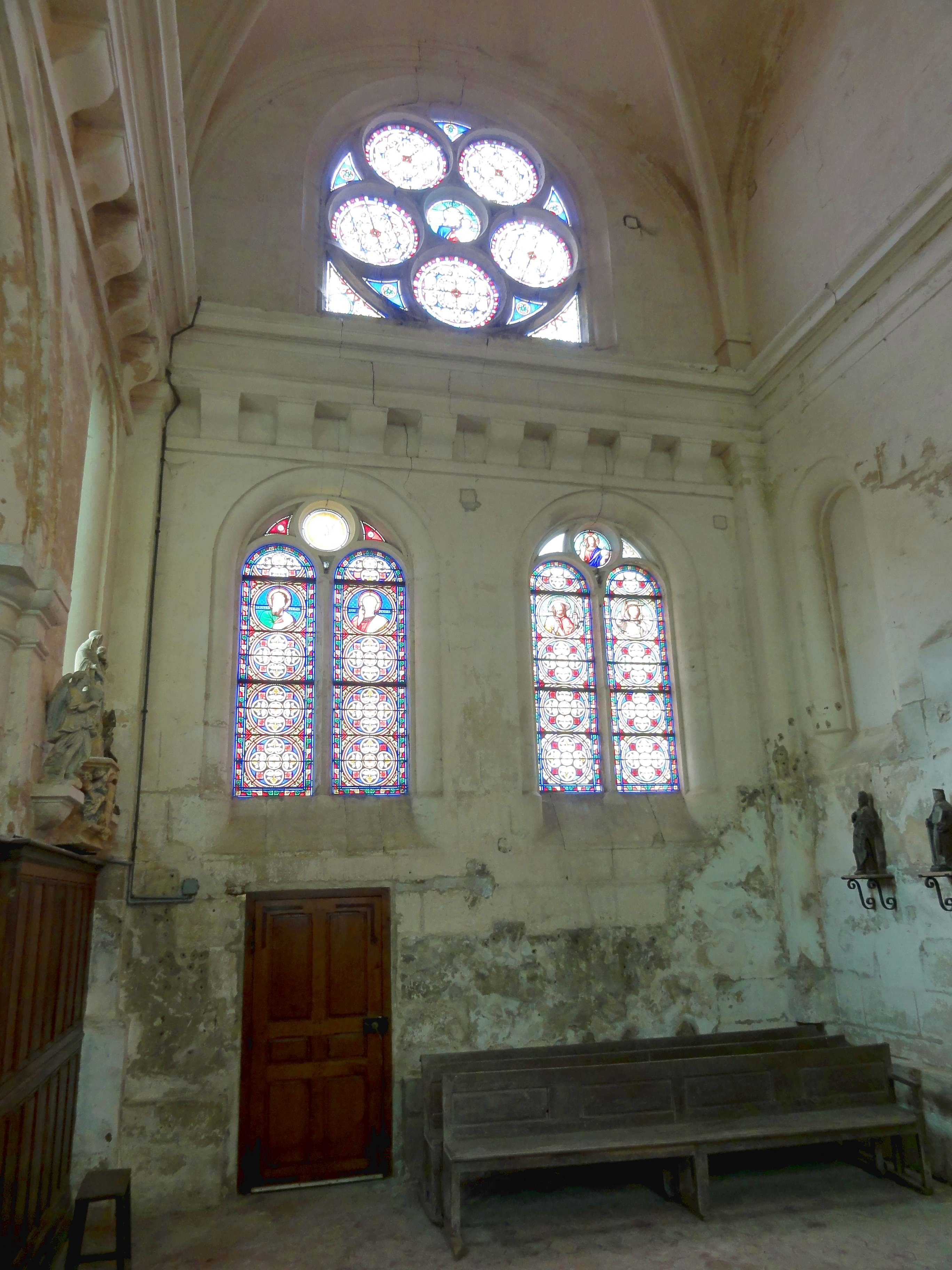
Croisillon sud, élévation sud.
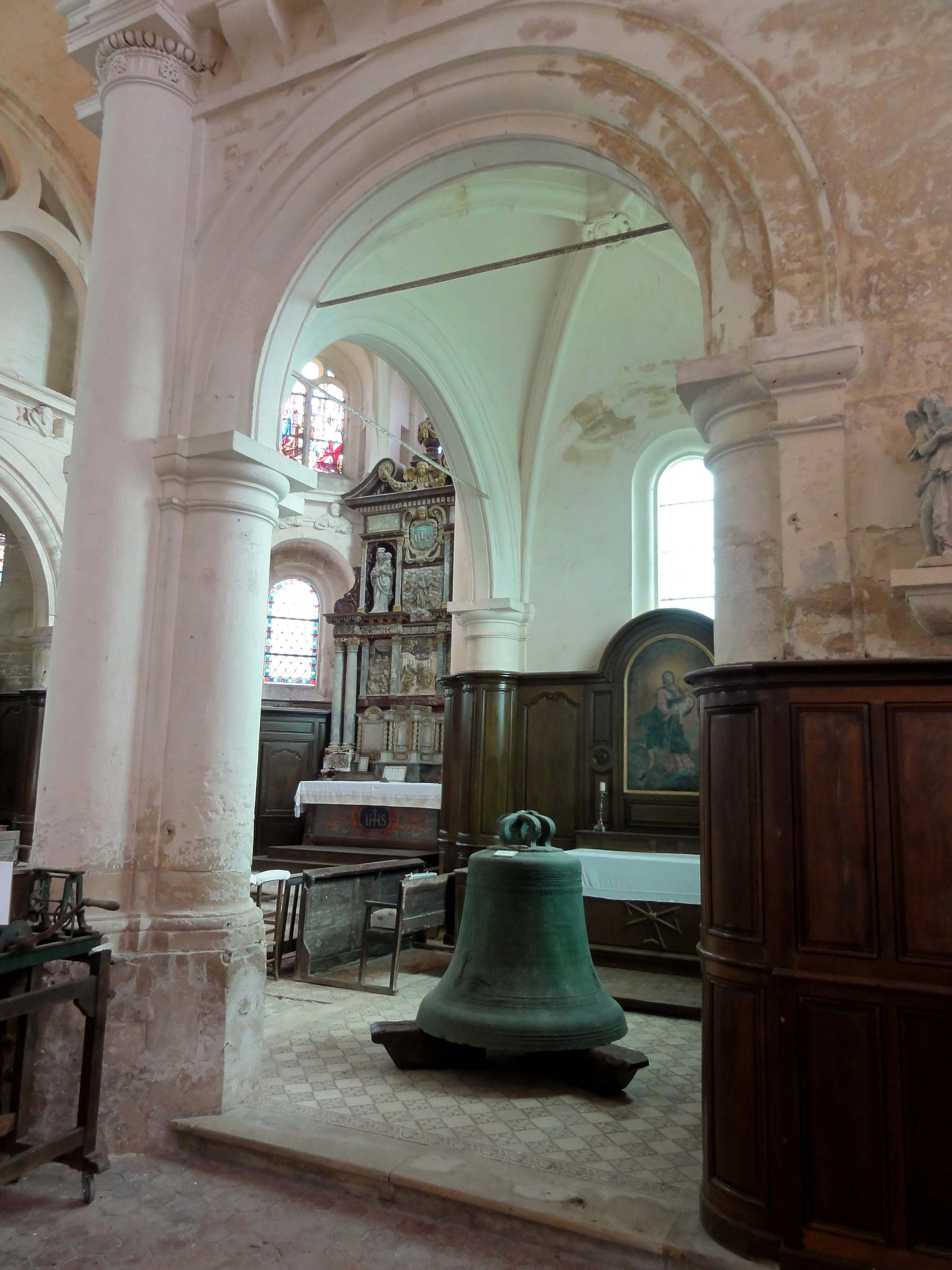
Croisillon sud, arcade vers la chapelle.

#### Chœur et chapelles latérales

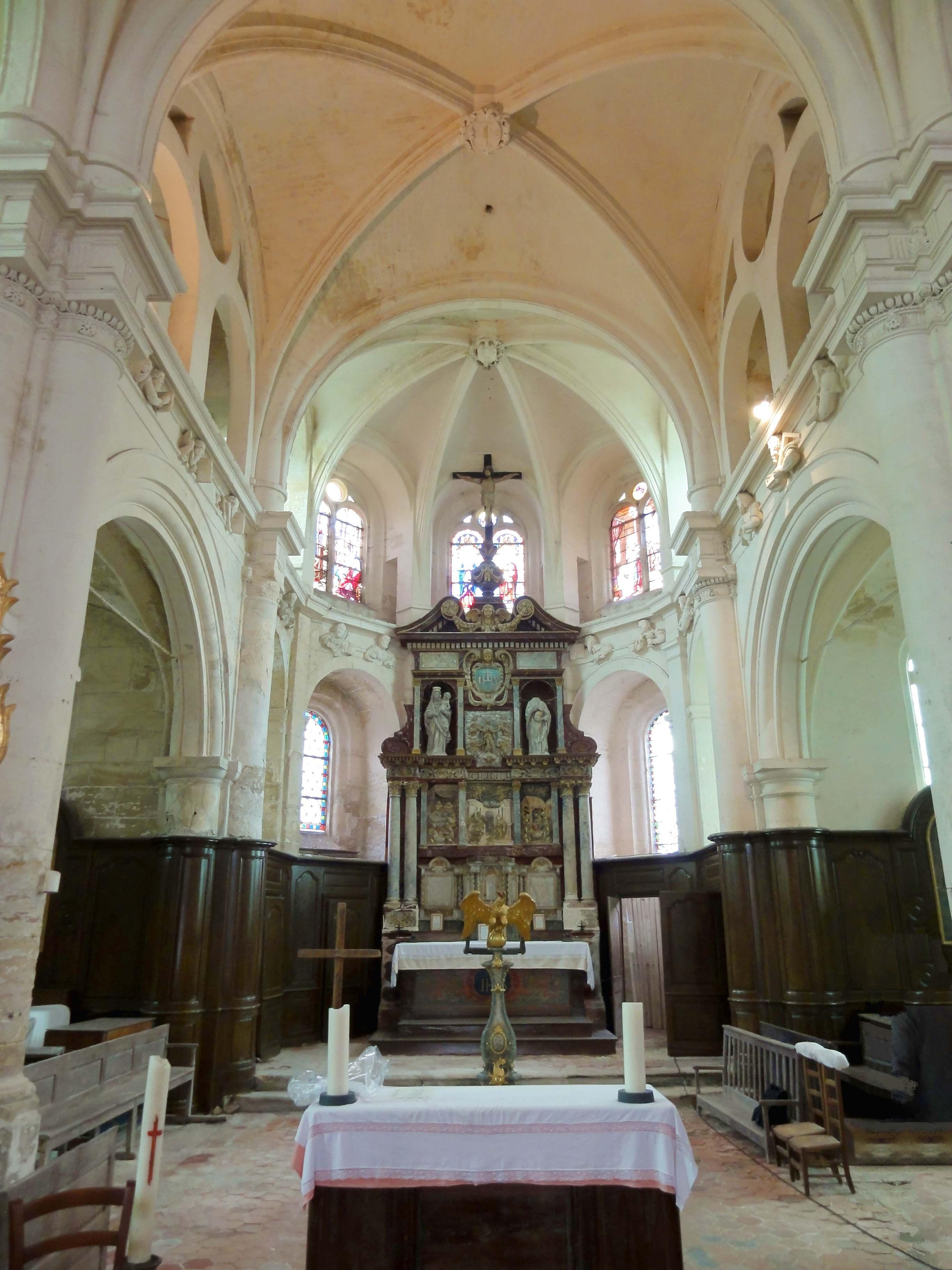
Chœur, vue vers l'est.

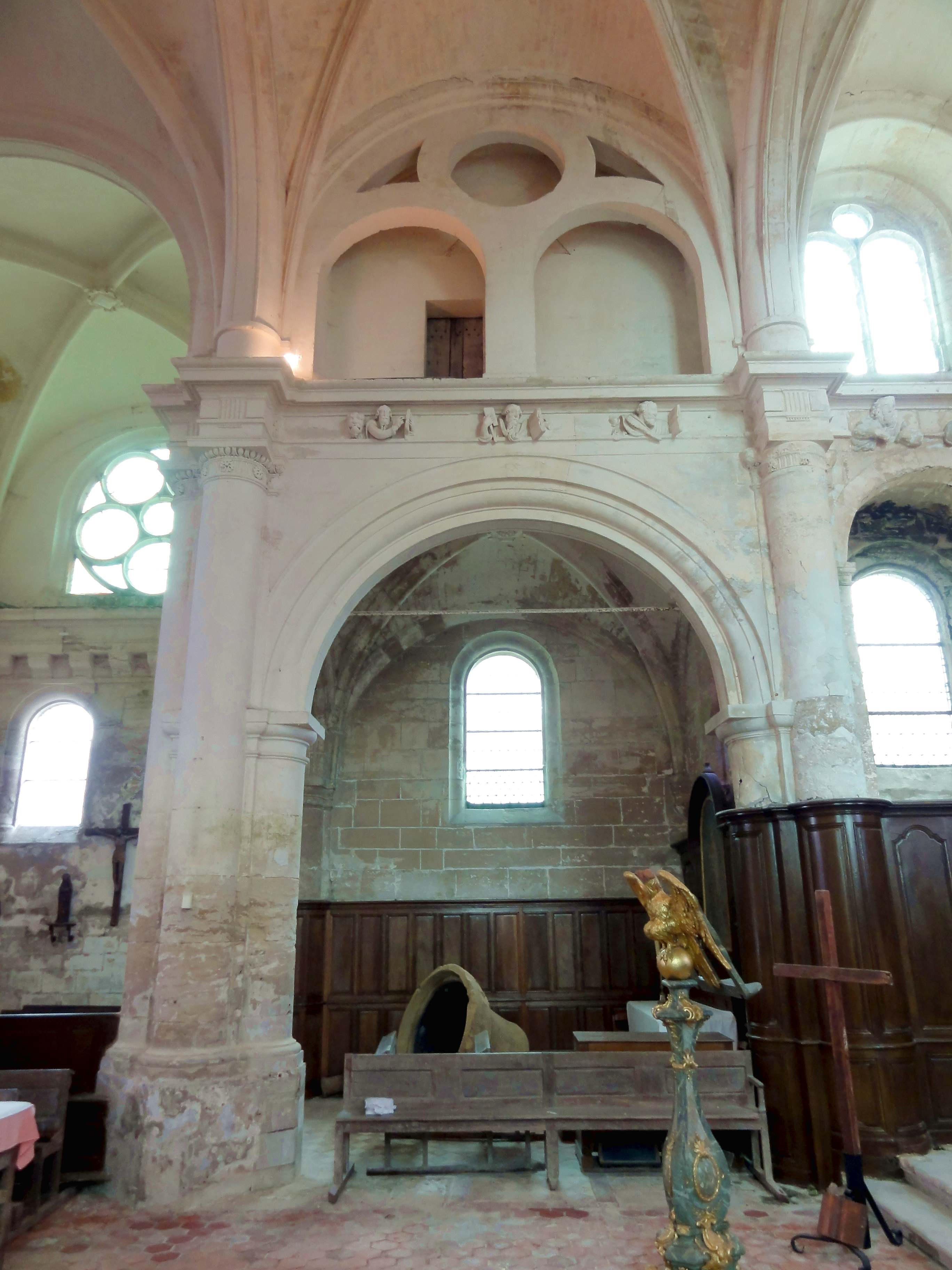
1re travée, élévation nord.

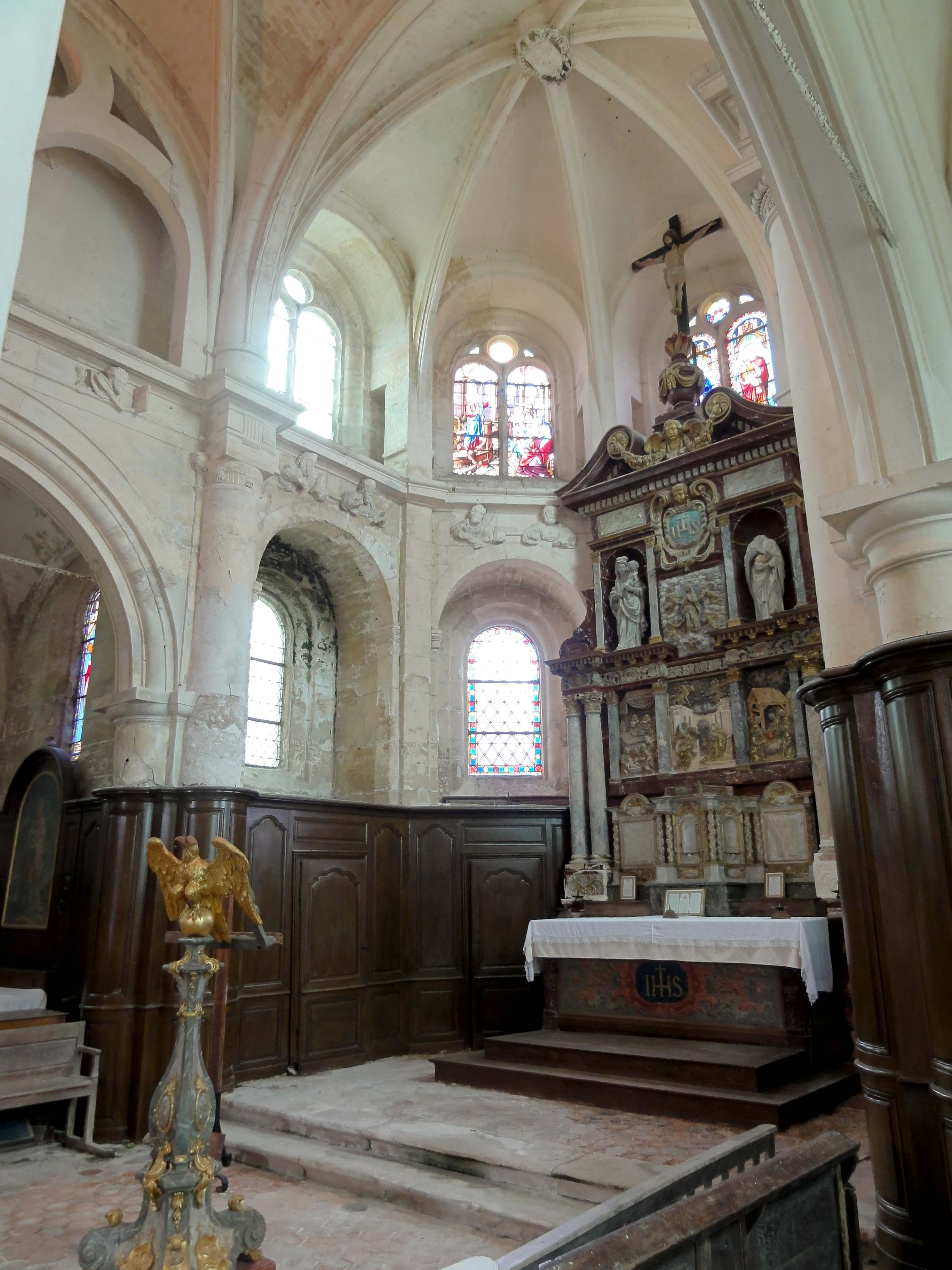
Abside, côté nord-est.

La première travée du chœur est séparée de l'abside par un doubleau retombant sur des colonnes engagées, comme autour de la croisée du transept et au nord du clocher. Cette disposition suscite une impression de lourdeur. Le premier niveau d'élévation comporte des grandes arcades analogues à celles de la nef. Elles ouvrent sur les chapelles latérales, qui ne comptent qu'une seule travée, et ressemblent assez aux bas-côtés de la nef, sauf que les clés de voûte sont plus élaborées. Celle du nord affiche une rosace de feuillages sur un hexagone formé par un cuir découpé qui s'enroule aux extrémités. Celle du sud arbore un médaillon ovale, où se dégage l'effigie de Jésus-Christ. Les fenêtres sont étroites et dépourvues de remplage, sauf celle au sud de la chapelle latérale sud, où apparaît le remplage Renaissance standard également employé au sud du croisillon sud, et sur les baies latérales des bas-côtés. Le second niveau d'élévation est formé par un faux triforium, disposition mise au point à la période gothique pour alléger visuellement les structures, et tombée généralement en désuétude au XVIe siècle. En l'occurrence, le triforium alourdit plutôt la structure du chœur, puisque les baies du triforium ont de très larges meneaux non moulurés. Sur une largeur et une hauteur plus importante, leur réseau reproduit le réseau Renaissance standard rencontré ailleurs dans l'église. En arrière-plan, une porte donne accès au comble de la chapelle adjacente. Louis Régnier ne salue pas l'initiative de munir le chœur d'une galerie : « ce qui nous semble moins heureux, c'est la division de l'abside polygonale en deux étages par un entablement saillant, destiné à porter à l'intérieur une galerie absolument inutile, ce qui a contraint de reléguer les fenêtres basses à l'extrémité d'un enfoncement profond. Pareille disposition peut être élégante dans une église considérable, mais dans une construction comme l'église d'Épiais, où l'on paraît s'être étudié à ne pas dépasser une certaine élévation, elle est d'un effet disgracieux ».
Concrètement, les enfoncements des fenêtres basses, sans remplage, s'ouvrent par des arcs non moulurés, qui retombent sur des impostes au profil des chapiteaux doriques. Les six branches d'ogives de la voûte retombent sur des pilastres nus et plats, interrompus néanmoins par la corniche de l'entablement déjà signalé. Les ogives se fondent dans ces pilastres. La clé de voûte de la première travée affiche l'initiale « T », et celle de l'abside un écusson martelé entouré du collier du connétable : elle devait initialement porter les armes des Montmorency. Les enfoncements des fenêtres hautes s'ouvrent sous les formerets, ce qui leur donne un aspect plus agréable. En revanche, l'arc ne retombe pas sur des impostes. Les fenêtres, au réseau Renaissance standard, sont plus petites que l'espace disponible, et entourées d'une large moulure en forme de doucine. À part le retable baroque, qui est décrit dans le chapitre consacré au mobilier, le chœur de l'église Notre-Dame vaut surtout pour la frise des Apôtres et Évangélistes, sur la métope de l'entablement. Une telle frise existe également à Ennery, où la sculpture est plus adroite, et à Triel-sur-Seine, où elle est abîmée. En dehors du Vexin français, l'on connaît seulement l'exemple de Semur-en-Auxois. Les personnages sont représentés en haut-relief et en buste, chacun avec un ou deux objets ou attributs, qui permettent le plus souvent une identification claire. L'iconographie n'est pas tout à fait identique qu'à Ennery, et la répartition des personnages est également en partie différente.
Jésus-Christ, qui présidait à l'assemblée (qui n'est pas la Cène), est malheureusement caché par le retable. Puisqu'il était le seul personnage à occuper le pan d'axe de l'abside, les quatorze autres Apôtres et Évangélistes demeurent tous visibles. Il y en a trois au-dessus de chacune des deux grandes arcades, et deux sur chacun des quatre pans « libres » de l'abside. Du nord au sud, dans le sens des aiguilles de la montre, l'on trouve : saint Marc écrivant, accompagné d'un lion traditionnel ; saint Jude ou saint Mathias avec une hache (à Ennery elle évoque une équerre) ; saint Simon avec la scie de son martyre ; saint Barthélémy avec le couteau qui aurait servi à l'écorcher ; saint Jacques le Majeur avec son bourdon de pèlerin et une besace où il a glissé un livre ; saint André avec la croix en X sur laquelle il fut écartelé ; saint Pierre portant une clef ; Jésus-Christ bénissant ; saint Paul avec l'épée de sa décapitation ; saint Jean la coupe empoisonnée dont sort un démon ; saint Jacques le Mineur avec la batte de foulon utilisée par ses bourreaux ; saint Matthieu présentant son Évangile (à Ennery il est également accompagné d'une sorte de hache) ; saint Philippe tenant la croix sur laquelle il fut lié (c'est ici une croix latine et non une croix en tau comme à Ennery) ; saint Thomas, patron des architectes et des maçons, avec son équerre (et non avec la flèche qui le tua) ; et enfin saint Luc écrivant sur une tablette, accompagné d'un bélier et non d'un bœuf, sans doute une étourderie du sculpteur. Les personnages semblent se tenir derrière une balustrade, tels des spectateurs au balcon d'un théâtre. Catherine Olivier trouve que « la hardiesse de cette mise en scène originale et si vivante est saisissante ». Elle note que la présence des Apôtres et Évangélistes « autour du maître-autel renouvelle l'image médiévale traditionnelle des Apôtres qui, rassemblés aux portails des églises gothiques, dans une attitude figée, assez conventionnelle, accueillaient les fidèles. Ici, au contraire, ils semblent assister à un spectacle et participer à l'office qui se déroule au-dessous d'eux. Aucune position, aucune attitude n'est semblable ».

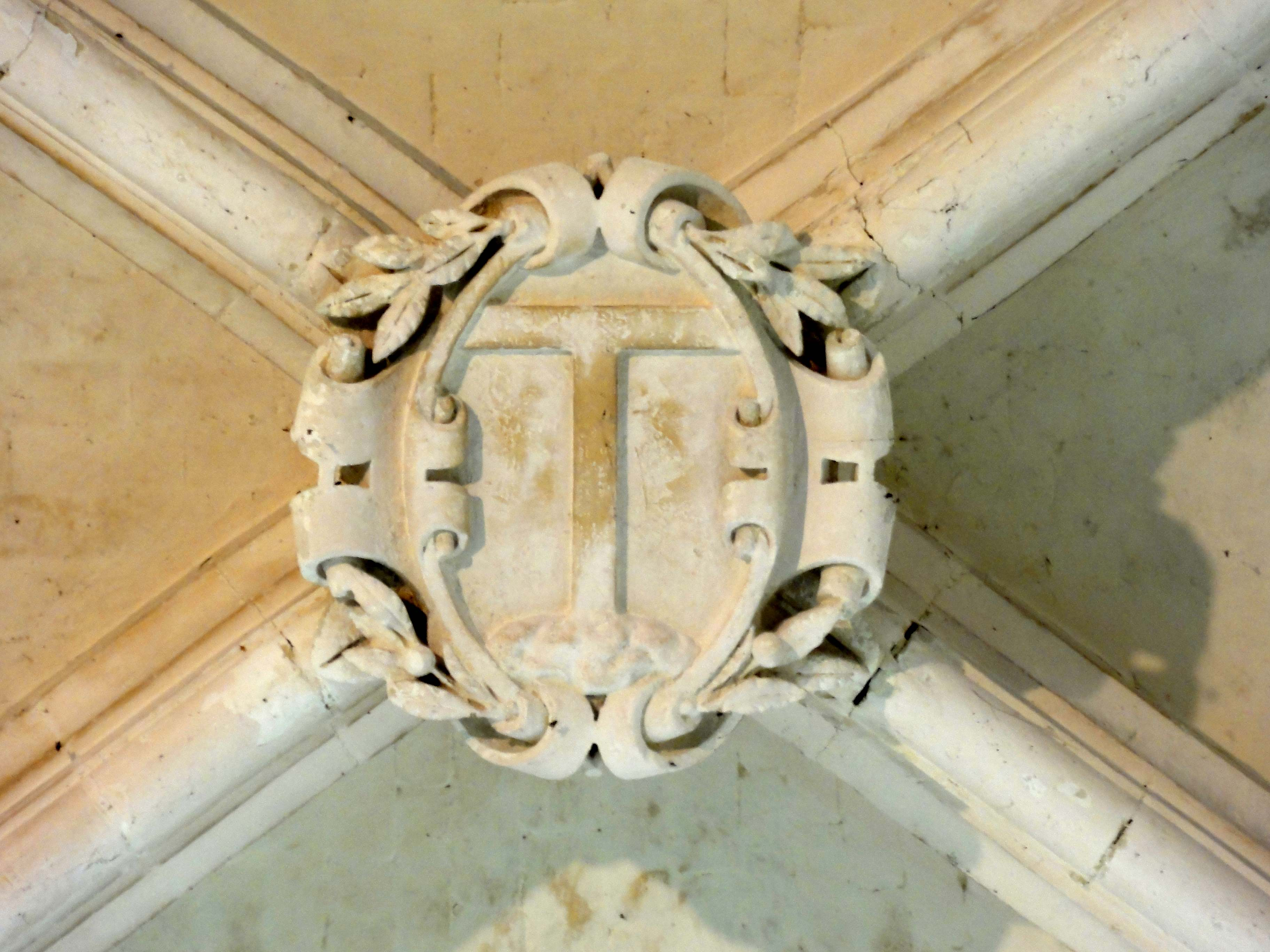
1re travée, clé de voûte.
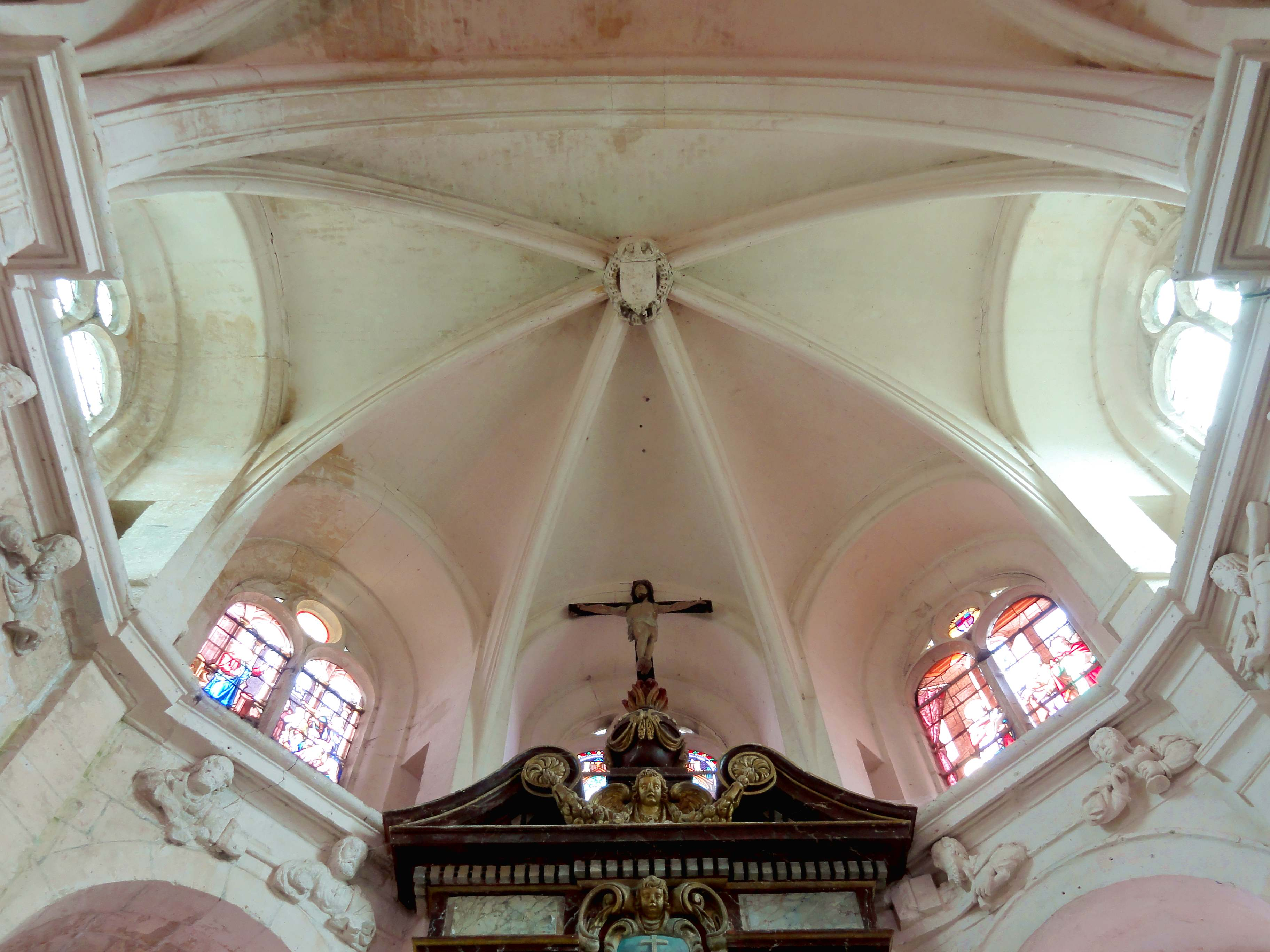
Abside, voûte.
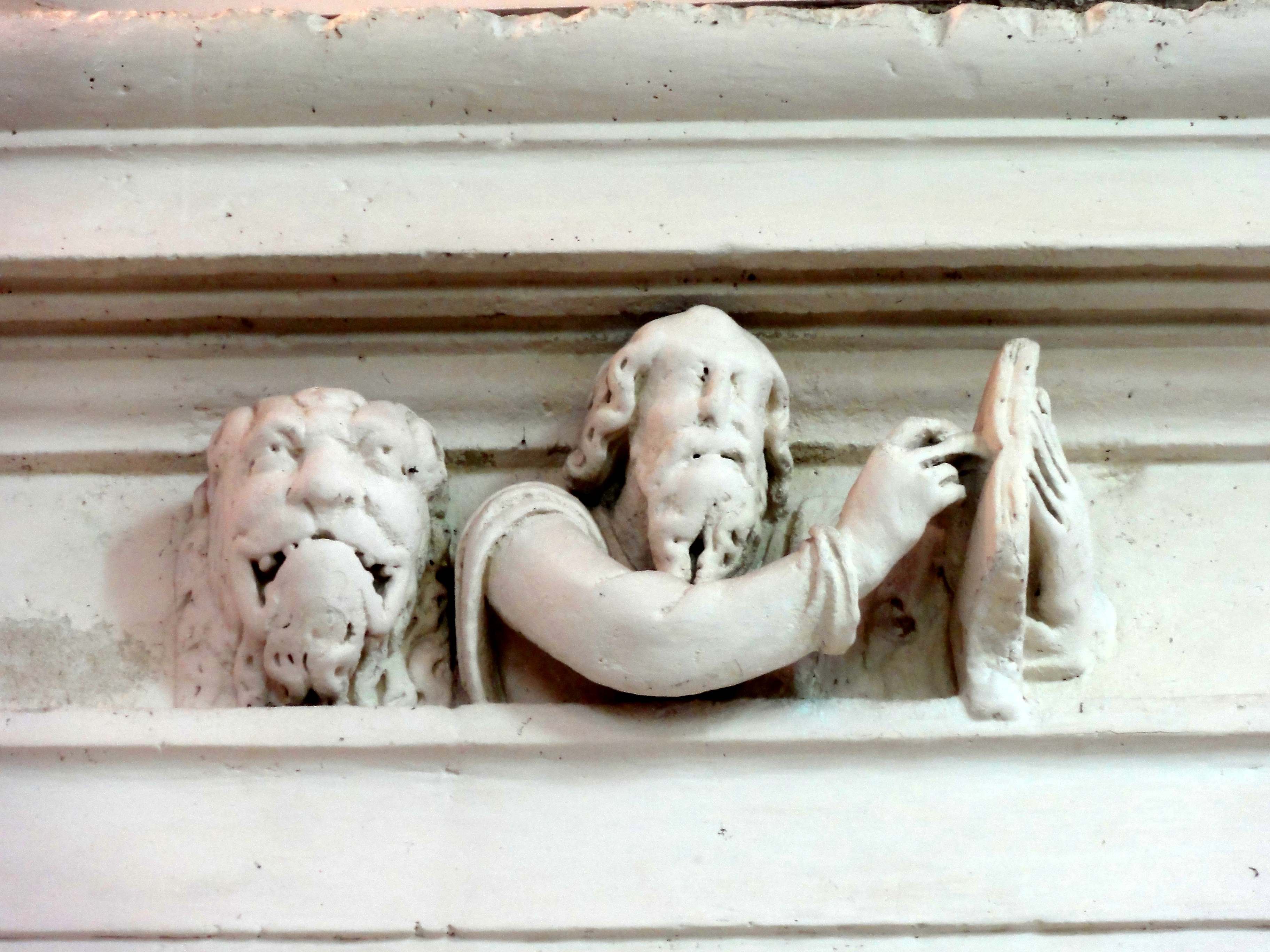
Saint Marc.
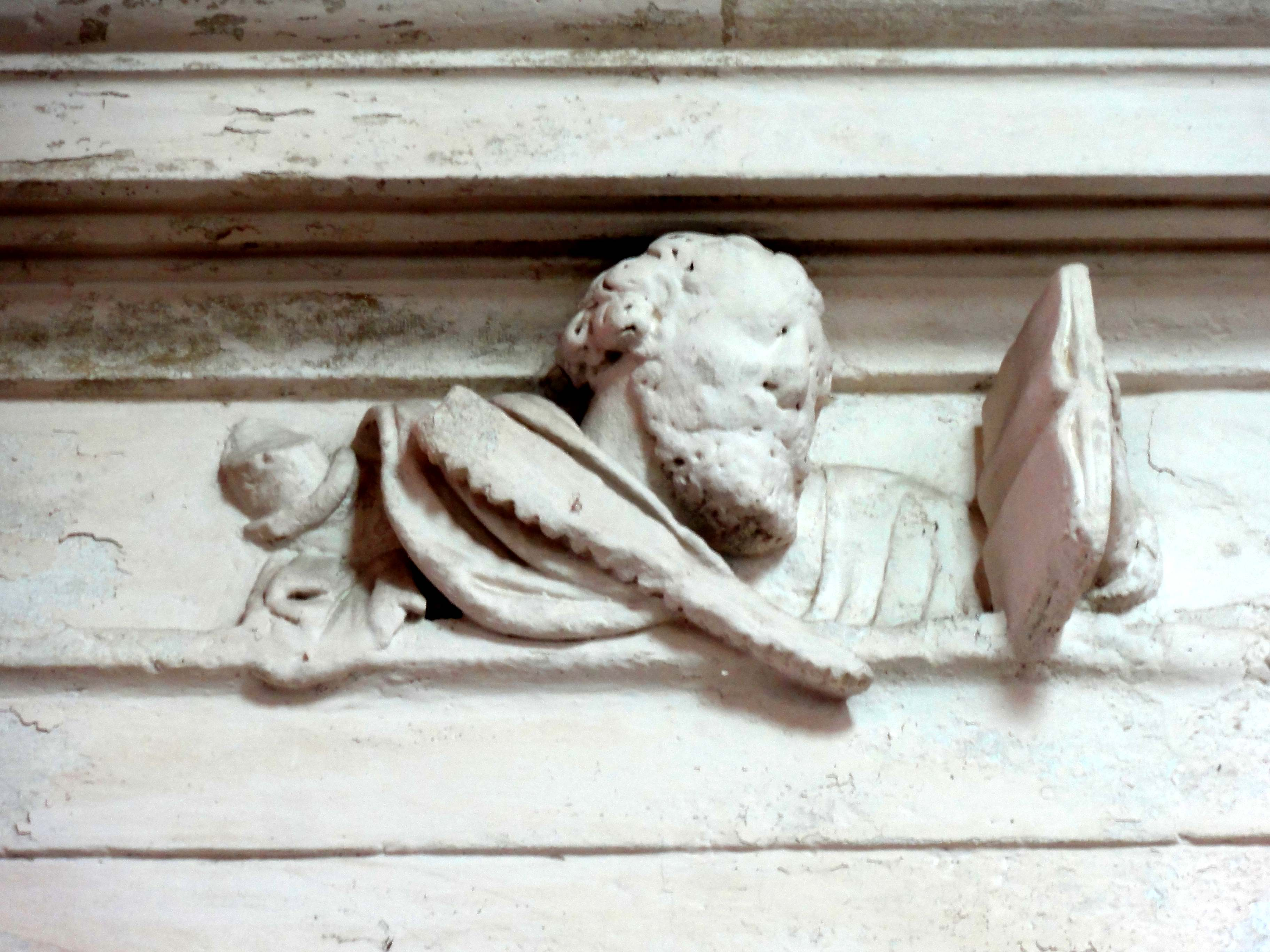
Saint Simon.
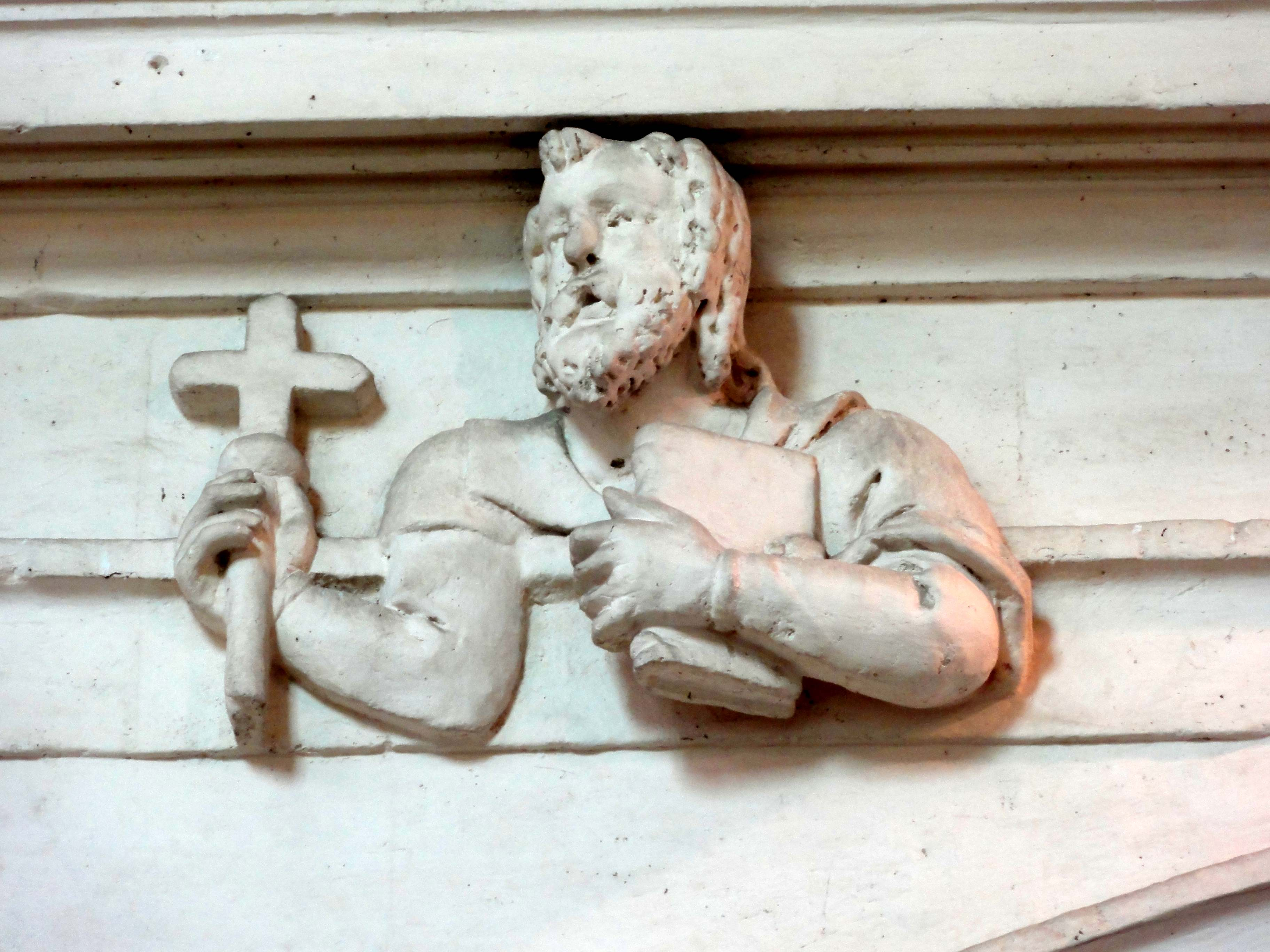
Saint Philippe.
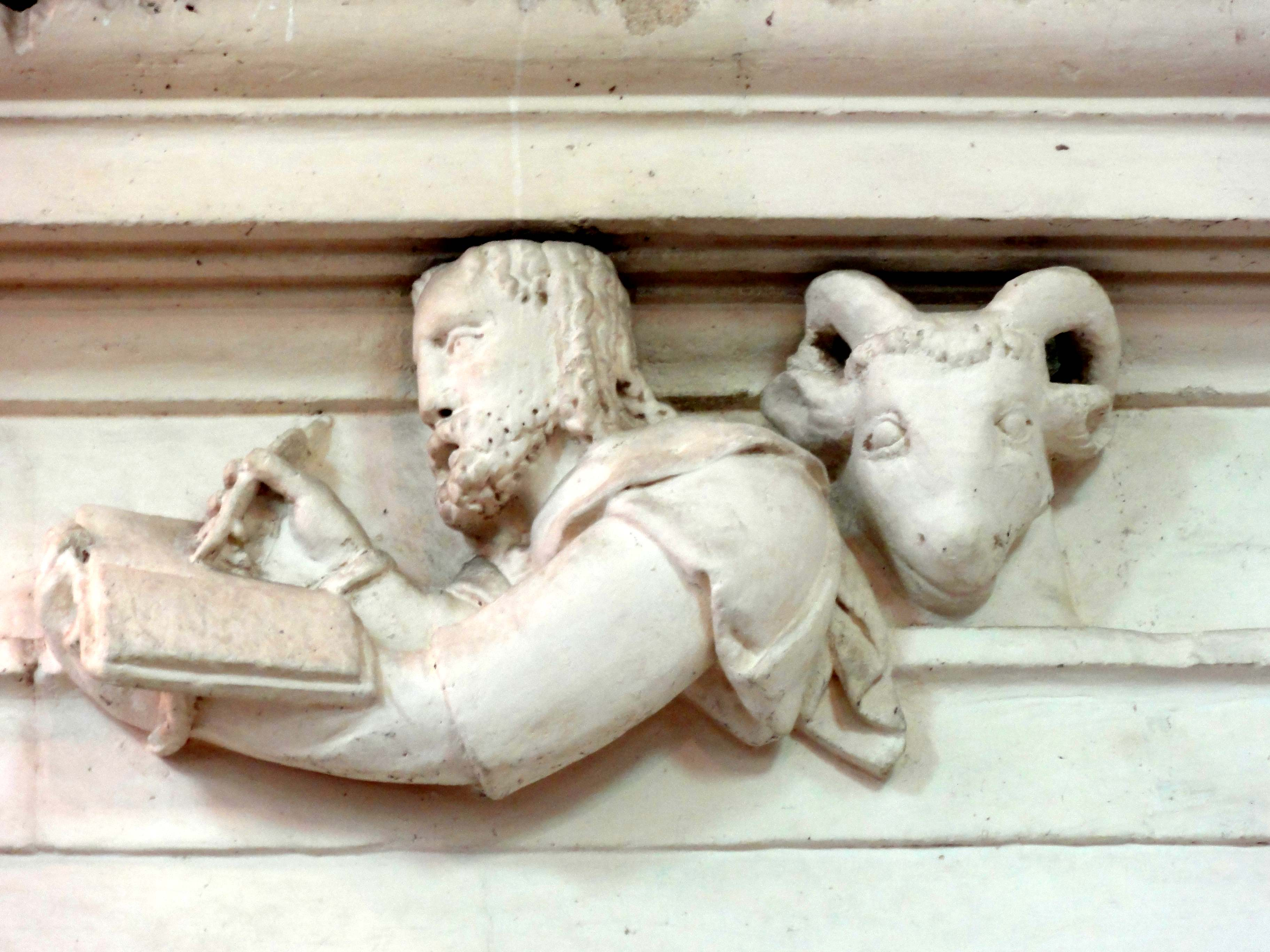
Saint Luc.

### Extérieur

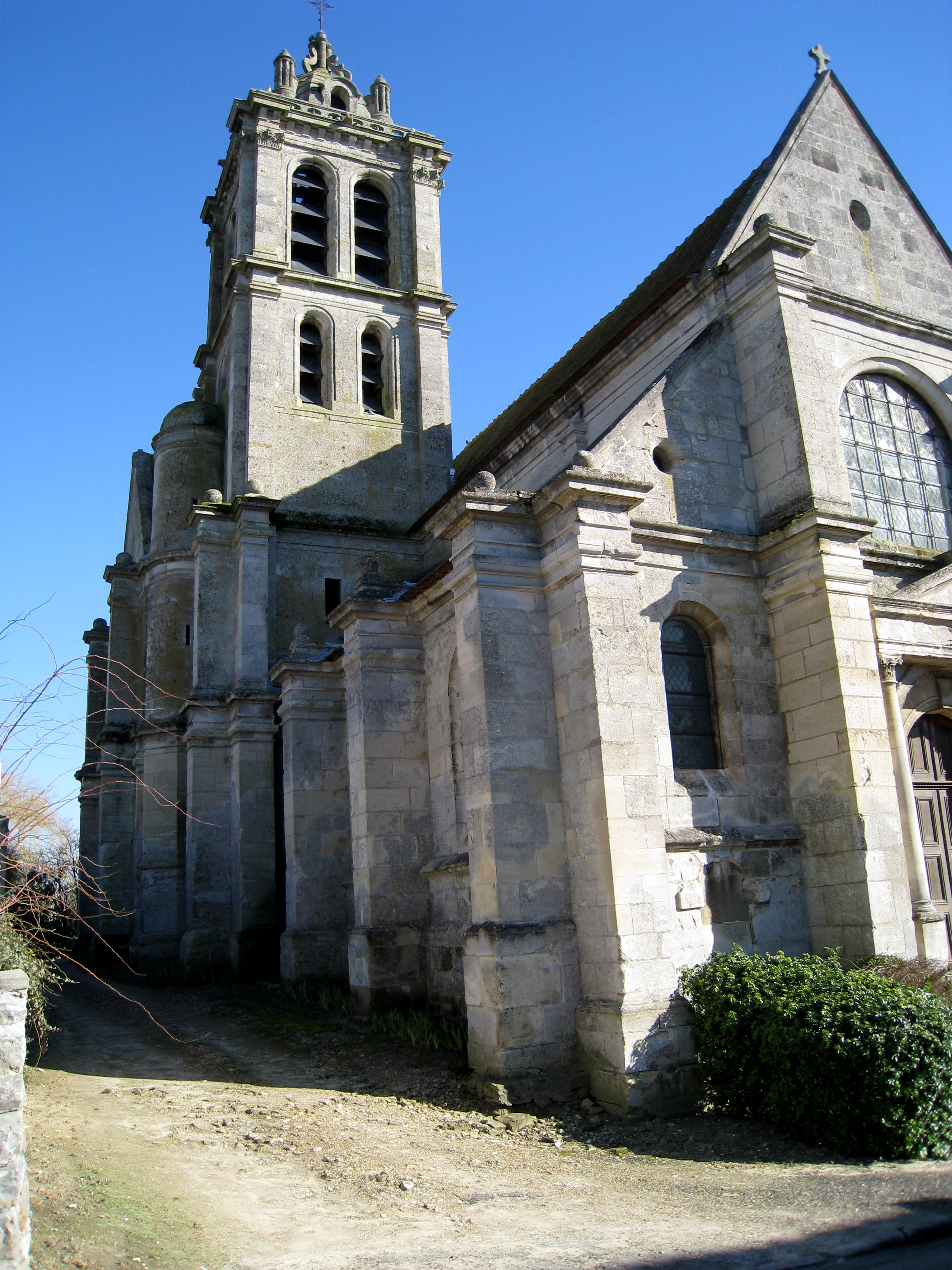
Vue du flanc nord et du clocher, depuis l'ouest.

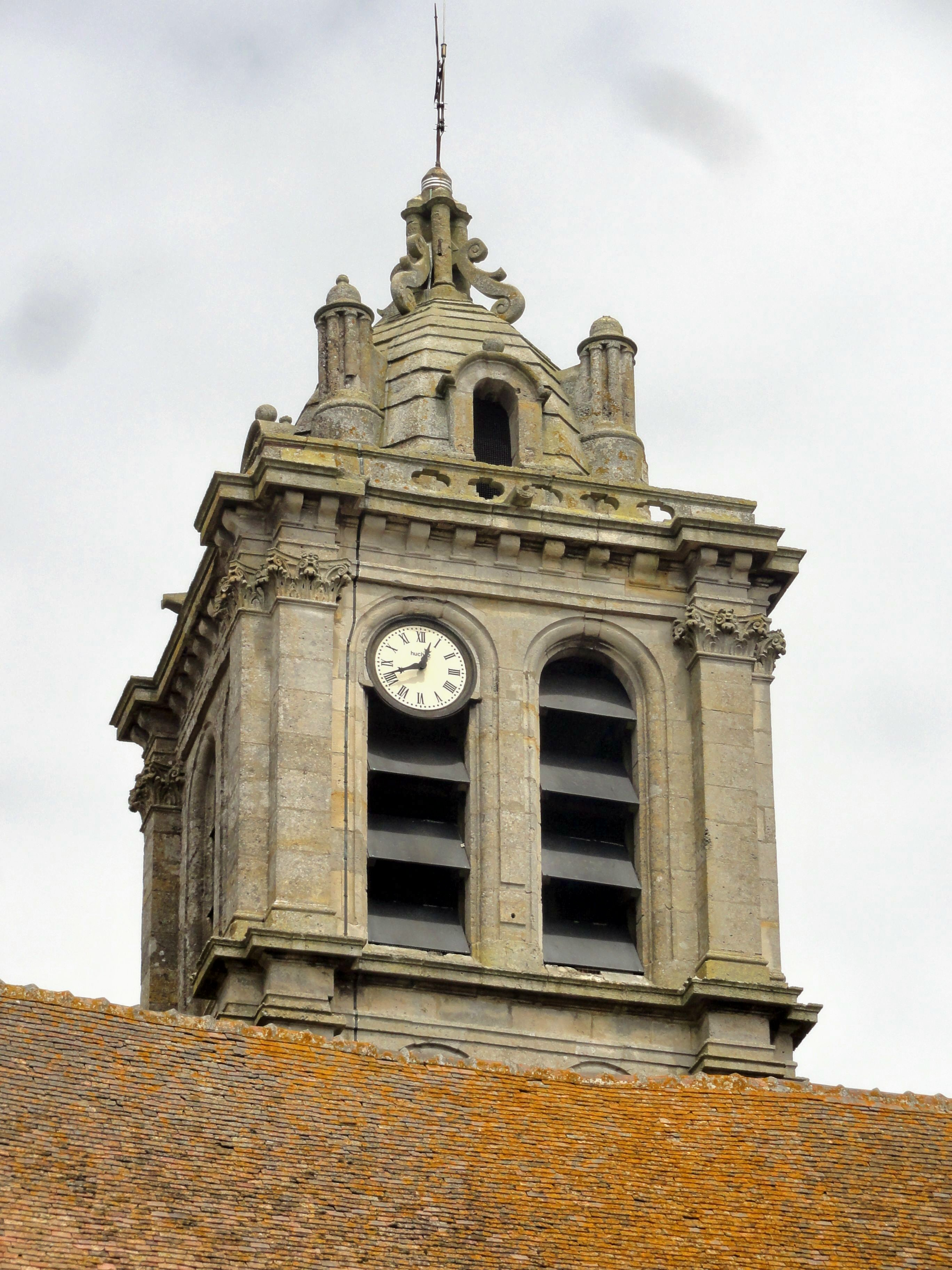
Clocher, étage de beffroi.

L'église impressionne par son homogénéité, et séduit par son bel appareil en pierre de taille, avec des joints très minces. Les volumes sont assez simples, mais bien caractéristiques du fait de la position du clocher au-dessus de la dernière travée du bas-côté nord, tout à fait inhabituelle. La plupart des clochers du XVIe siècle s'élèvent au-dessus de la première travée du bas-côté sud, ou plus rarement, du bas-côté nord. Le clocher de Chars occupe un emplacement équivalent à son homologue d'Épiais, mais au sud. Sinon, les élévations extérieures évoquent surtout l'église d'Ennery, qui, plus riche à l'intérieur, est tout aussi austère à l'extérieur. Louis Régnier n'approuve guère les choix esthétiques de Nicolas Le Mercier : « À Épiais, il surenchérit sur ce que son style présentait déjà de suffisamment classique et nous ne pensons pas qu'il faille beaucoup l'en louer. Toute l'ornementation extérieure réside dans les moulures des corniches ». L'auteur ne parle ici pas du clocher et du portail, qui est précédé par un péristyle sous la forme de deux colonnettes corinthiennes supportant un entablement, dont la frise est bûchée, avec fronton triangulaire. Il y a aussi les entablements ébauchés en dessous de ces corniches, dont elles font partie ; les chapiteaux de pilastre à l'intersection entre les travées de la nef, dont seulement les dernières assises dominent les toits en appentis des bas-côtés ; et les boules qui couronnent les contreforts. Des pots-à-feu, éolipyles ou vases auraient été plus évidents à l'époque. Les contreforts sont de plan carré, et strictement verticaux. Deux contreforts orthogonaux flanquent chaque angle, et non un contrefort biais comme très fréquemment à partir des années 1540. Sur les contreforts, la mouluration de l'entablement développe un plus fort relief qu'ailleurs, ce qui renforce l'effet décoratif. Mais l'on cherchera en vain des triglyphes, rosaces, angelots ou autres éléments du vocabulaire décoratif de l'époque. Même les portails latéraux, dans la troisième travée du bas-côté sud, et au sud et au nord du transept (ce dernier provisoirement bouché), ne sont pas décorés. Ne restent qu'à mentionner le larmier qui court à la limite des allèges, en épargnant les contreforts contrairement à l'usage à la période gothique, et le dédoublement des entablements et corniches sur les croisillons et l'abside, qui est le reflet des deux niveaux d'élévation, et rendu possible par l'absence de bas-côtés ou chapelles à ces endroits,.
Le clocher est considéré par les différents auteurs comme l'élément le plus réussi de l'église, notamment pour la coupole de couronnement. Si la tour est dérivée de celle de Chars, qui n'a jamais reçu son couronnement et se termine par une terrasse, la coupole est clairement inspirée de Saint-Maclou de Pontoise et Beaumont-sur-Oise. La tour se divise en quatre niveaux. L'élévation des deux premiers s'adapte à celle des croisillons du transept. La base du clocher est aveugle, et le premier étage est seulement éclairé par de petites ouvertures rectangulaires. Un entablement ébauché le termine. Le seul angle libre, au nord-ouest, est épaulé par deux contreforts orthogonaux, qui sont analogues à ceux du transept. Au-delà, les angles sont flanqués de contreforts plats sous l'apparence de pilastres. Un entablement ébauché termine le second étage. Chacune de ses faces est percée de deux étroites baies abat-son entourées d'un quart-de-rond. Au nord, la présence de la tourelle d'escalier, qui s'arrête à ce niveau, a obligé a réduire la hauteur des baies. La tourelle est du reste incluse dans la mouluration des niveaux du clocher, et son premier niveau est flanqué par un pilastre au nord-ouest. Un petit dôme en pierre la coiffe. En ce qui concerne le troisième étage, ses faces sont ajourées de deux grandes baies, dont les pourtours sont également moulurés d'un quart-de-rond. En dessous de l'entablement, les pilastres s'achèvent par des chapiteaux corinthiens. L'entablement est traité de la même façon qu'à l'intérieur des croisillons : la corniche est très saillante, et repose sur de gros corbeaux profilés en doucine. Une curieuse balustrade, non articulée, entoure la terrasse au somet de la tour. Elle est ajourée d'ouverture de la forme d'ovales, auxquels se superpose un rectangle placé verticalement. La coupole prend du retrait par rapport à la balustrade. Elle est de plan octogonale, et flanquée de quatre lanternons sous la forme de petits temples d'une allure élancée, mais tout simples. Les quatre faces libres de la coupole sont munies de lucarnes en plein cintre. Le couronnement de la coupole est constitué de quatre grandes volutes, qui cantonnent quatre courtes colonnes reliées par une tablette continue leur servant de tailloir, et supportant le socle de la girouette,,.

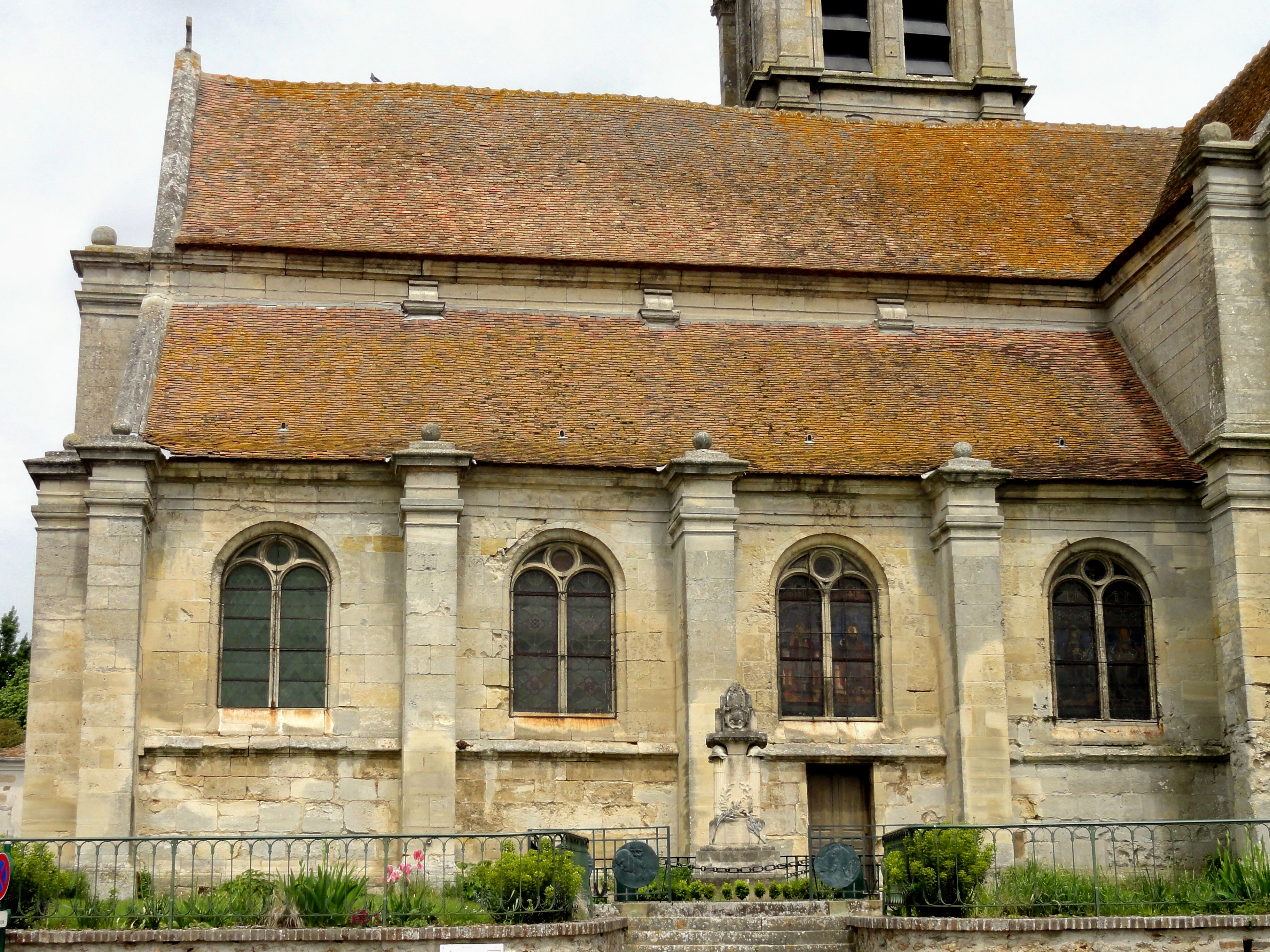
Bas-côté sud.
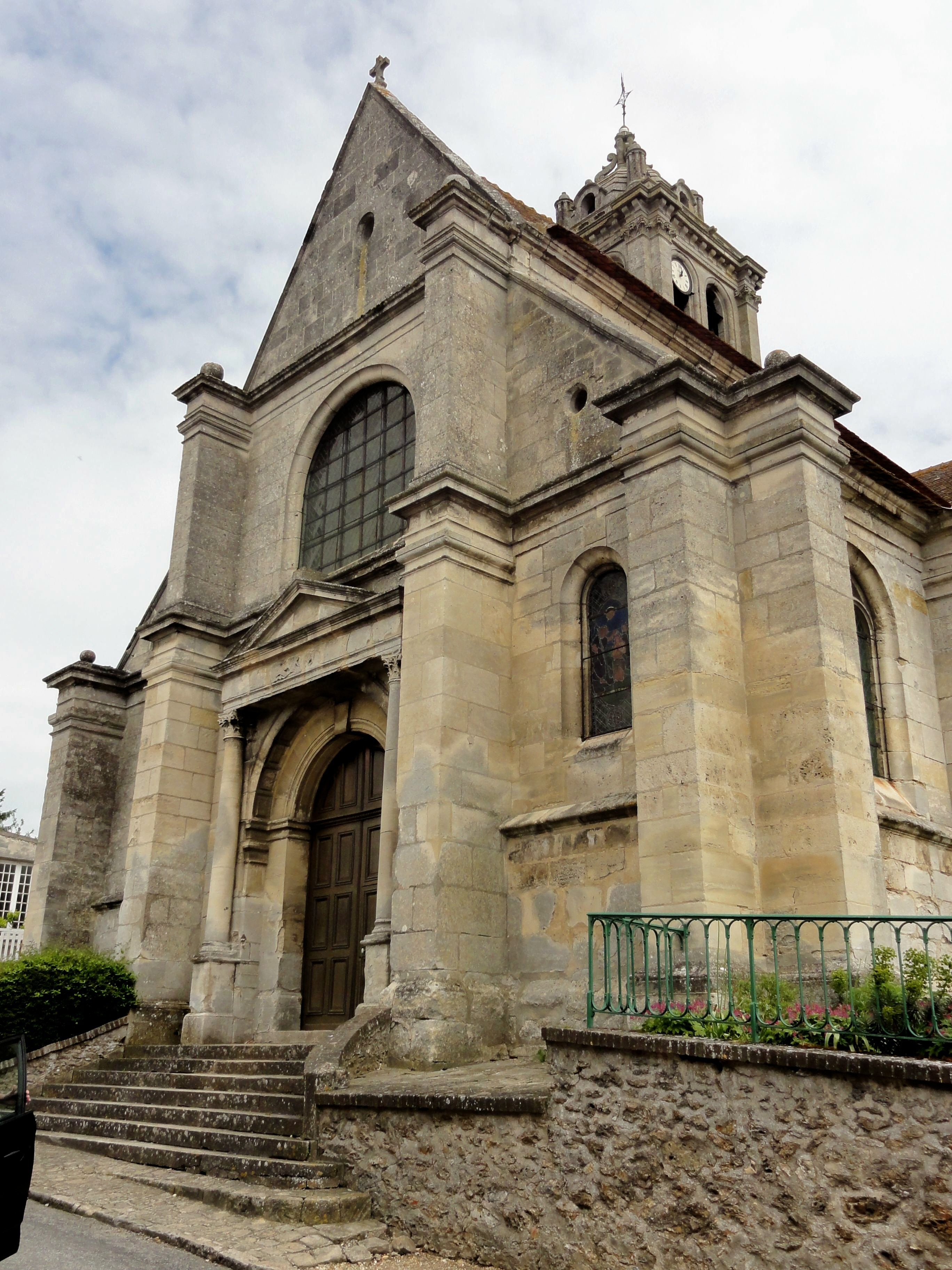
Façade occidentale.
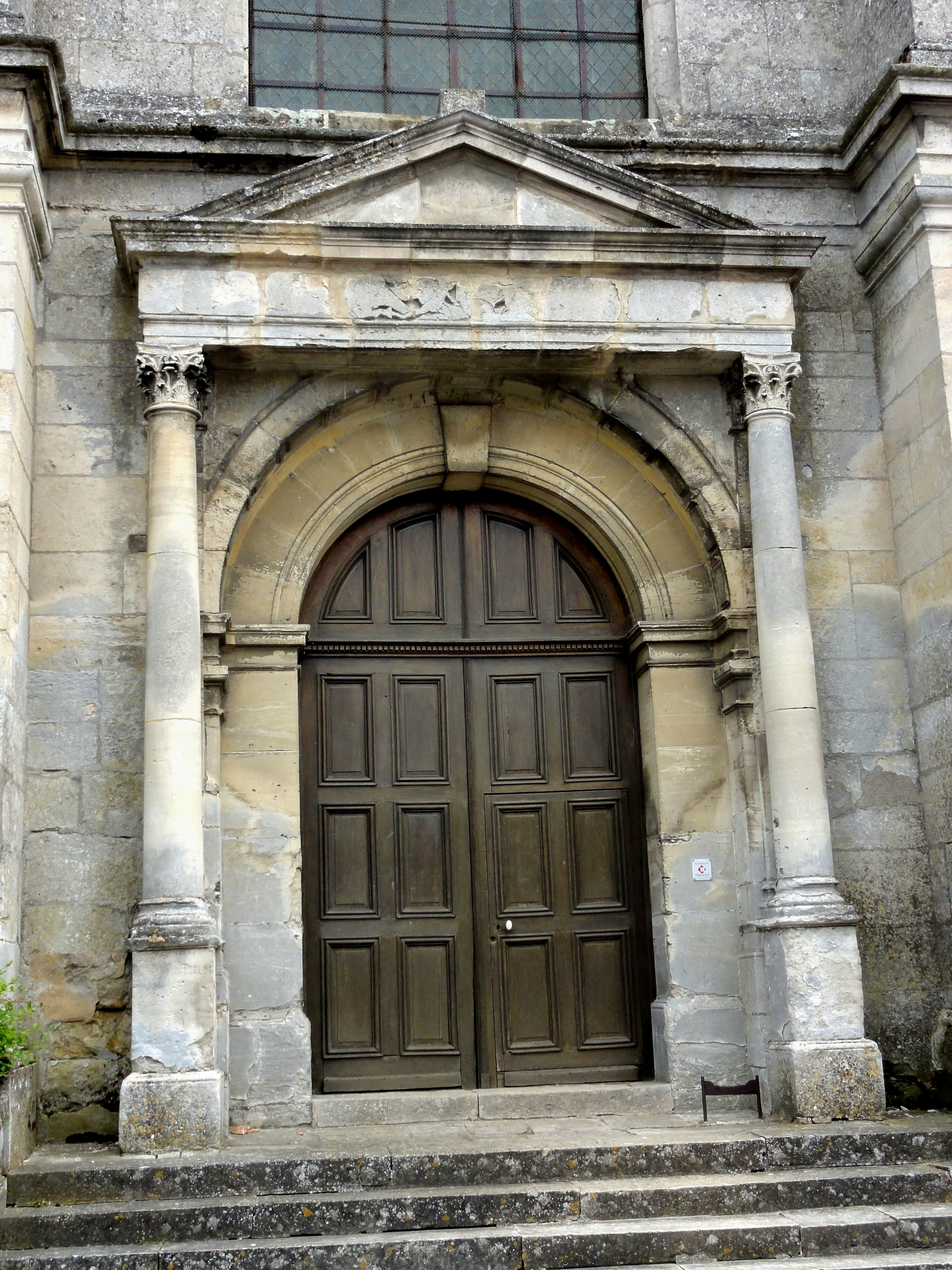
Portail occidental de 1621.
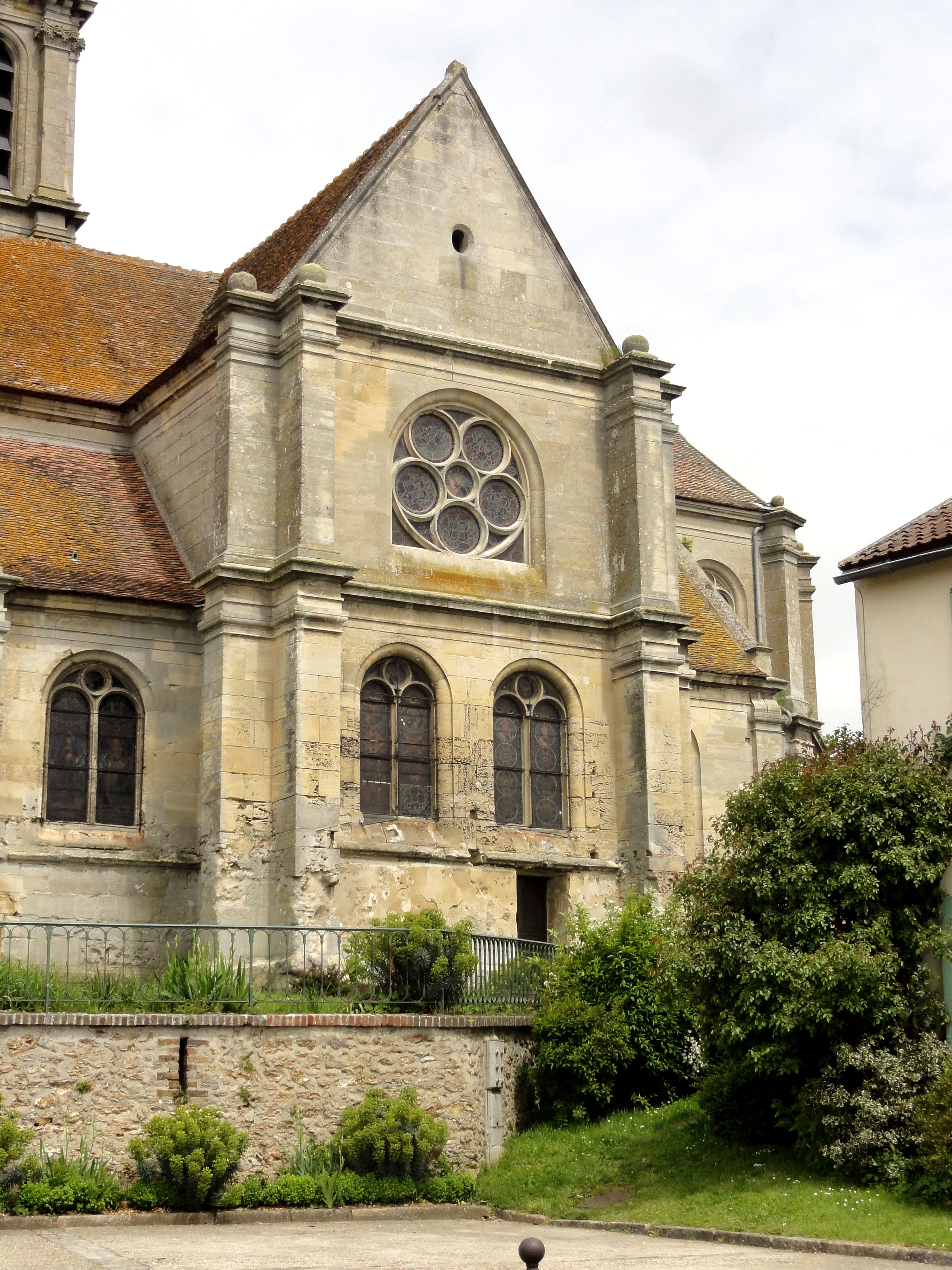
Croisillon sud.
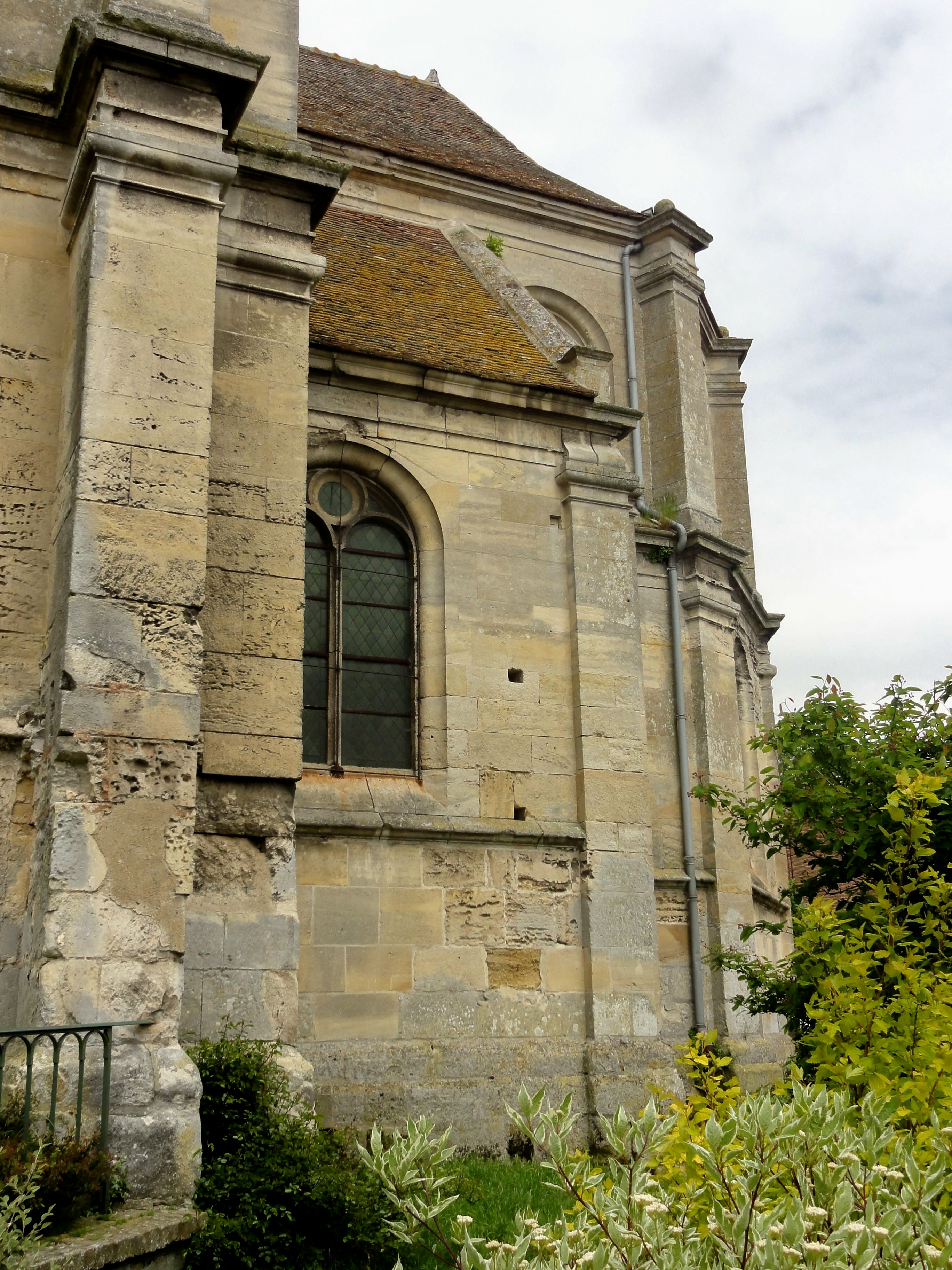
Chapelle latérale sud.
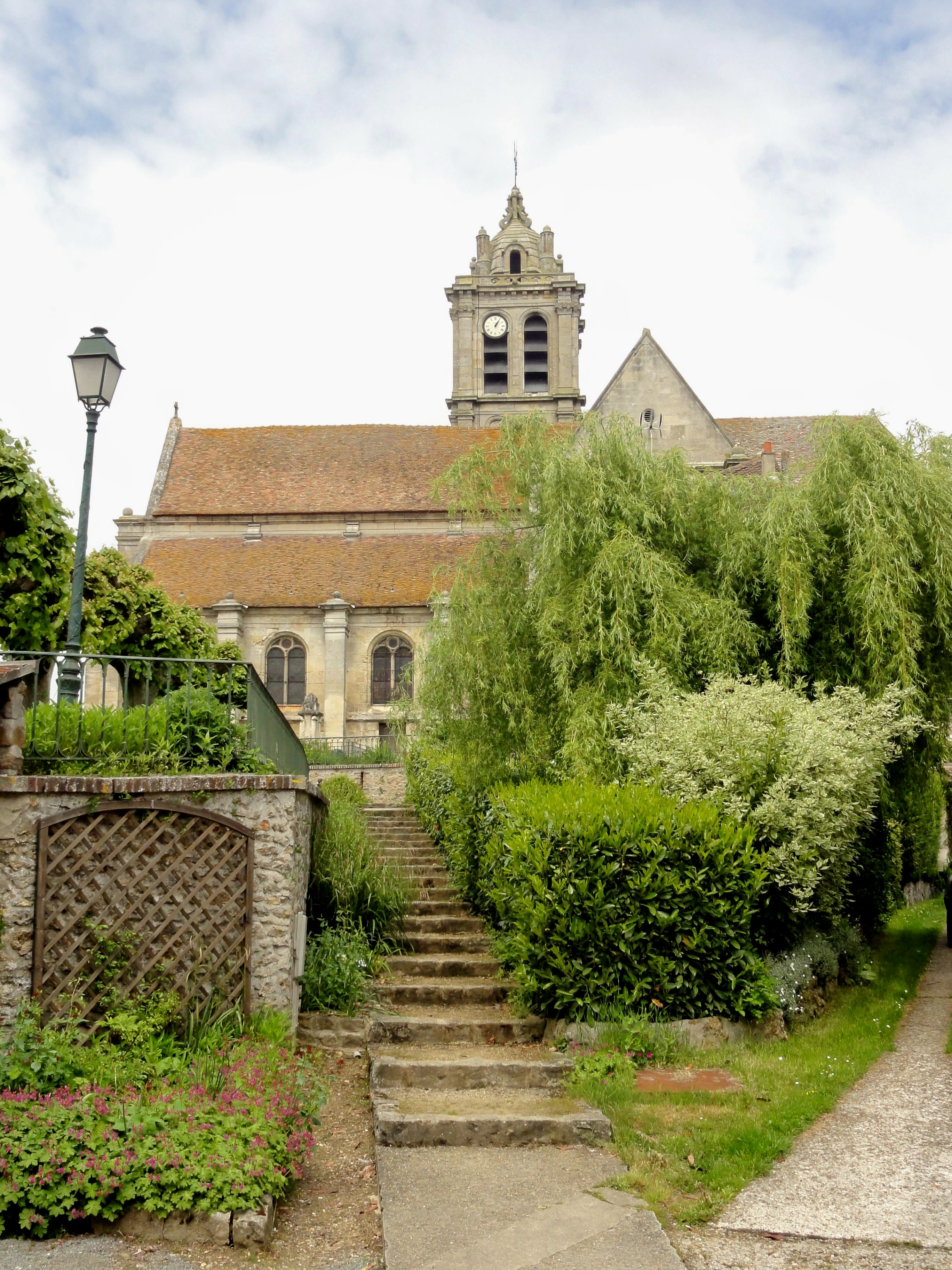
Approche par le sud-est.

## Mobilier
Parmi le mobilier de l'église, dix-huit éléments sont classés monument historique au titre objet, dont la moitié sont des statues ou groupes sculptés.

### Retable du maître-autel

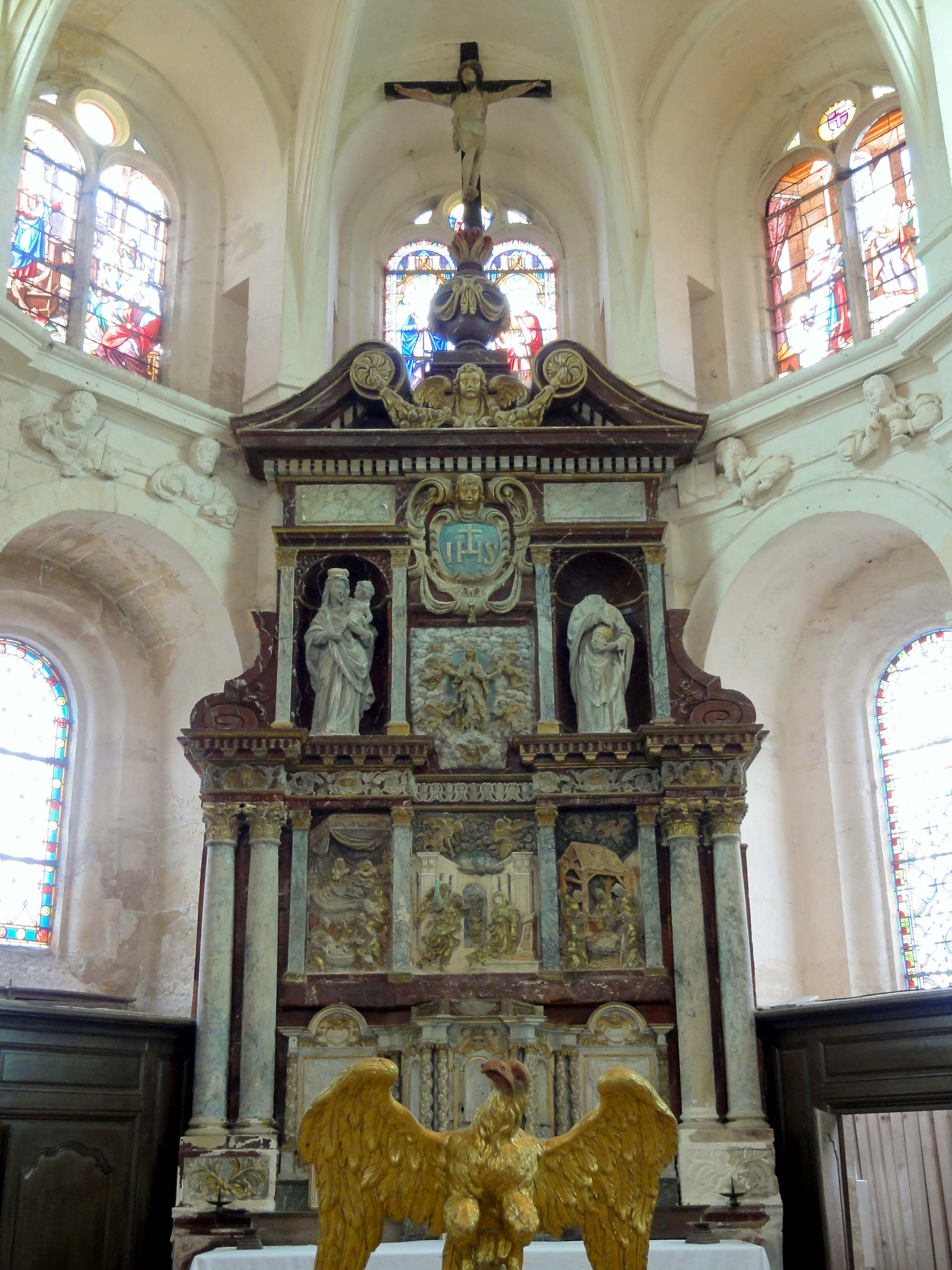
Retable du maître-autel.

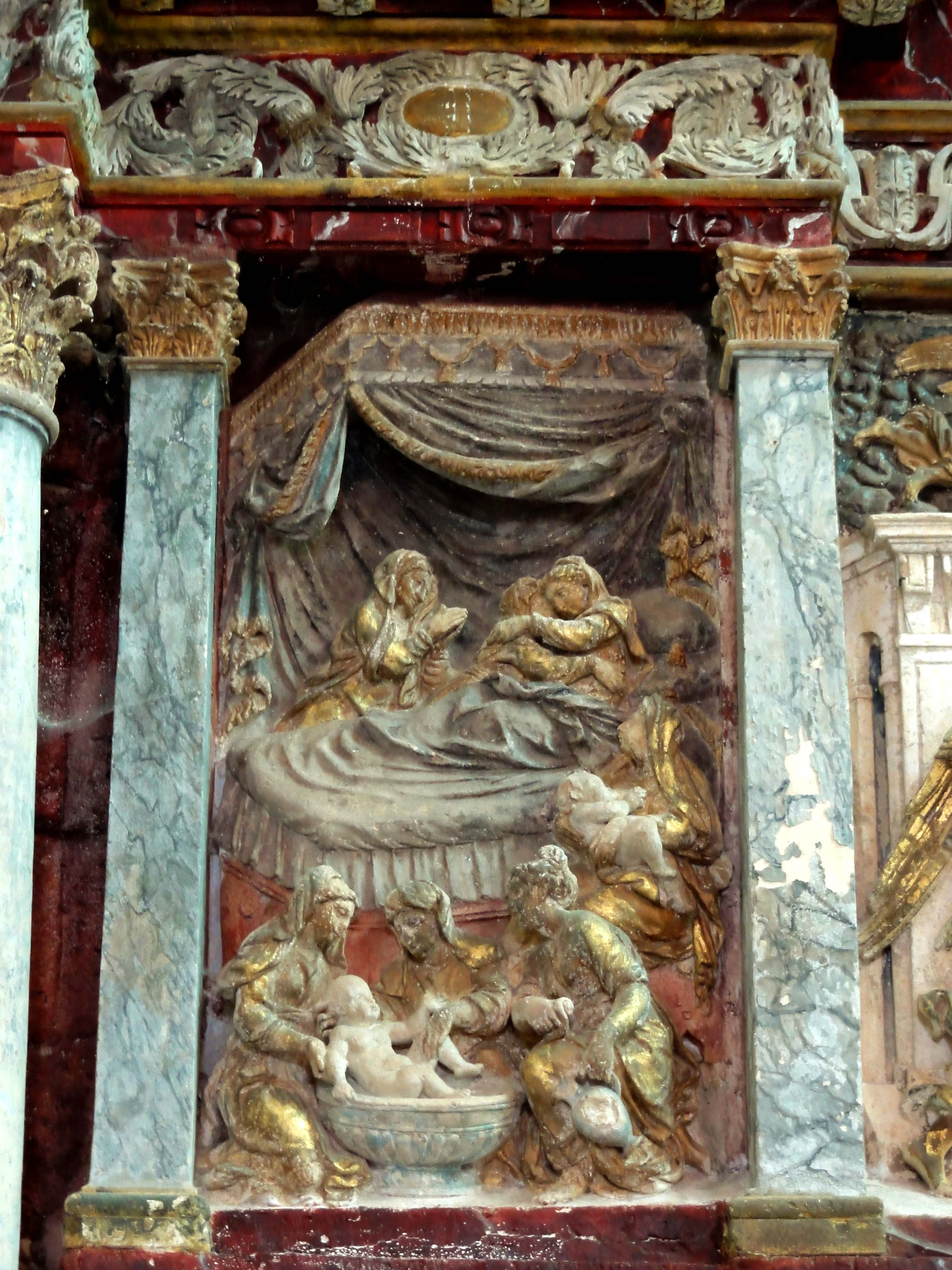
La Nativité du Christ.

Le retable du maître-autel en bois taillé, peint et partiellement doré, est de style baroque, et date du XVIIe siècle. Sa largeur est de 275 cm et représente un peu plus que le pan d'axe de l'abside, dont il obture seulement la fenêtre basse. Par ses dimensions, il n'est donc pas envahissant. Le retable proprement dit s'organise sur deux niveaux, sans compter le soubassement derrière le maître-autel, qui est purement fonctionnel, et le couronnement, avec un Christ en croix au sommet. Le premier niveau est à la fois plus large et plus élevé que le second. Il est délimité, à gauche et à droite, par un couple de colonnes corinthiennes traitées en faux-marbre. Leurs stylobates sont décorées de palmes dorées. Les chapiteaux supportent un entablement, dont la corniche, très saillante, repose sur des corbeaux, et est décorée d'un rang de denticules. La métope est richement sculptée de têtes de chérubins au-dessus des colonnettes, et de deux motifs différents de feuilles d'acanthe. L'entablement n'est pas droit, mais comporte des ressauts : les sections au-dessus des colonnes corinthiennes sont placées en avant, et la section centrale de la partie comprise entre les colonnettes est placée en retrait. Par ailleurs, la corniche s'interrompt à cet endroit. Cette structuration de l'entablement tient compte de la subdivision du premier niveau du retable en trois panneaux, qui arborent des bas-reliefs et sont cantonnés de petits pilastres corinthiens. Ces bas-reliefs n'occupent pas toute la hauteur du premier niveau du retable, mais seulement la moitié supérieure : la partie basse reste sans décoration, et accueille le tabernacle et ses deux ailes latérales, qui constituent une œuvre à part, caractérisée par ses colonnettes torsadées ornées de rinceaux.
Le bas-relief médian représente l'Annonciation faite à Marie par l'archange Gabriel, devant un temple de style classique, et sous un ciel d'où deux anges veillent sur la Vierge. Le bas-relief de gauche représente la Nativité du Christ. Marie a accouché dans un lit à baldaquin. Deux femmes sont en train de laver l'Enfant Jésus dans une petite baignoire. Le bas-relief de droite représente l'Adoration des bergers. L'Enfant Jésus repose sur un panier en osier, devant un étable rustique conformément à l'iconographie traditionnelle, et un bœuf et un âne le contemplent. Ses parents sont agénouillés devant lui ; Marie en prière, et saint Joseph appuyé sur une canne. Les bergers se tiennent en arrière-plan. Aucun est représenté en train de prier ; deux semblent engager une discussion. Un quatrième bas-relief se trouve sur le second niveau du retable, au-dessus de l'Annonciation. Il concerne également la Vierge Marie, et représente son Assomption : elle monte aux cieux aidée par quatre anges. Au-dessus du bas-relief, un cartouche arbore le monogramme IHS ; à gauche et à droite, des niches à statue en plein cintre accueillent des statues de la Vierge à l'Enfant et de saint Didier céphalophore. Elles sont cantonnées de pilastres corinthiennes. Seulement les niches sont surmontées d'un entablement complet, avec des métopes restant vides. La corniche est toutefois continue, sans ressaut. Elle est surmontée de deux ailerons suggérant un fronton brisé. Au milieu, une tête de chérubin entre deux ailes est placée devant le socle d'un grand pot à feu, qui sert de support au Christ en croix qui domine l'ensemble. Il est classé depuis 1908, et vient de bénéficier d'une restauration.

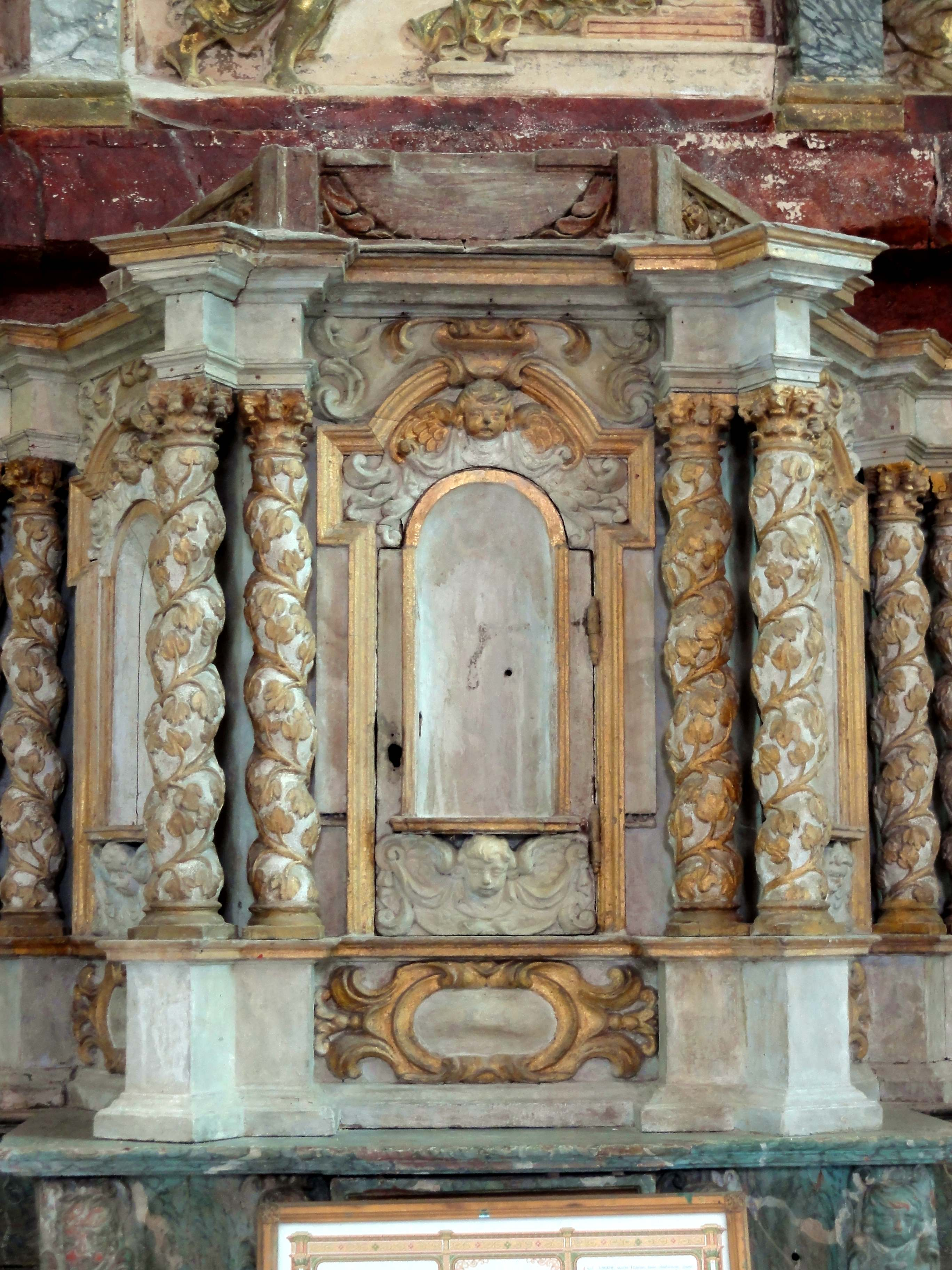
Tabernacle.
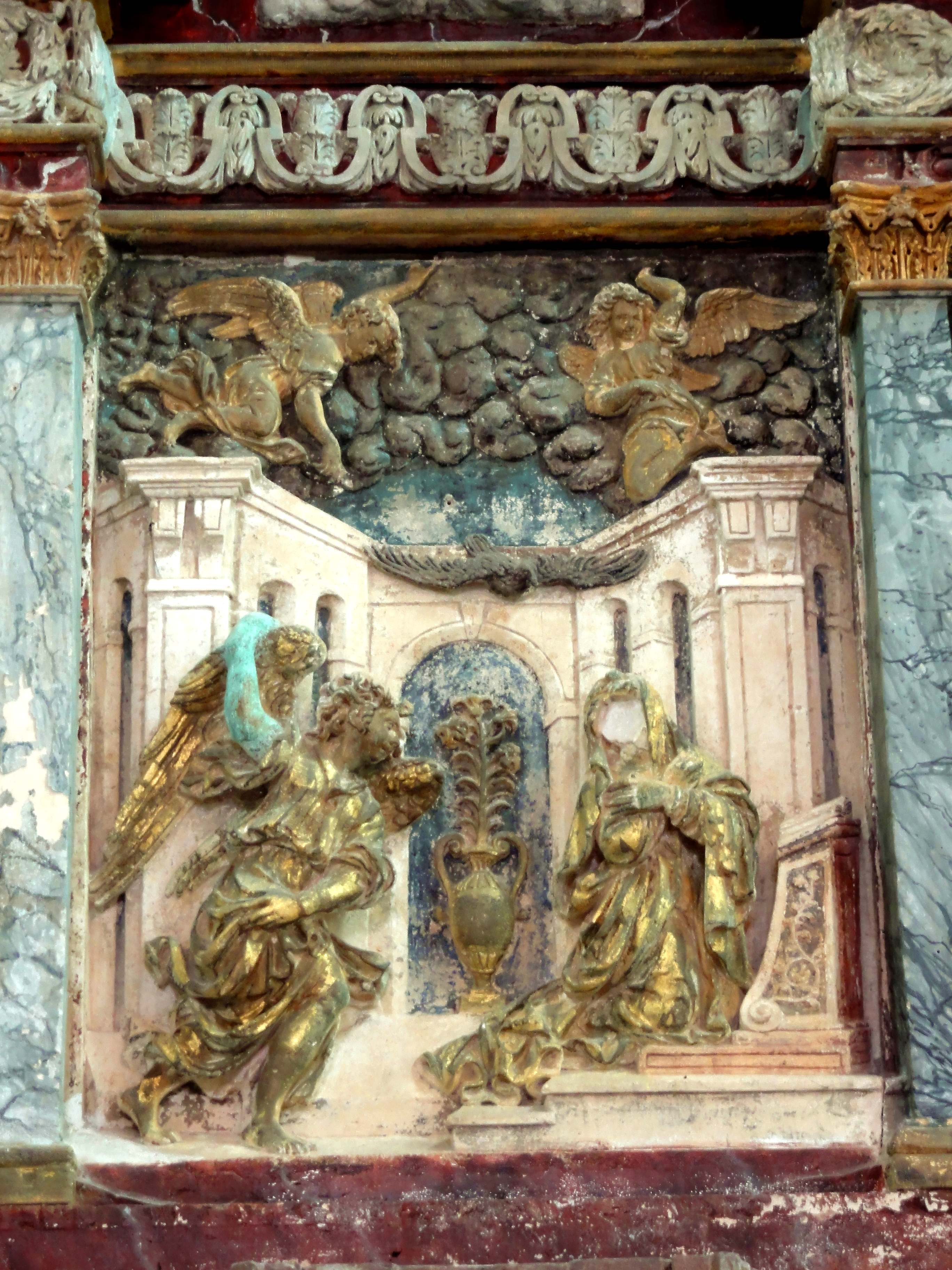
L'Annonciation.
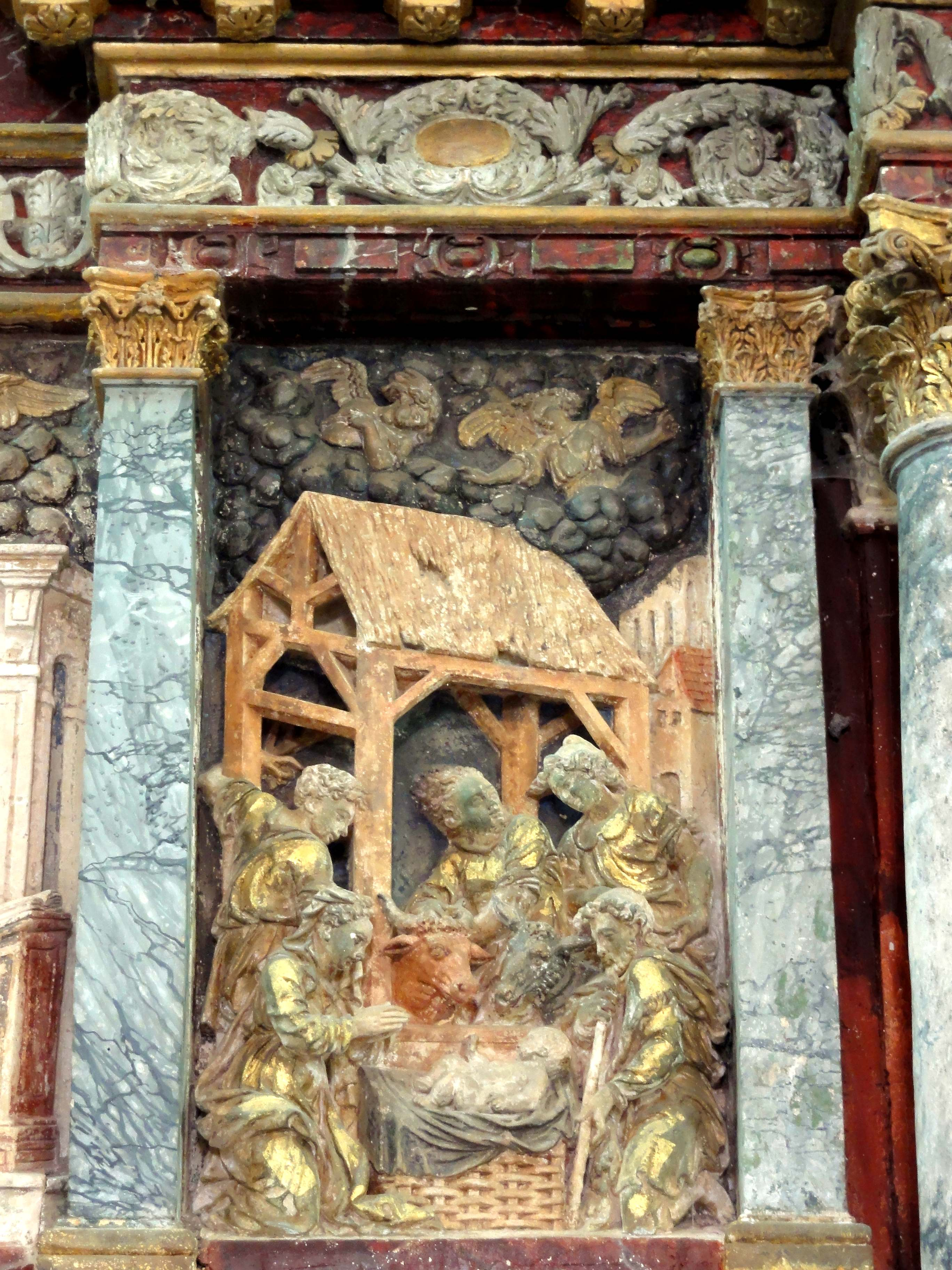
L'Adoration des bergers.
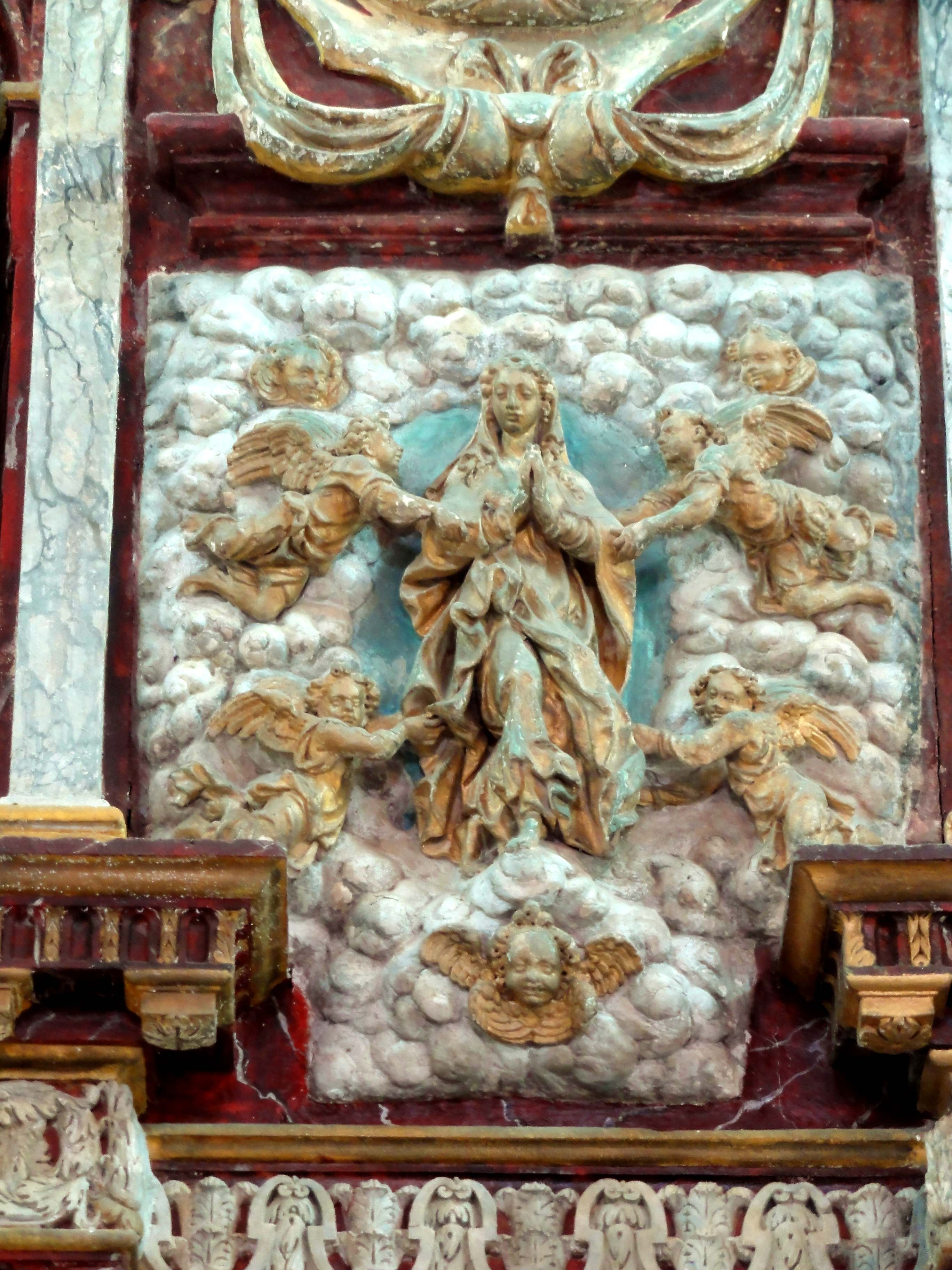
L'Assomption.
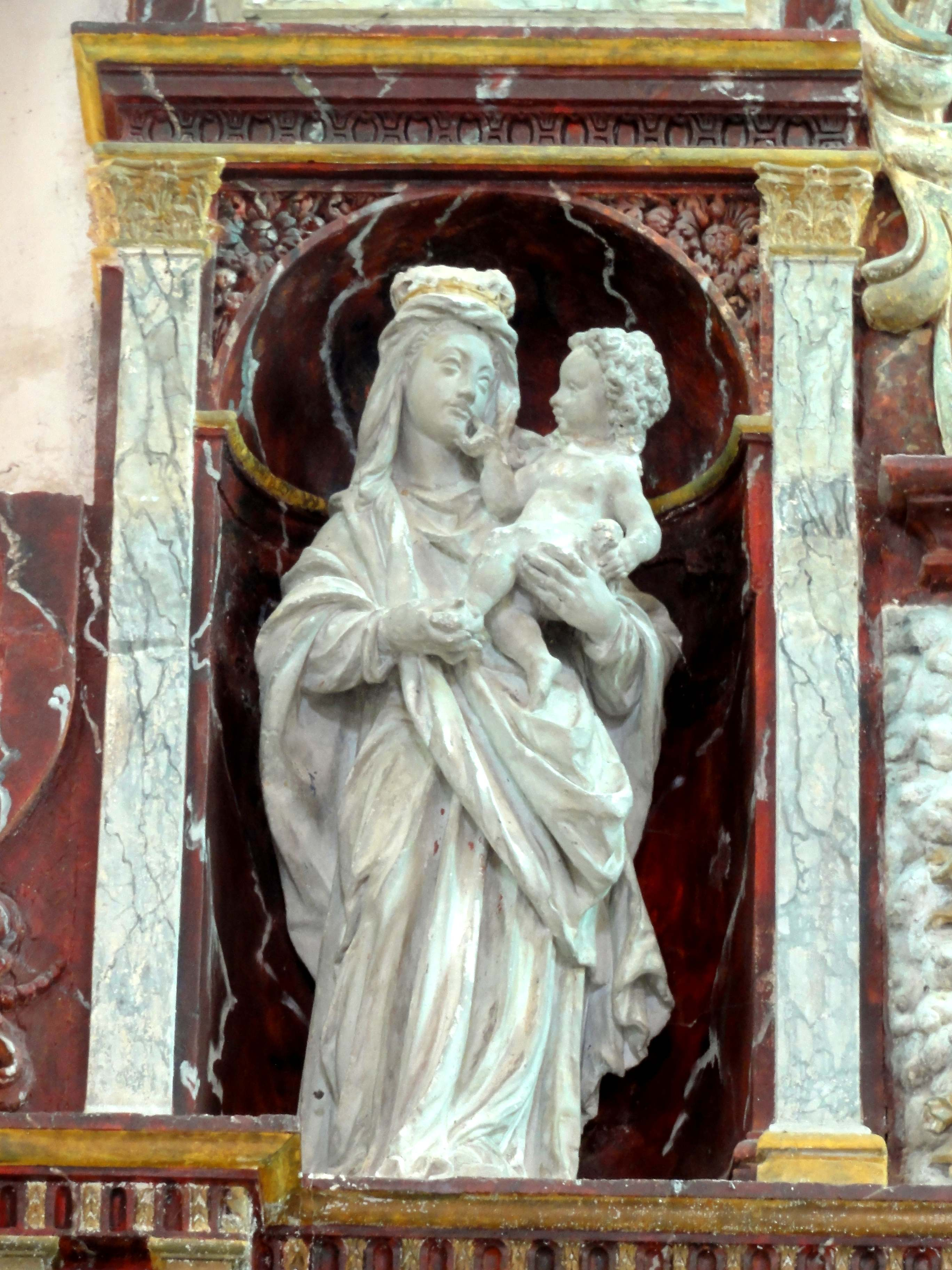
Vierge à l'Enfant.
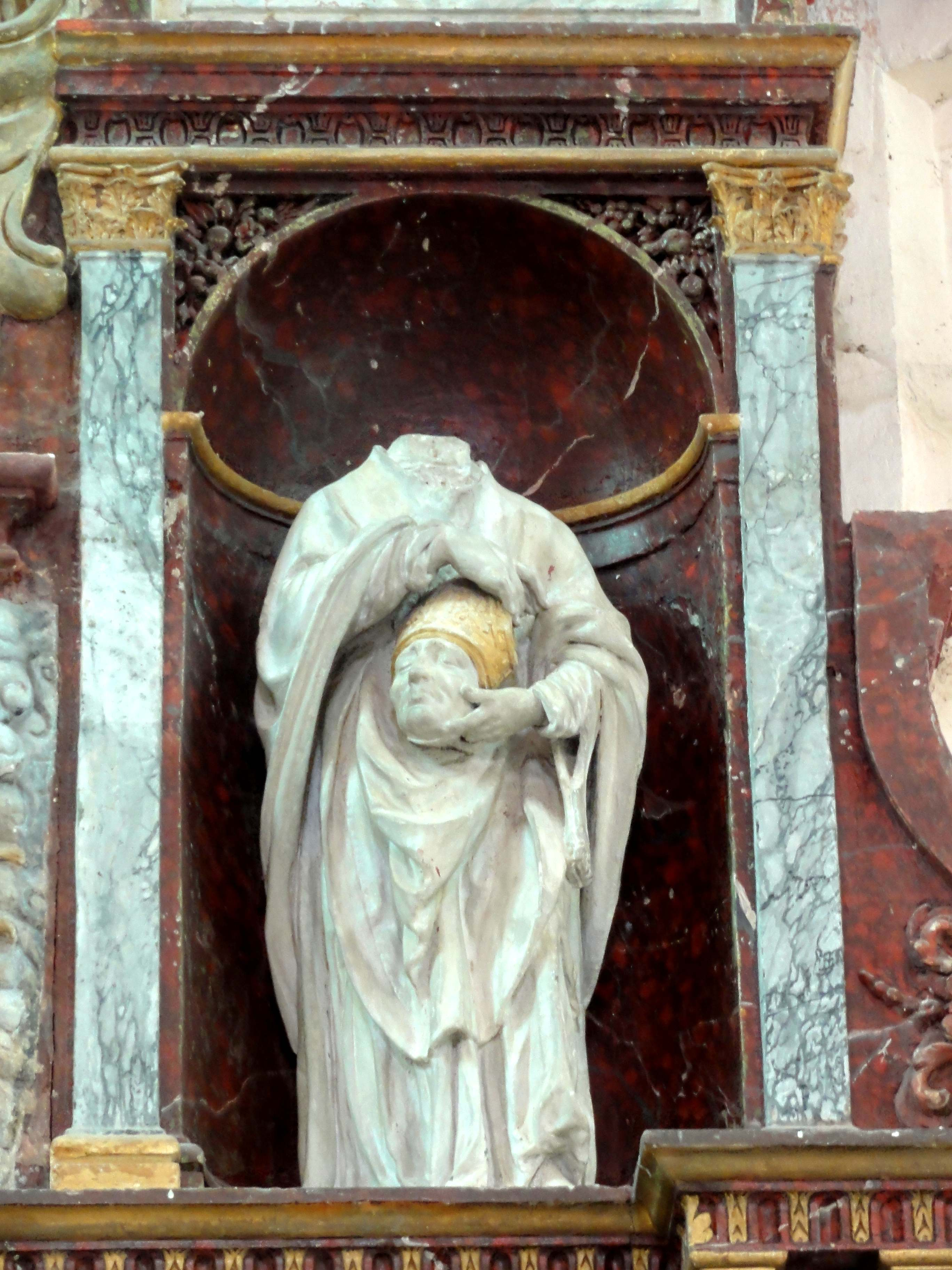
Saint Didier céphalophore.

### Antependium de l'église de Rhus
L'antependium ou devant-d'autel provenant de l'église Saint-Didier de Rhus. Il est assemblé de trois planches en bois, et entouré d'un cadre en bois mouluré très simplement. L'ensemble mesure 160 cm de largeur et 64 cm de hauteur, et date du premier quart du XVe siècle. Trois tableaux, séparés les uns des autres par d'épais traits noirs verticaux, sont peints sur les planches. Le tableau central est deux fois plus large que les autres. Le Christ en croix est accompagné de la Vierge Marie, qui détourne le regard, et de Joseph d'Arimathie. Le crucifix est planté à l'entrée d'une plage, entre deux collines recouvertes de végétation. Deux oiseaux marins nagent dans la mer, représentés aussi grands que les trois voiliers seulement esquissés. Au fond, une grande forteresse s'élvèe sur une île de sable. L'on remarque la symétrie de la composition. Les deux autres panneaux sont hagiographiques. Sainte Marie-Madeleine portant un vase et sainte Barbe accompagnée de la tour où elle a été emprisonnée par son père y sont figurés devant un fond rouge foncé. L'œuvre est classée depuis 1928, et a été restaurée entre 1982 et 1984.

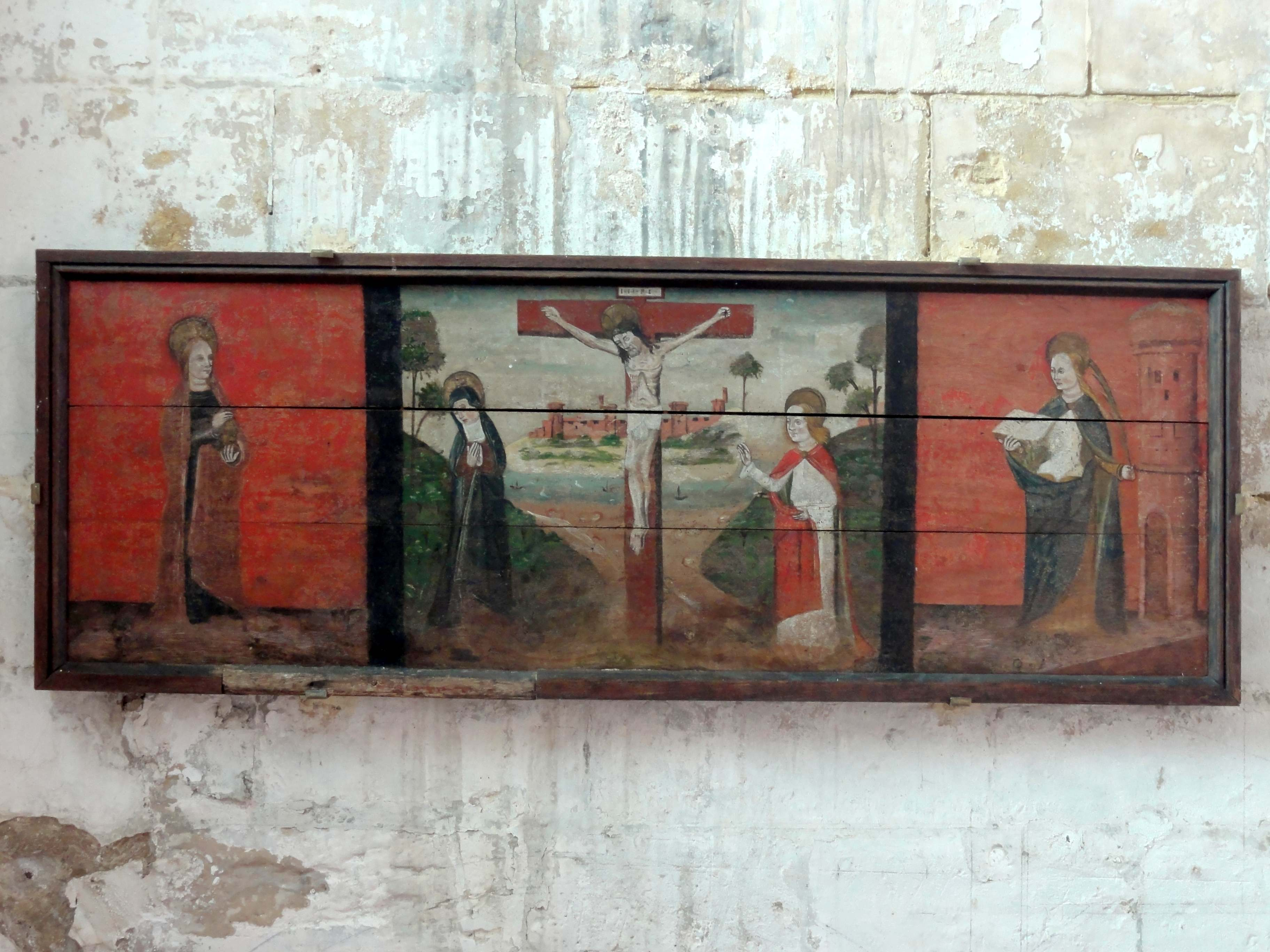
Vue d'ensemble.
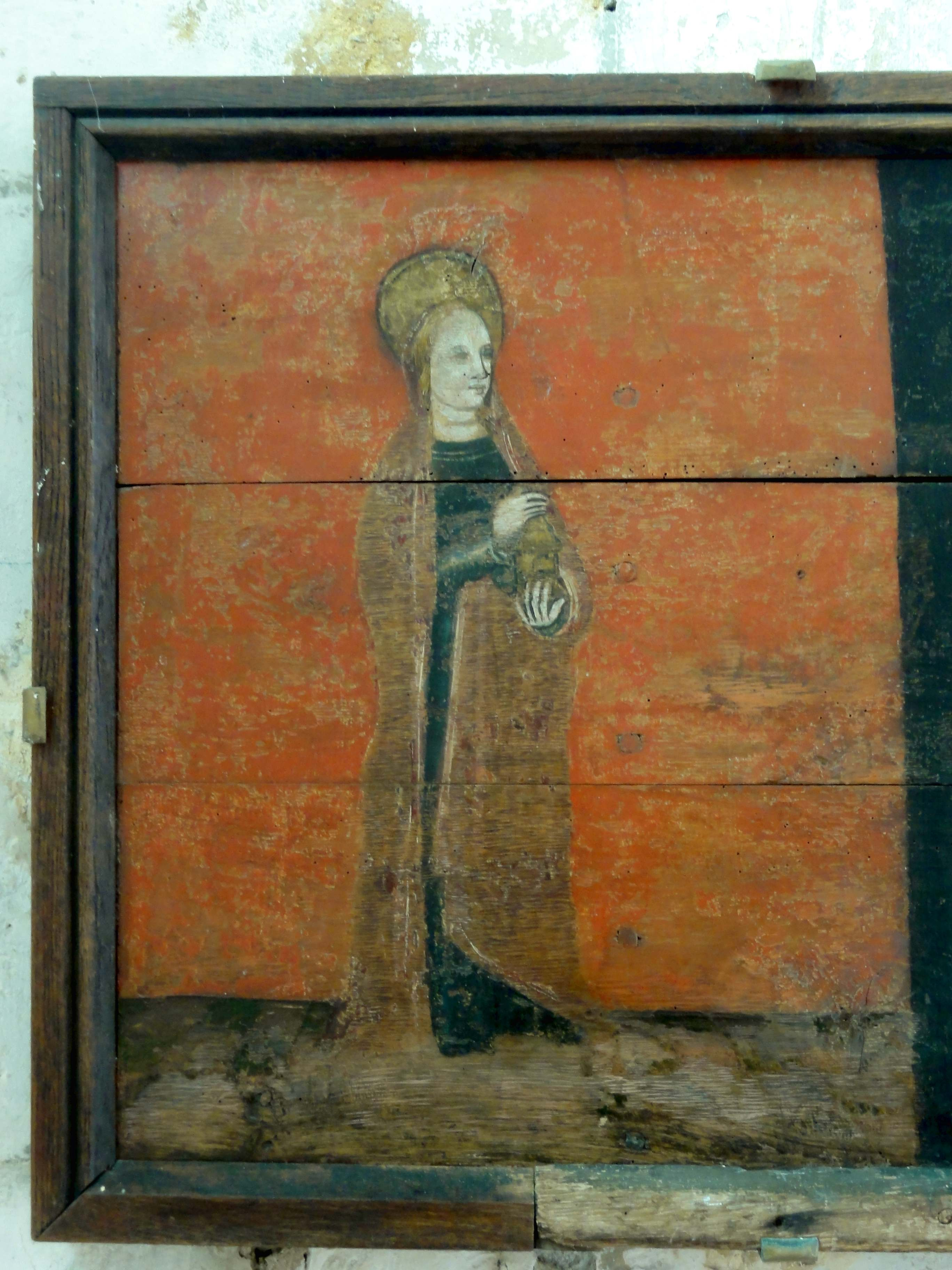
Sainte Marie-Madeleine.
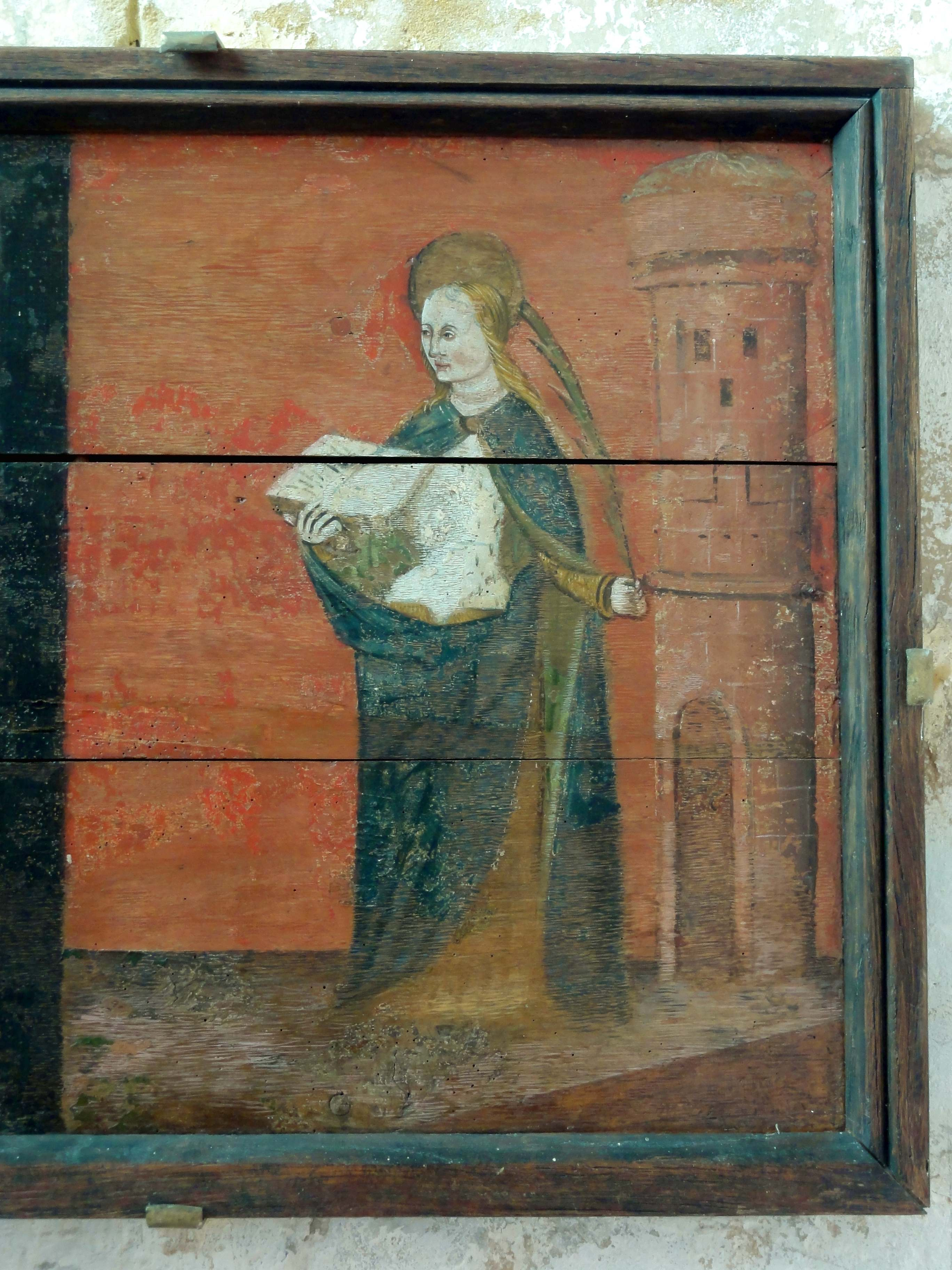
Sainte Barbe.
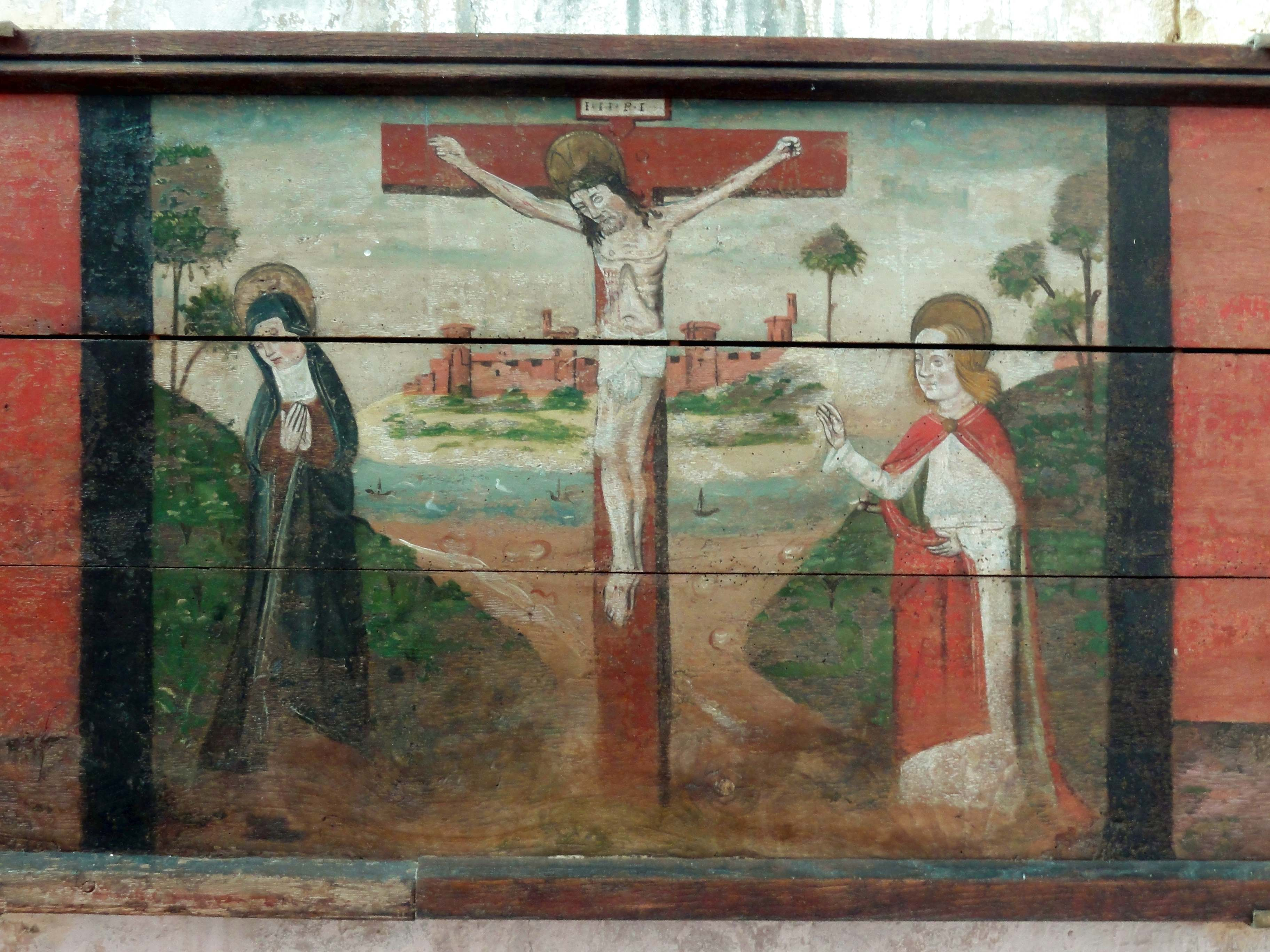
Christ en croix.

### Statues
- La statue d'une sainte non identifiée tenant un livre, en bois polychrome, mesure 80 cm de hauteur et date du XVIe siècle. Elle provient de l'église Saint-Didier de Rhus. Son attribut qui aurait pu permettre son identification manque. L'œuvre est classée depuis 1928[11].
- Une autre statue d'une sainte non identifiée, en bois, mutilée et fortement ravagée par la vermoulure et les influences des intempéries, est exposée en face.
- La statue de la Vierge à l'Enfant assise, en bois polychrome, mesure 63 cm de hauteur et date du premier quart du XIVe siècle. Elle provient de l'église Saint-Didier de Rhus. L'œuvre est classée depuis 1928, et a bénéficié d'une restauration[12].
- Le groupe de calvaire, soit le Christ en croix accompagné de la Vierge de douleur et de saint Jean, provient de la poutre de gloire de l'église Saint-Didier de Rhus et date du dernier quart du XVe siècle. Les trois sculptures sont en bois taillé et peint. Le Christ en croix mesure 100 cm de hauteur, et les deux autres statues respectivement 72 cm et 74 cm. Le classement remonte à 1928[13].

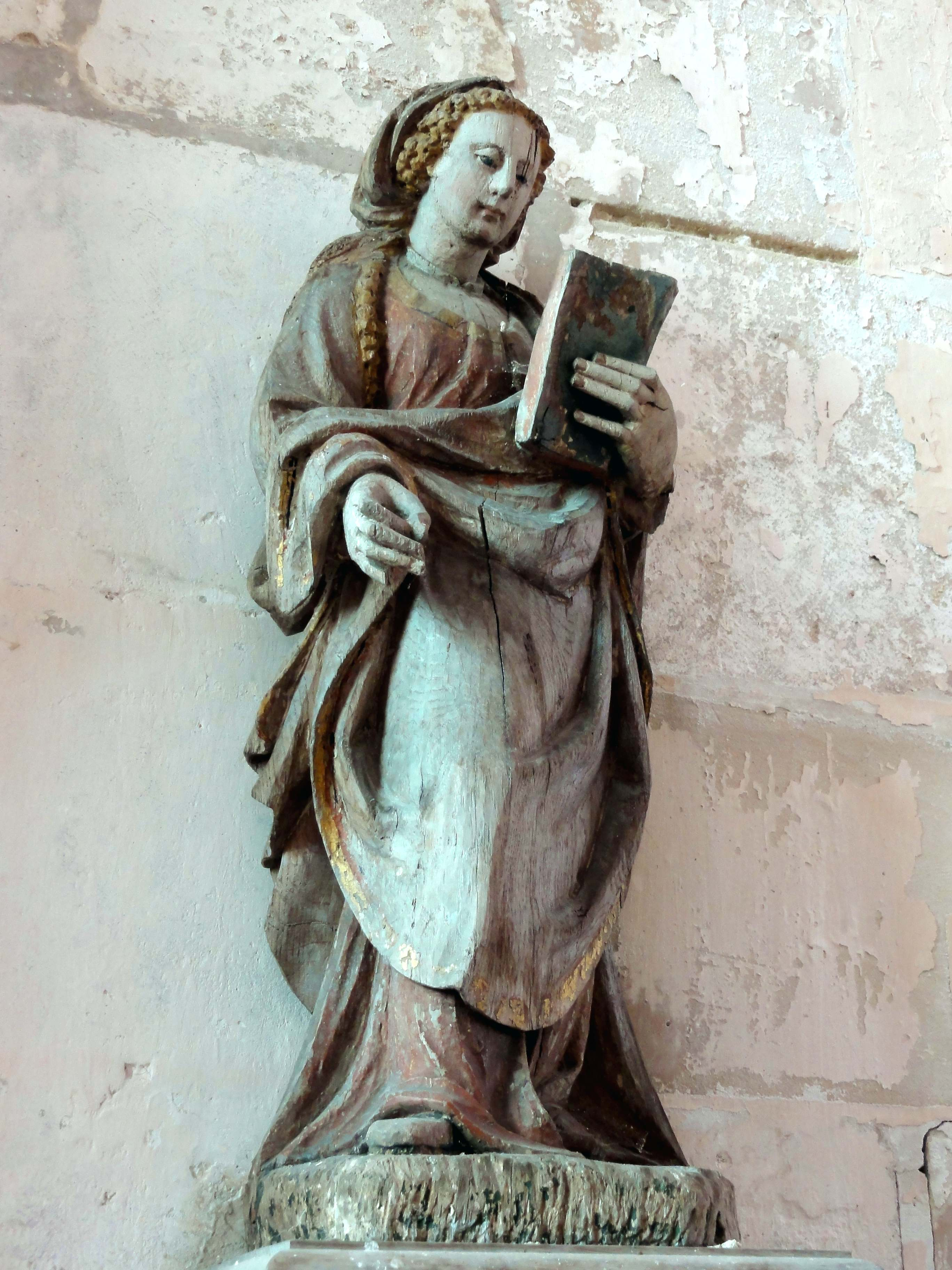
Sainte tenant un livre.
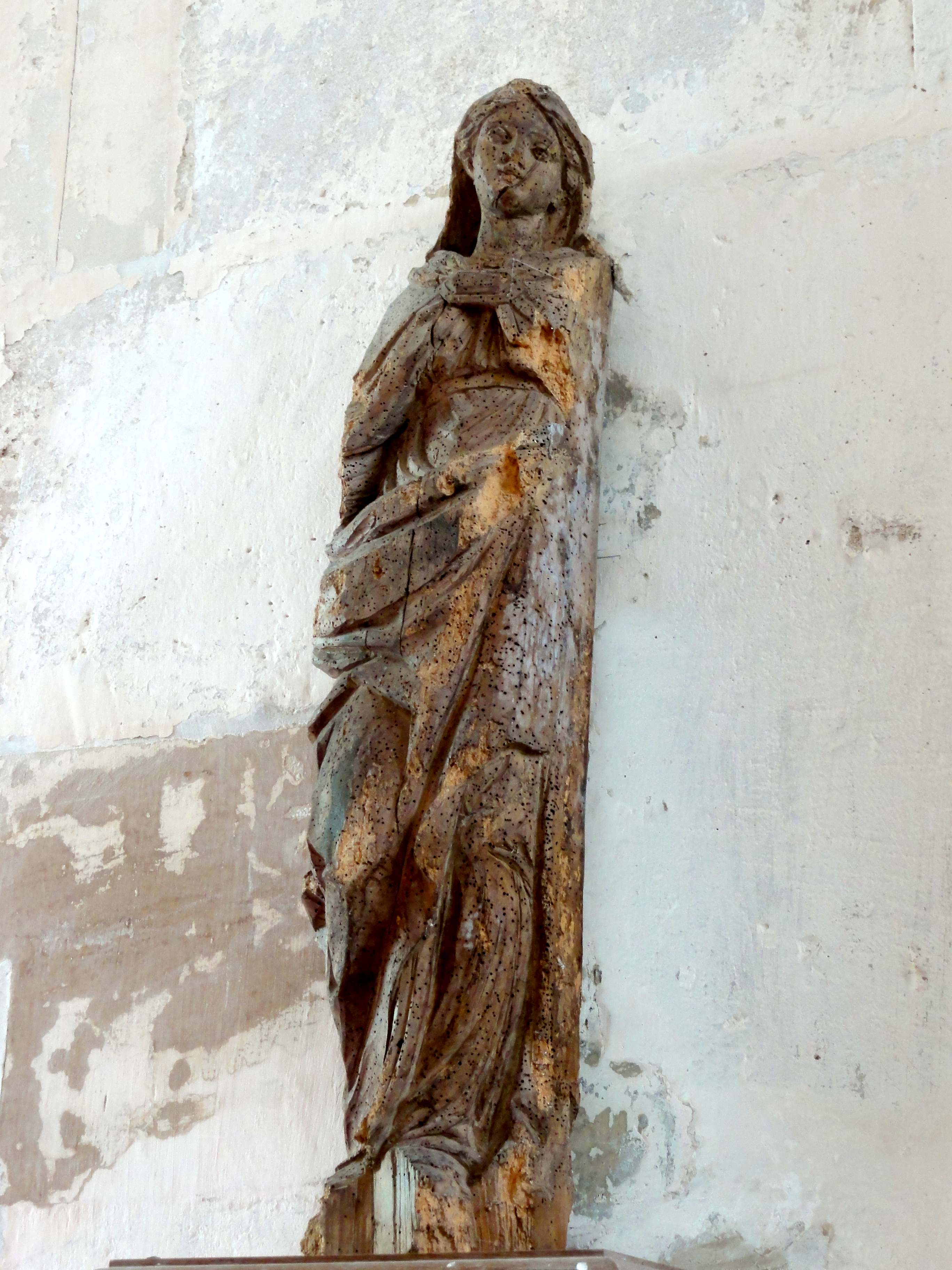
Sainte non identifiée.
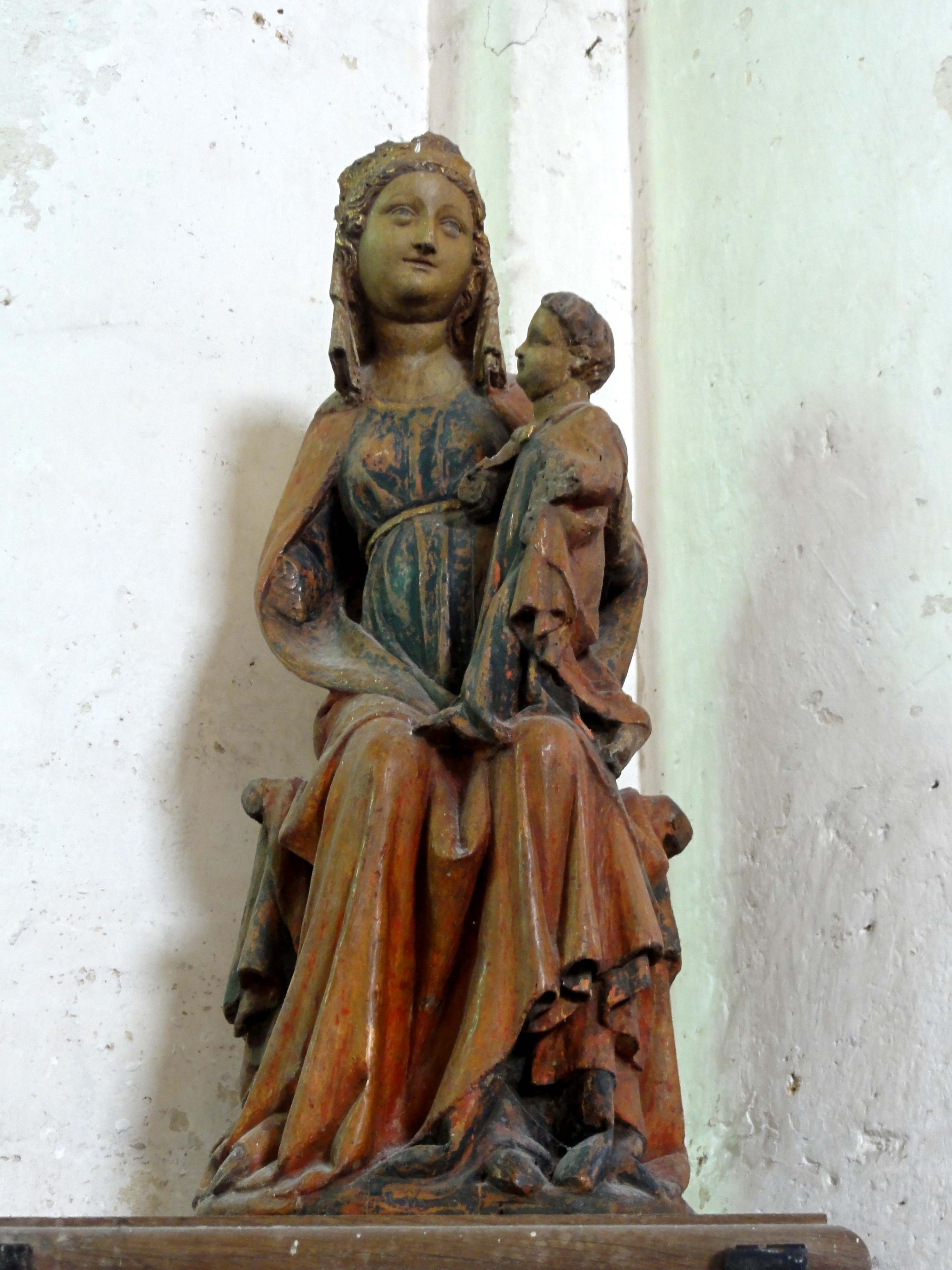
Vierge à l'Enfant assise.
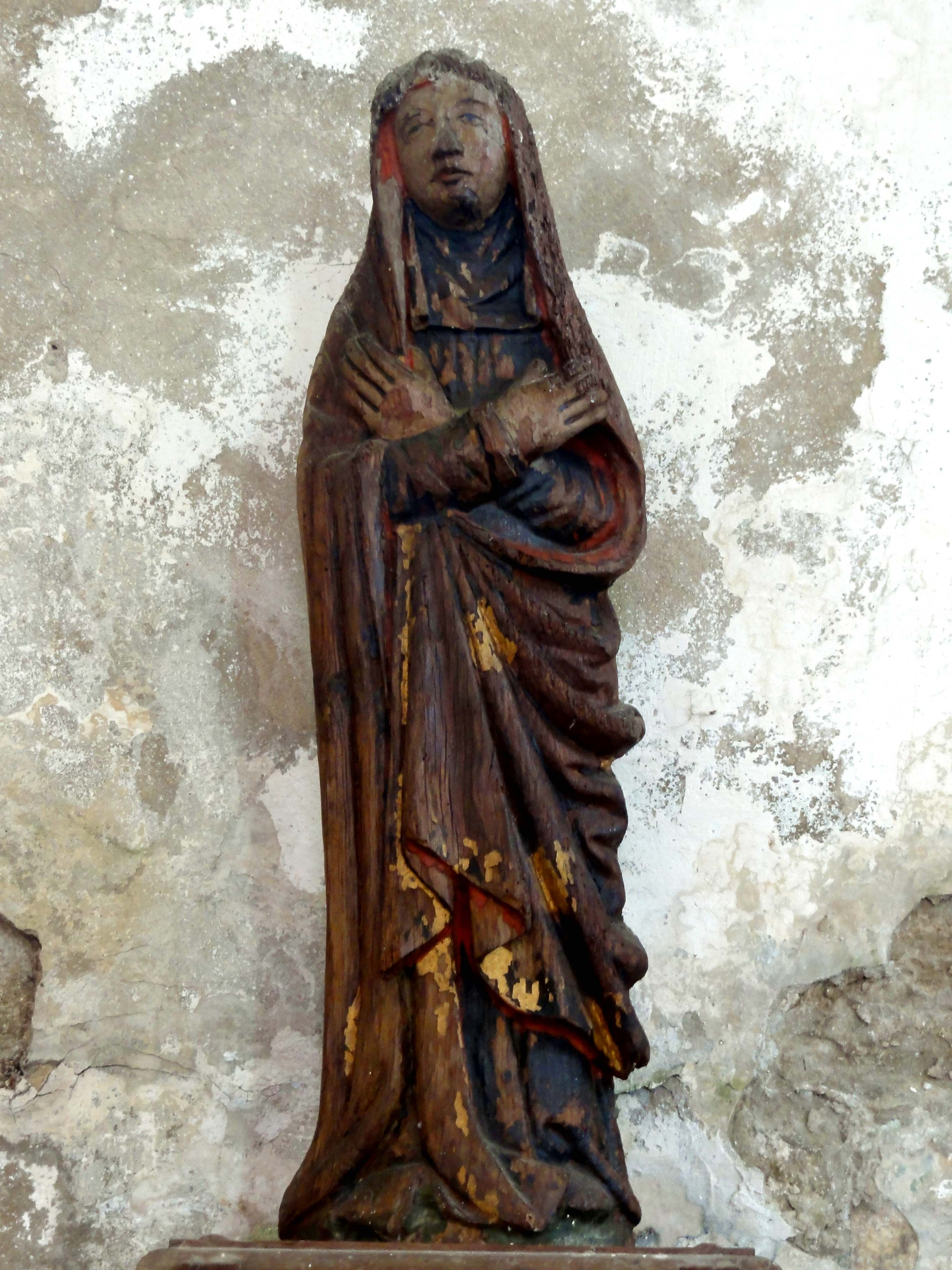
Vierge de douleur.
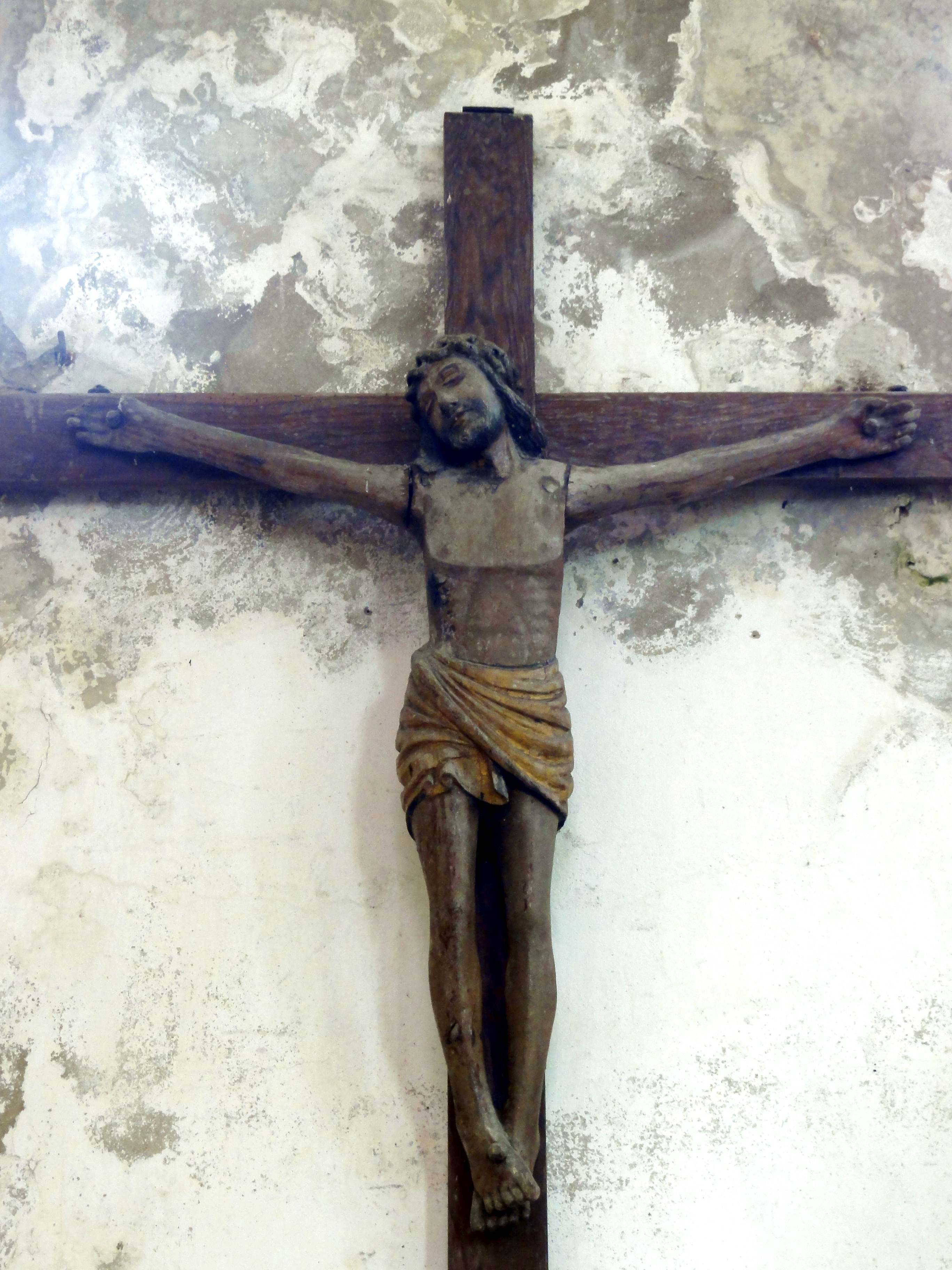
Christ en croix.
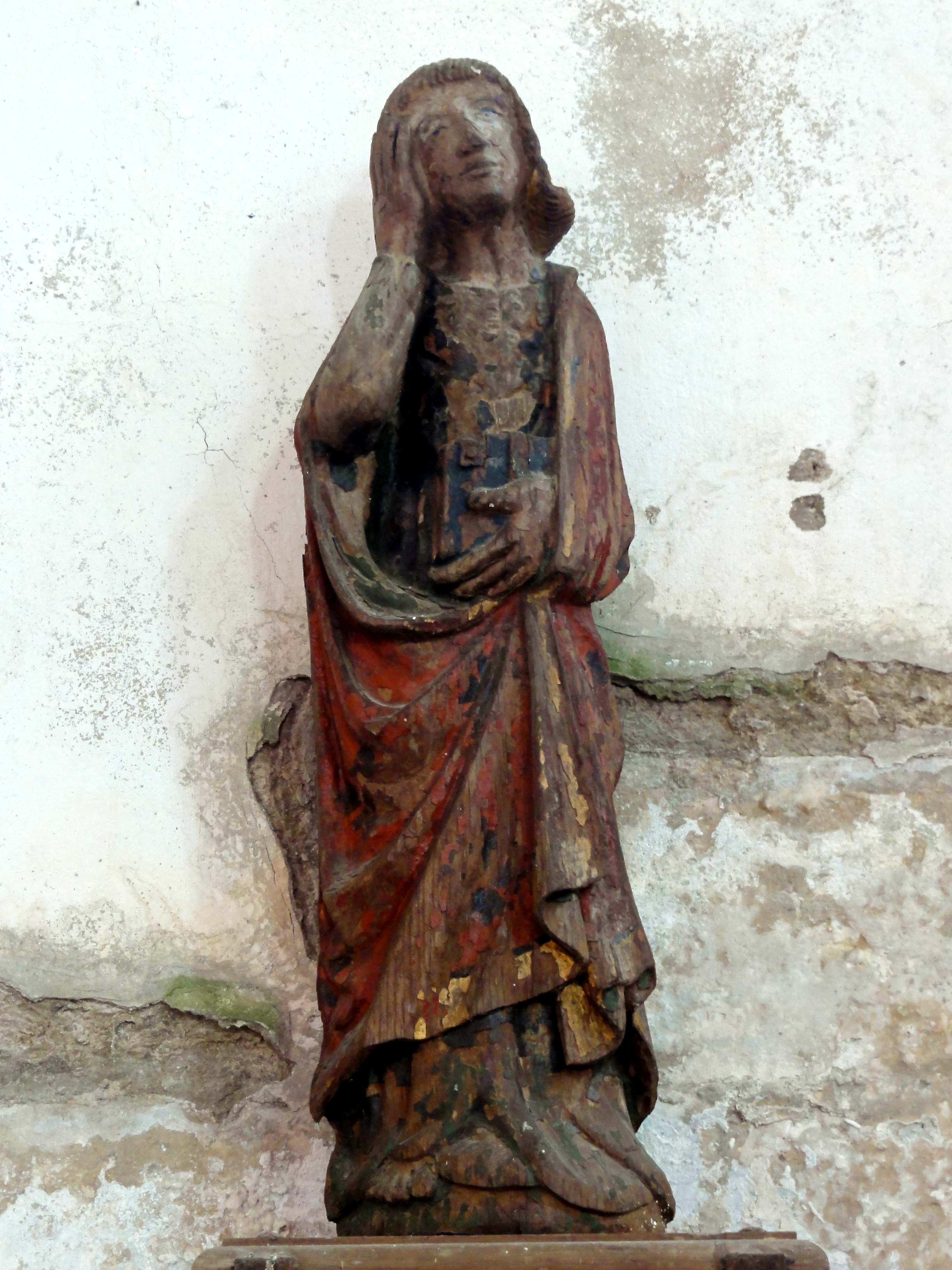
Saint Jean.

- La statue en bois polychrome de saint Vincent mesure 95 cm de hauteur et date du XVIe siècle. La main droite manque depuis longtemps. L'œuvre a été classée en 1966[14].
- La statue en pierre d'un ange portant un vase mesure 60 cm de hauteur et date du XVIIe siècle. Elle est classée depuis 1966[15].
- La statue en pierre polychrome de la Vierge à l'Enfant debout mesure 85 cm de hauteur et date de la fin du XIVe siècle ou du tout début du XVe siècle. Elle provient de l'église Saint-Didier de Rhus, et est classée depuis 1928[16].
- Le socle ou la console en pierre polychrome sur laquelle repose la Vierge à l'Enfant arbore les armes des Montmorency, entouré du collier de l'ordre de Saint-Michel, et porté par deux anges aux robes amples, qui tiennent une corne d'abondance dans leur autre main. Cette console mesure 80 cm de largeur et 52 cm de hauteur, et est aussi ancienne que l'église. Elle est classée depuis 1966[17].
- La statue en bois polychrome de saint Nicolas mesure 75 cm de hauteur et date du XVIe siècle. Elle provient de l'église Saint-Didier de Rhus. Le baquet avec les trois jeunes enfants manque. Le classement est intervenu en 1966[18].
- La statue en bois polychrome de saint Jean-Baptiste mesure 80 cm de hauteur et date du premier quart du XVIe siècle. Elle provient de l'église Saint-Didier de Rhus, et est mal conservée. Le classement remonte à 1928[19] (sans illustration).
- La statue en bois polychrome de sainte Catherine d'Alexandrie mesure 57 cm de hauteur et date du premier quart du XVIe siècle. Le classement remonte à 1966[20] (sans illustration).

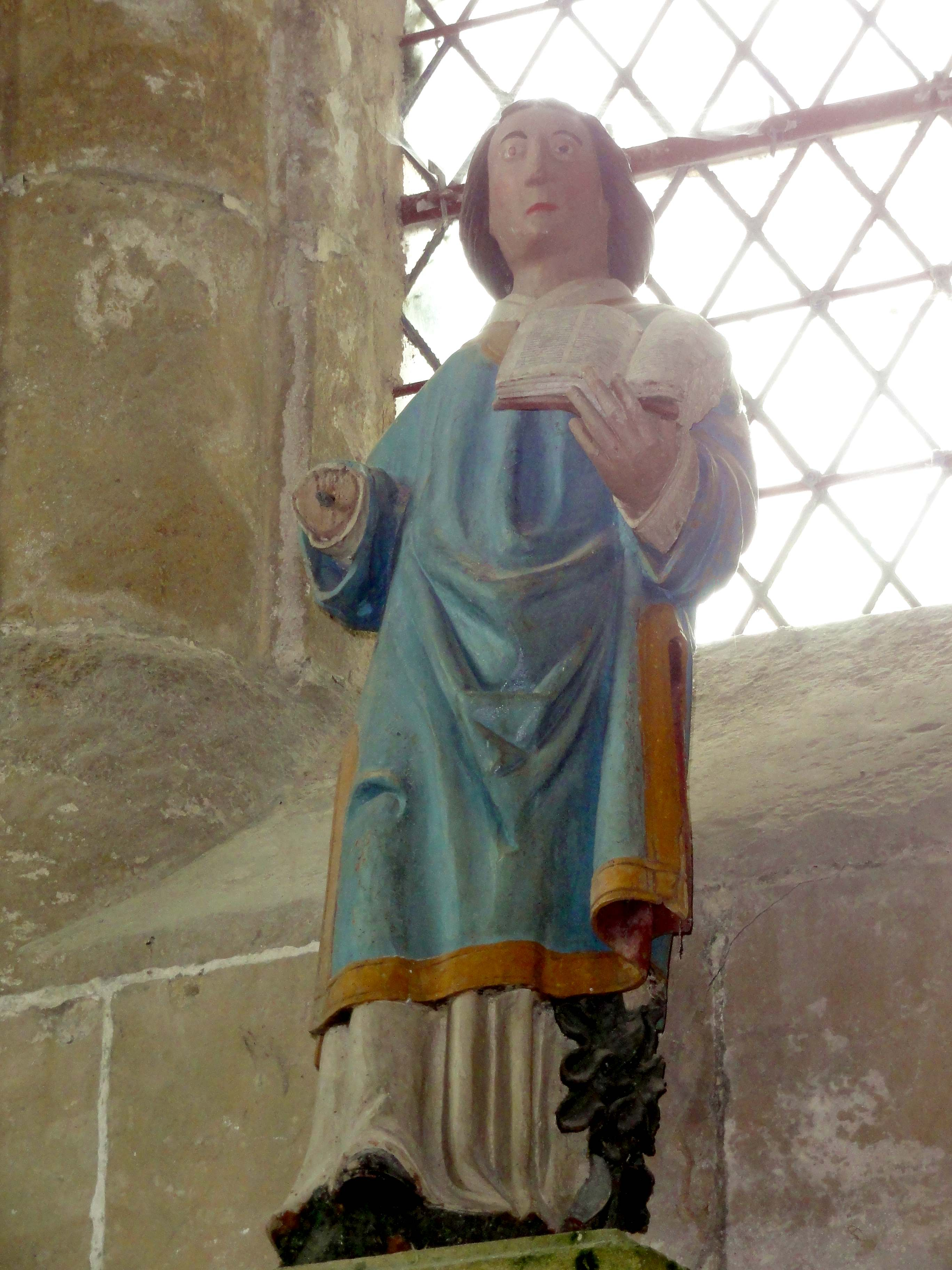
Saint Vincent.
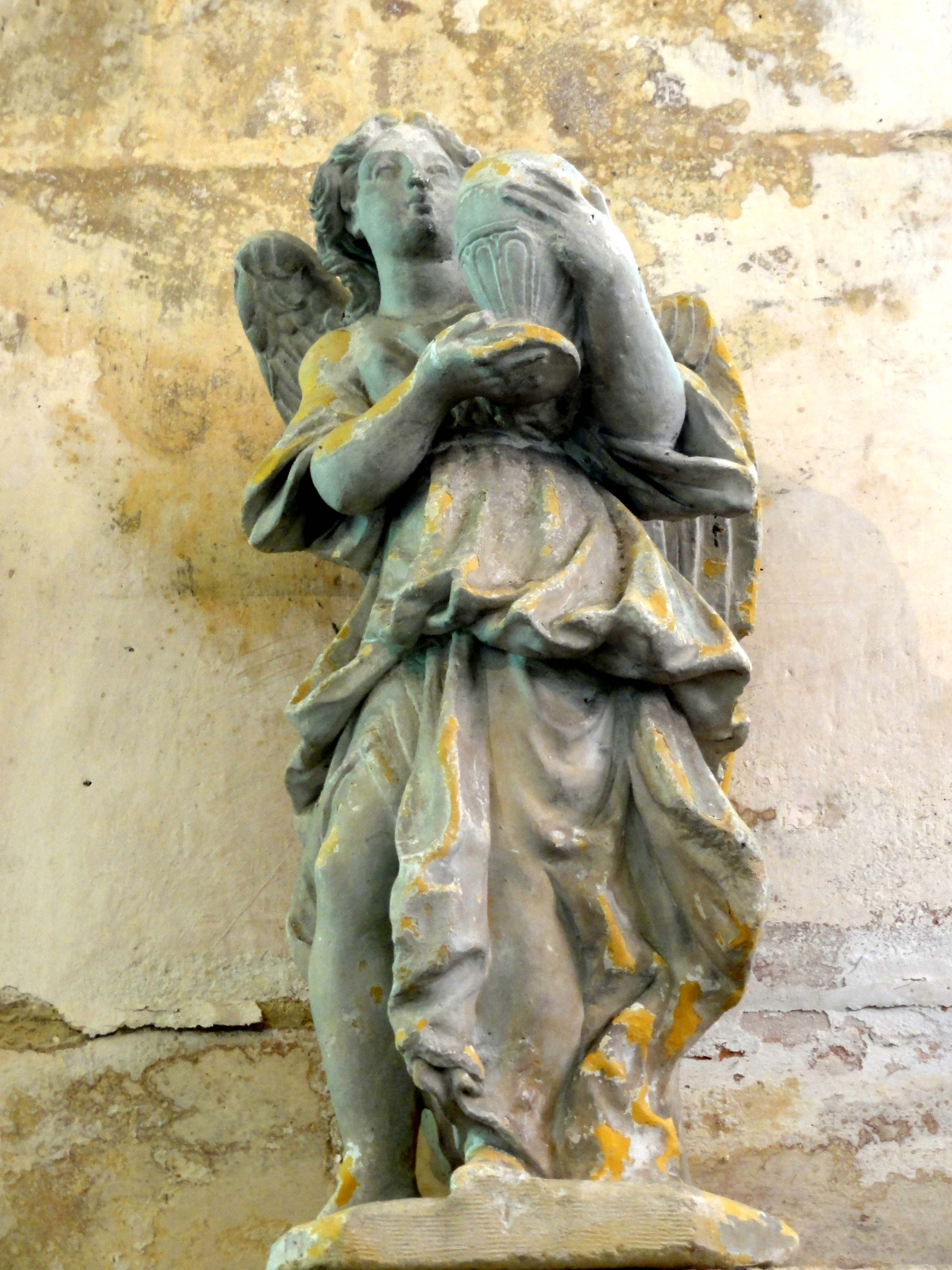
Ange.
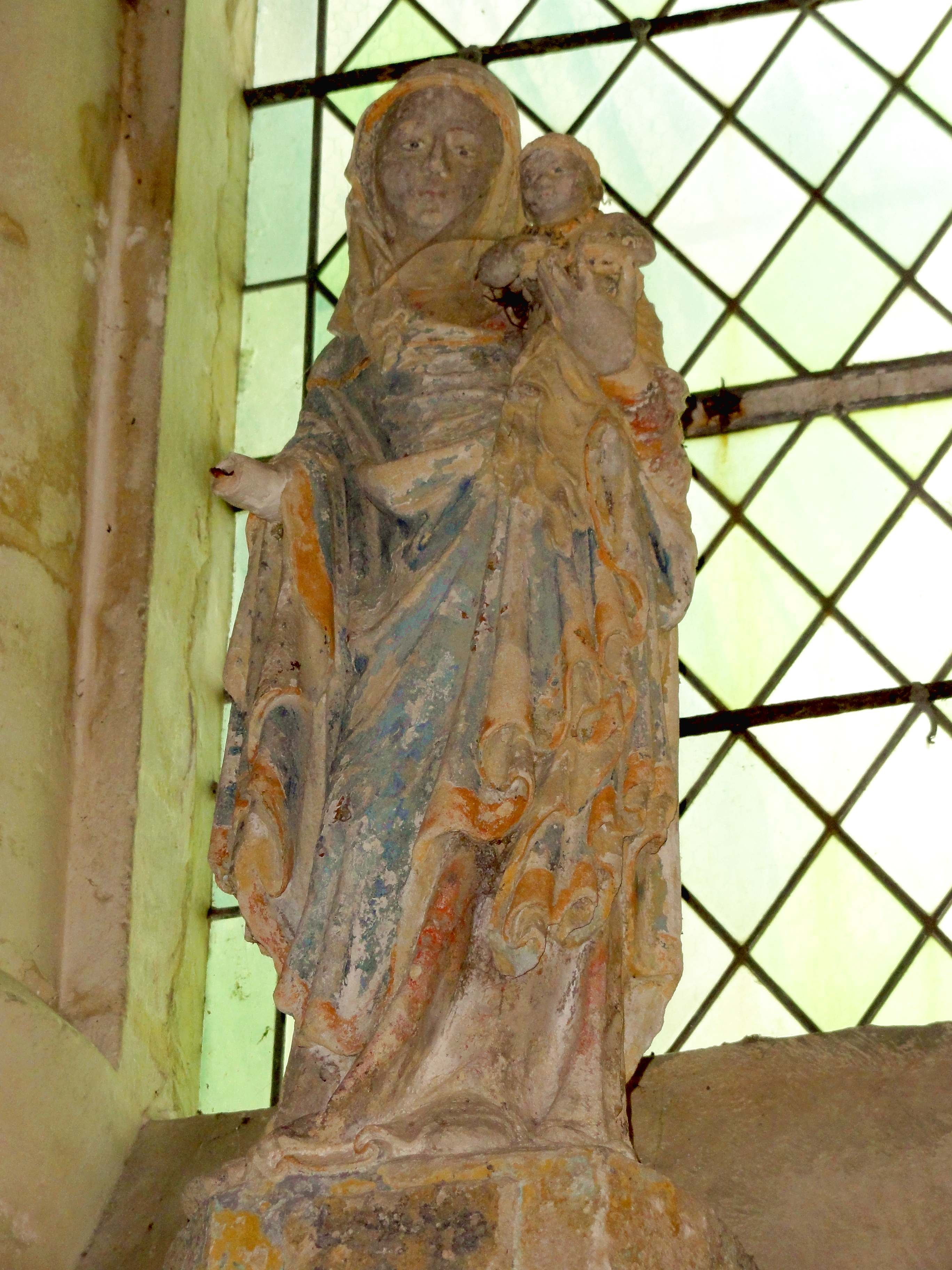
Vierge à l'Enfant.
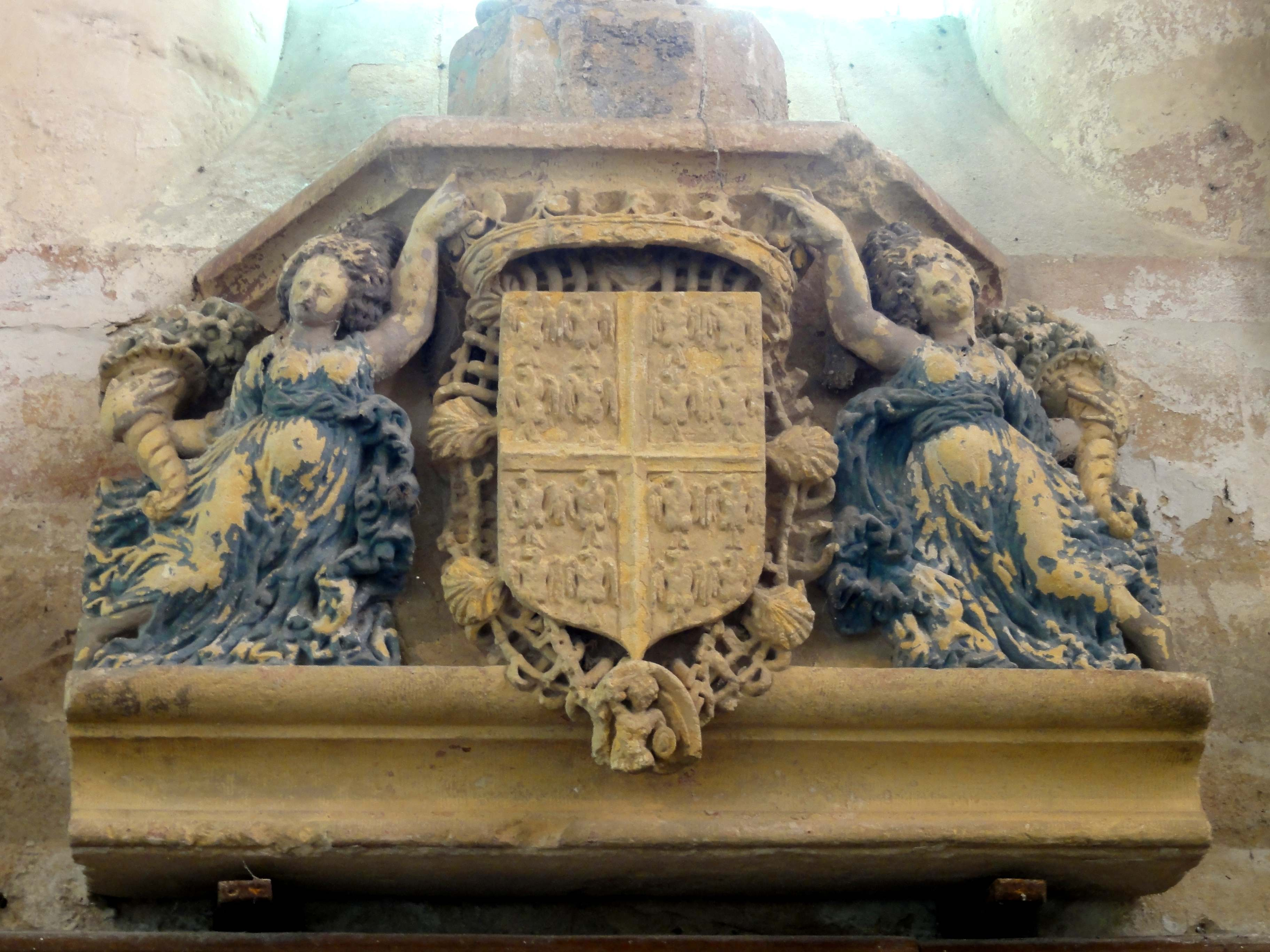
Console.
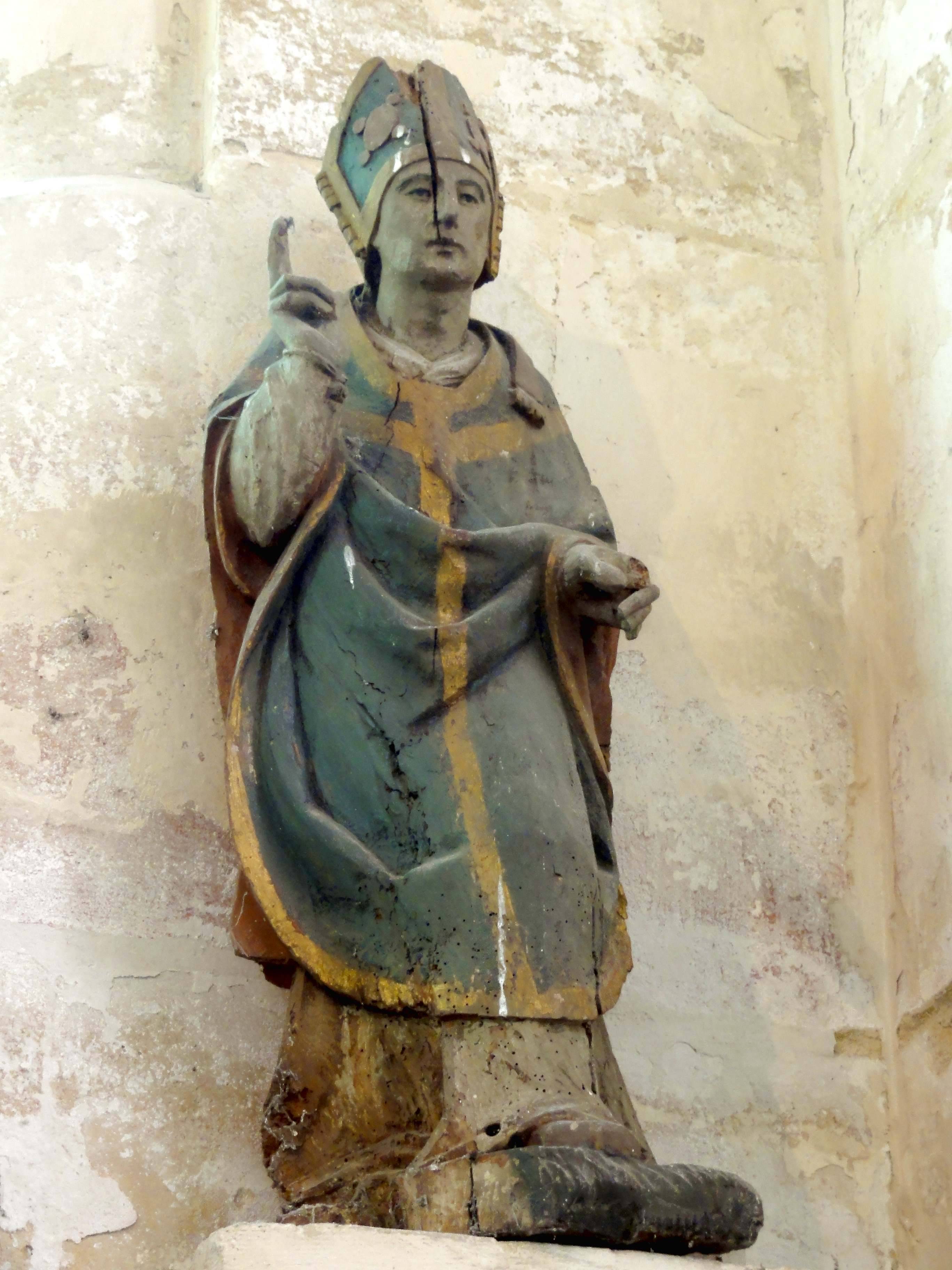
Saint Nicolas.

### Divers
- Le banc d'œuvre du XVIIe siècle provenant de l'église Saint-Didier de Rhuis a « disparu depuis longtemps » (base Palissy). Elle avait été classée en 1928, et ses dimensions n'ont pas été prises. Le meuble comportait douze panneaux peints, représentant des cartouches, des gerbes ou des corbeilles de fruits. Six panneaux surmontaient le dossier. Ils étaient cantonnés de pilastres corinthiens cannelés, qui supportaient un entablement avec corniche à denticules, sans fronton. Les six autres panneaux garnissaient le devant du purpitre. À gauche et à droite, les montants étaient couronnés d'un fleuron sculpté[21] (sans illustration).
- La cloche en bronze de 1759 dite « Geneviève » est exposée dans la chapelle latérale sud du chœur, et a été remplacée en 2011 par une nouvelle cloche baptisée « Marie ». L'inscription en bas-relief, qui se répartit sur deux longues lignes en haut de la cloche, est la suivante : « L AN 1759 IAY ETE BENITE PAR MESSIRE PIERRE JOSEPH GARNIER BACHELIER DE SORBONNE & CURE DE LA PAROISSE D EPIAIX / EN PRESENCE DE FRANCOIS GERBE MARGUILLIER & D ANTOINE SURMONTIER CLERC LAIC ». Le dossier de protection cite une inscription tout à fait différente, sauf pour les premiers mots. Une frise de feuillages court sous l'inscription. En bas, trois bas-reliefs se dégagent. Ils représentent le Christ en croix, et à sa gauche un petit cartouche arborant une cloche ; la Vierge à l'Enfant ; et un saint évêque, probablement saint Didier. Le classement remonte à 1944[22].
- Quatre bâtons de procession ou de confrérie sont accrochées à la balustrade en bois à l'entrée du chœur liturgique, dans la croisée du transept. Ils sont en bois taillé doré, et datent du XVIIIe siècle. Trois ont été classés en 1966. Ils portent des dais abritant des statuettes de saint Sébastien, saint Didier céphalophore et sainte Barbe. Ces dais mesurent entre 65 cm et 70 cm de hauteur. Celui de saint Sébastien a été restauré en 1977 ; les deux autres l'ont été en 1997[23],[24],[25]. Un quatrième bâton de confrérie représente la Vierge à l'Enfant, et n'est pas classée.
- L'aigle-lutrin en bois taillé et partiellement doré, dimensions non prises, date du XVIIIe siècle, et provient de l'église Saint-Didier de Rhus. Son classement remonte à 1911, et il a bénéficié d'une restauration vers 2002[26].

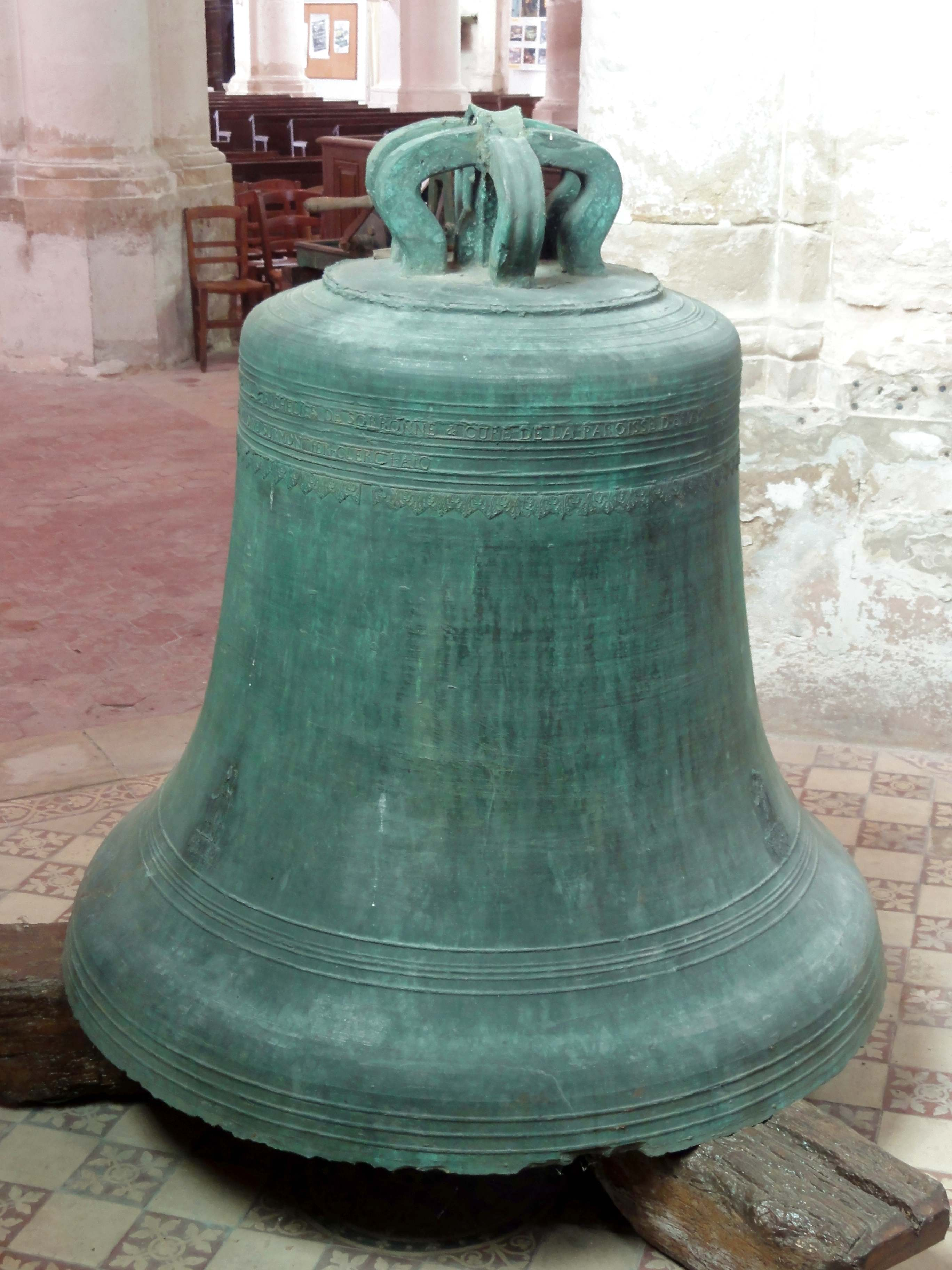
Cloche « Geneviève ».
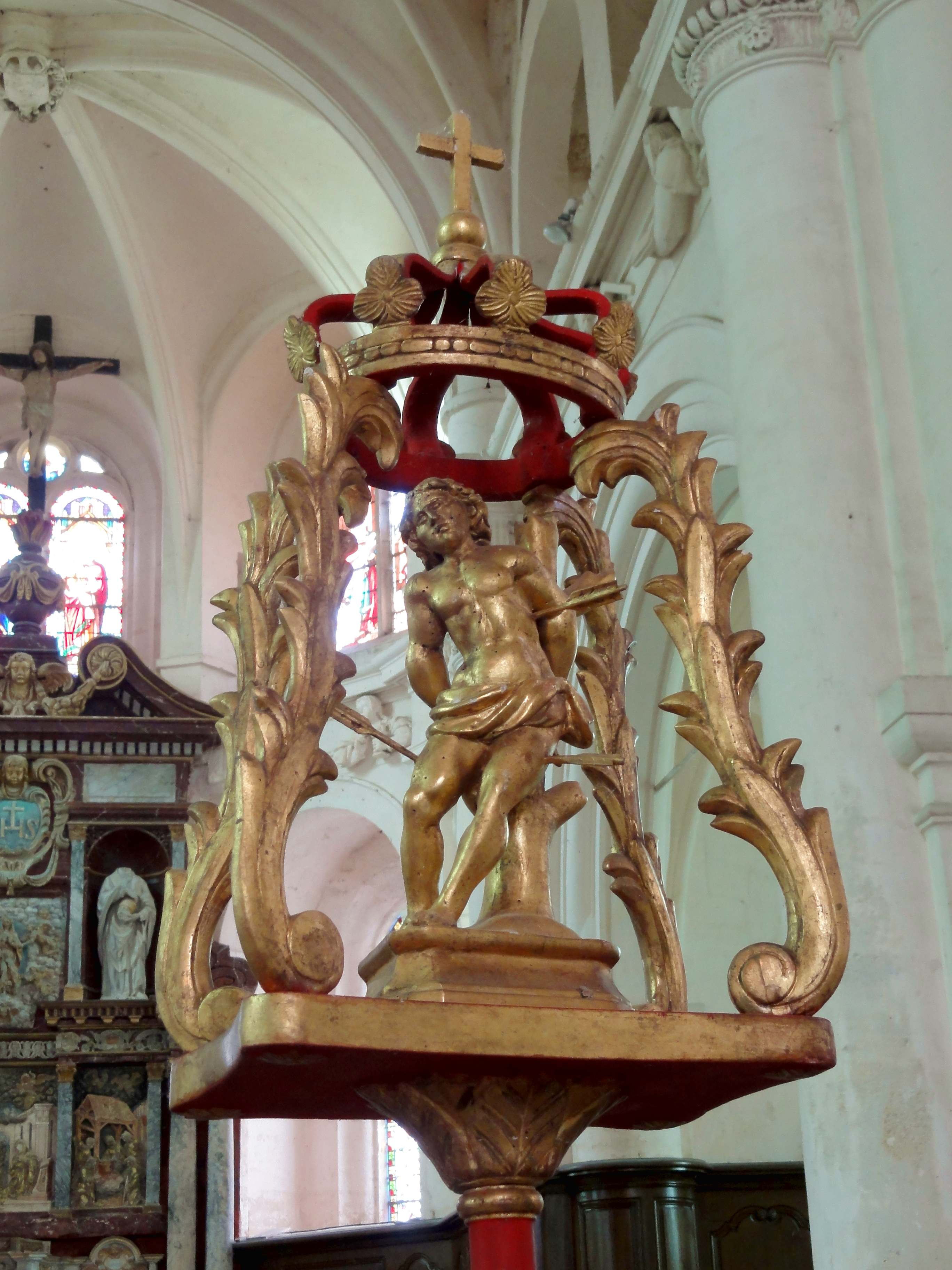
Saint Sébastien.
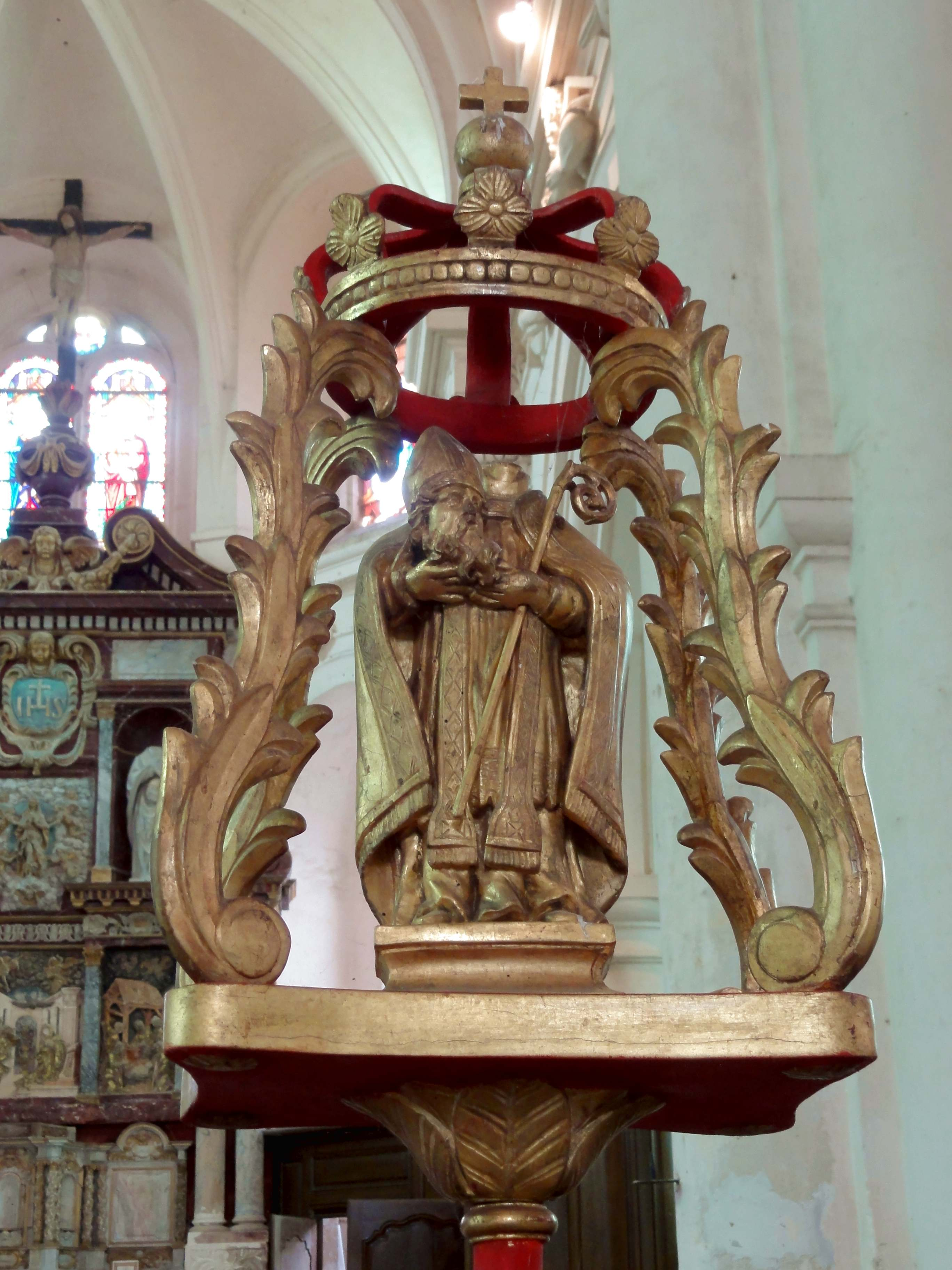
Saint Didier céphalophore.
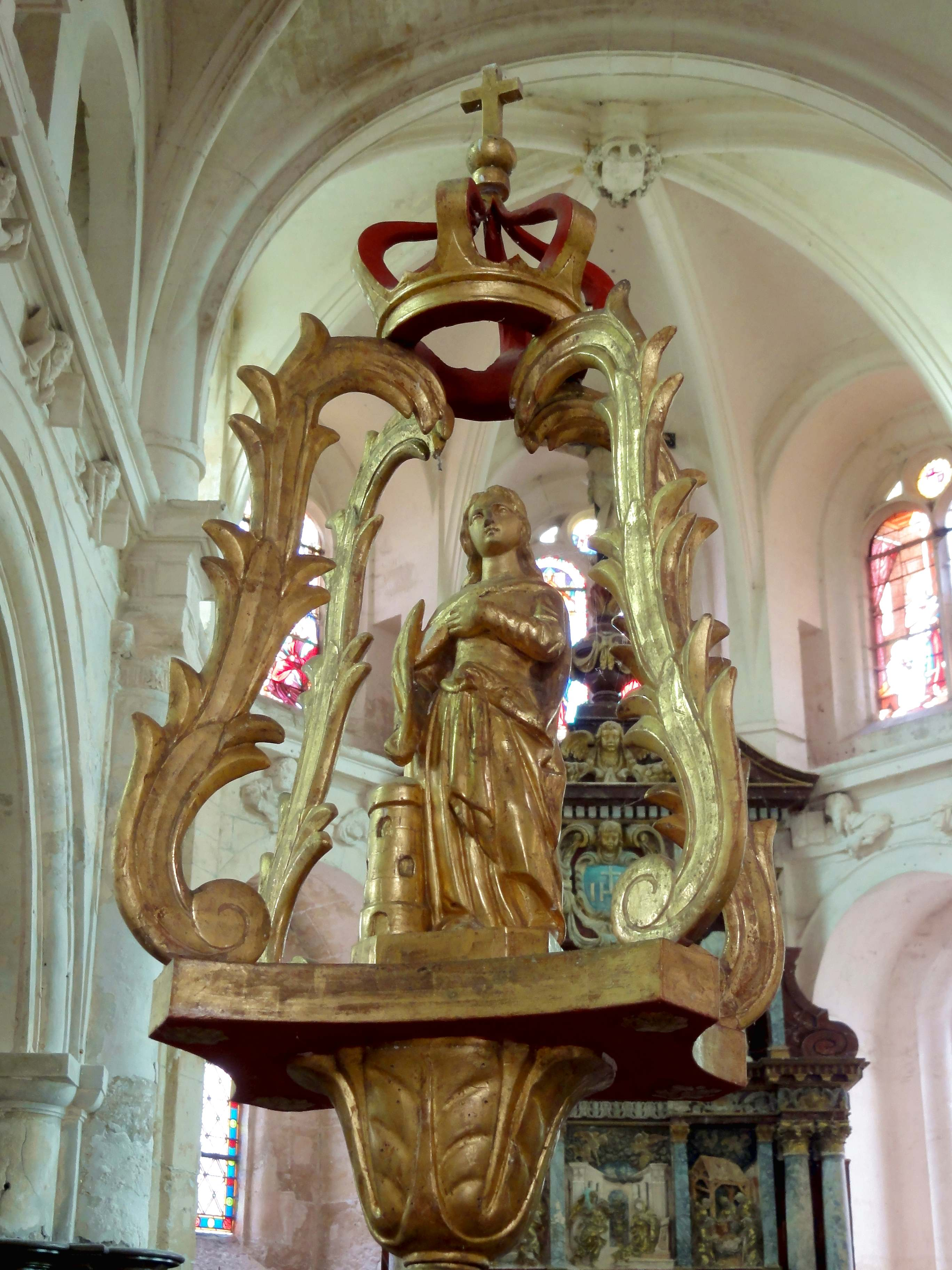
Sainte Barbe.
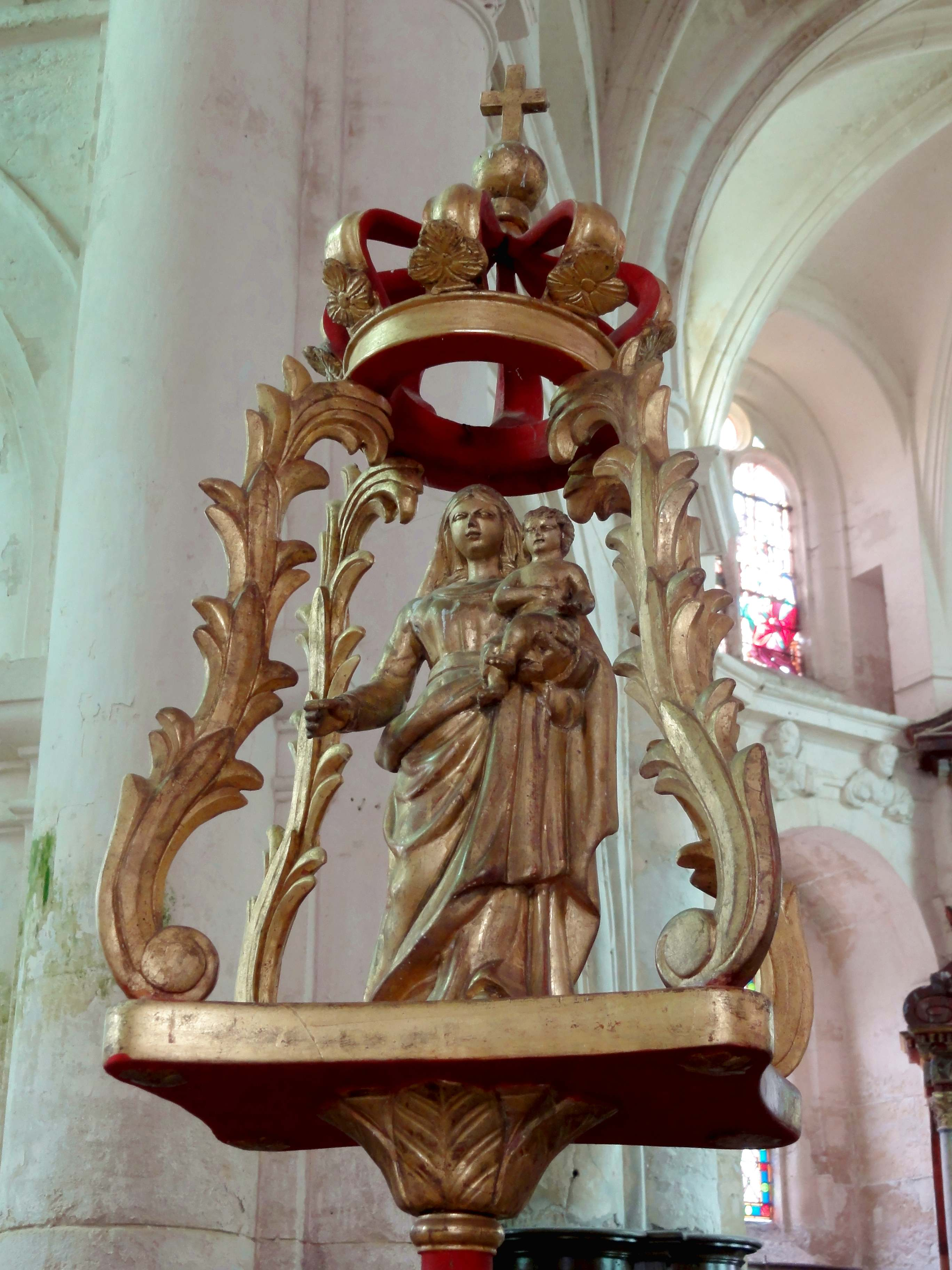
Vierge à l'Enfant.
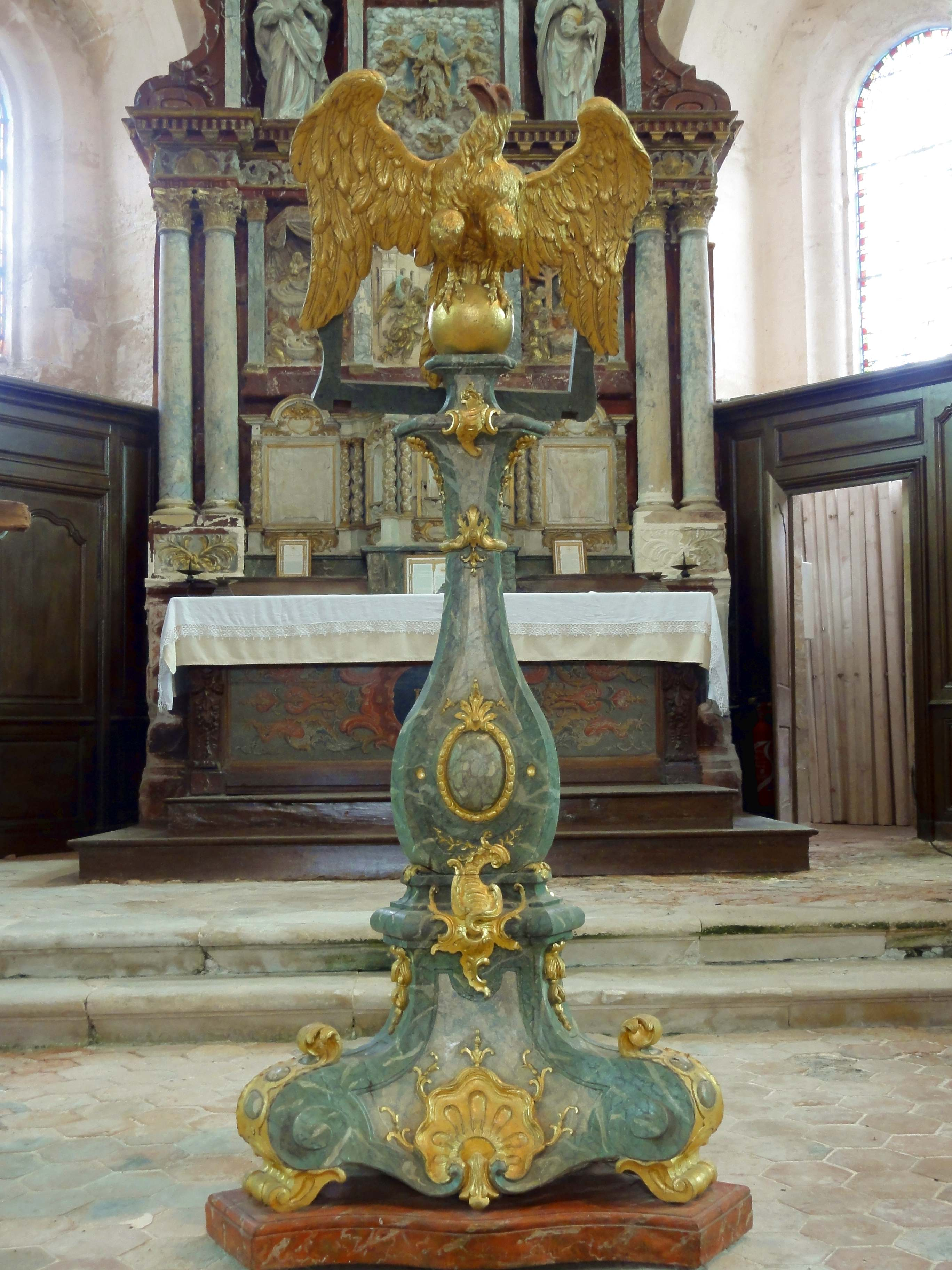
Aigle-lutrin.

### Vitraux
Les trois baies septentrionales du bas-côté nord conservent des fragments de bordures ornementales peintes en grisaille et jaune d'argent. Parmi les motifs, l'on peut citer des têtes de chérubins, des têtes grimaçantes, des candelabres, des rinceaux végétaux, des pommes de pin, et deux fois le monogramme IHS. La date de 1642 se lit en haut de la lancette de gauche de la baie de la deuxième travée, et sur un cartouche en bas de la lancette de gauche de la première travée. On peut donc conclure que l'ensemble des trois verrières remonte à cette date, sauf bien sûr pour les bouche-trou en verre blanc. Seuls les médaillons des oculi dominant les lancettes sont figurés. Dans la troisième travée (no 19), l'on y voit l'agneau pascal portant un étendard. Charon et al. ont sont doute confondu ce médaillon avec celui de la verrière du XIXe siècle en face au sud, où l'on voit l'agneau mystique allongé sur le livre aux sept sceaux. Dans la seconde travée (no 21), le médaillon représente sainte Marguerite d'Antioche accompagné d'un dragon, et dans la première travée (no 23), l'on trouve sainte Geneviève de Paris avec ses principaux attributs : une bible ouverte, un trousseau de clés, un cierge, et un bon et un mauvais ange voletant dans le ciel.

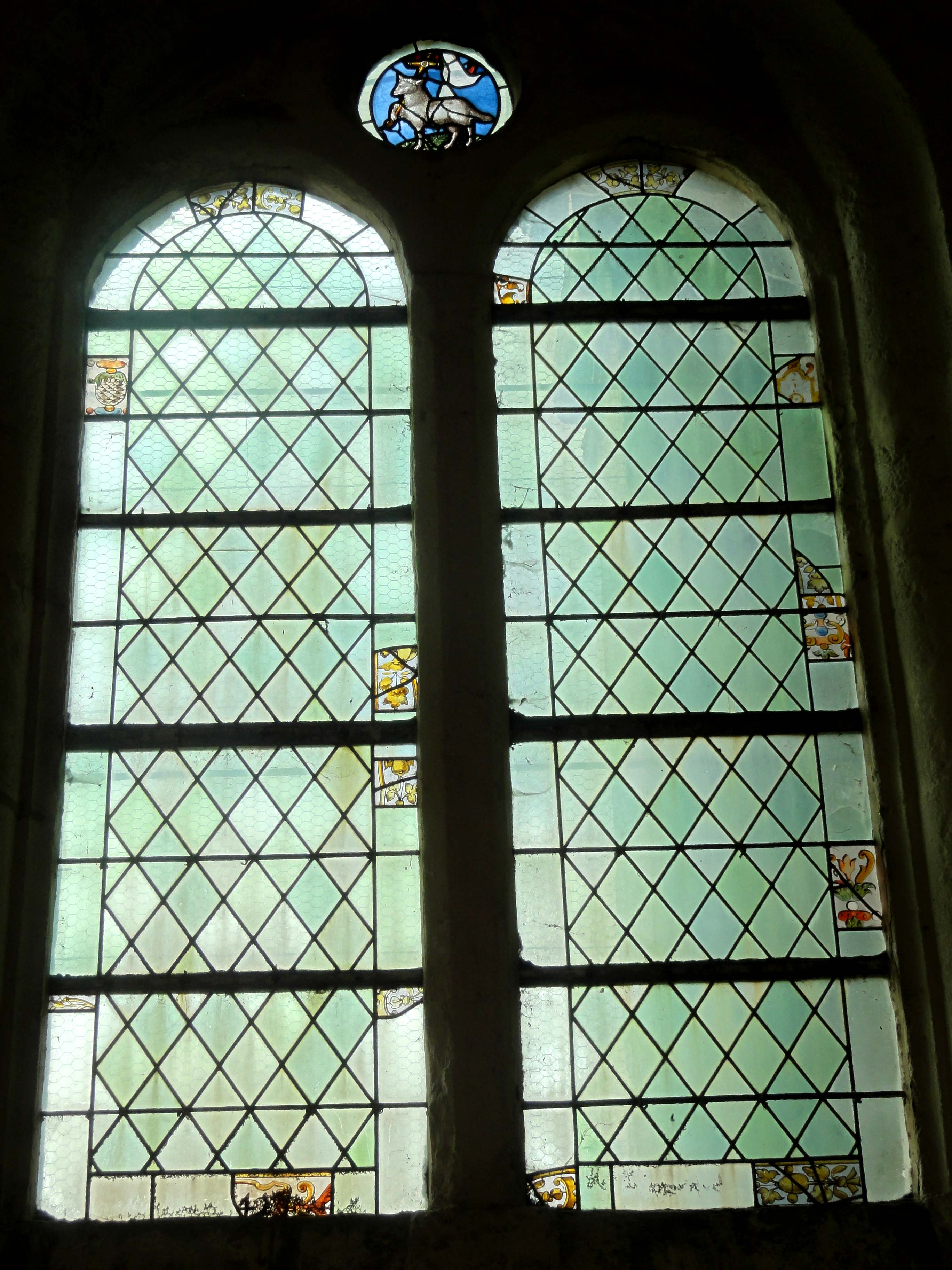
Verrière n° 19.
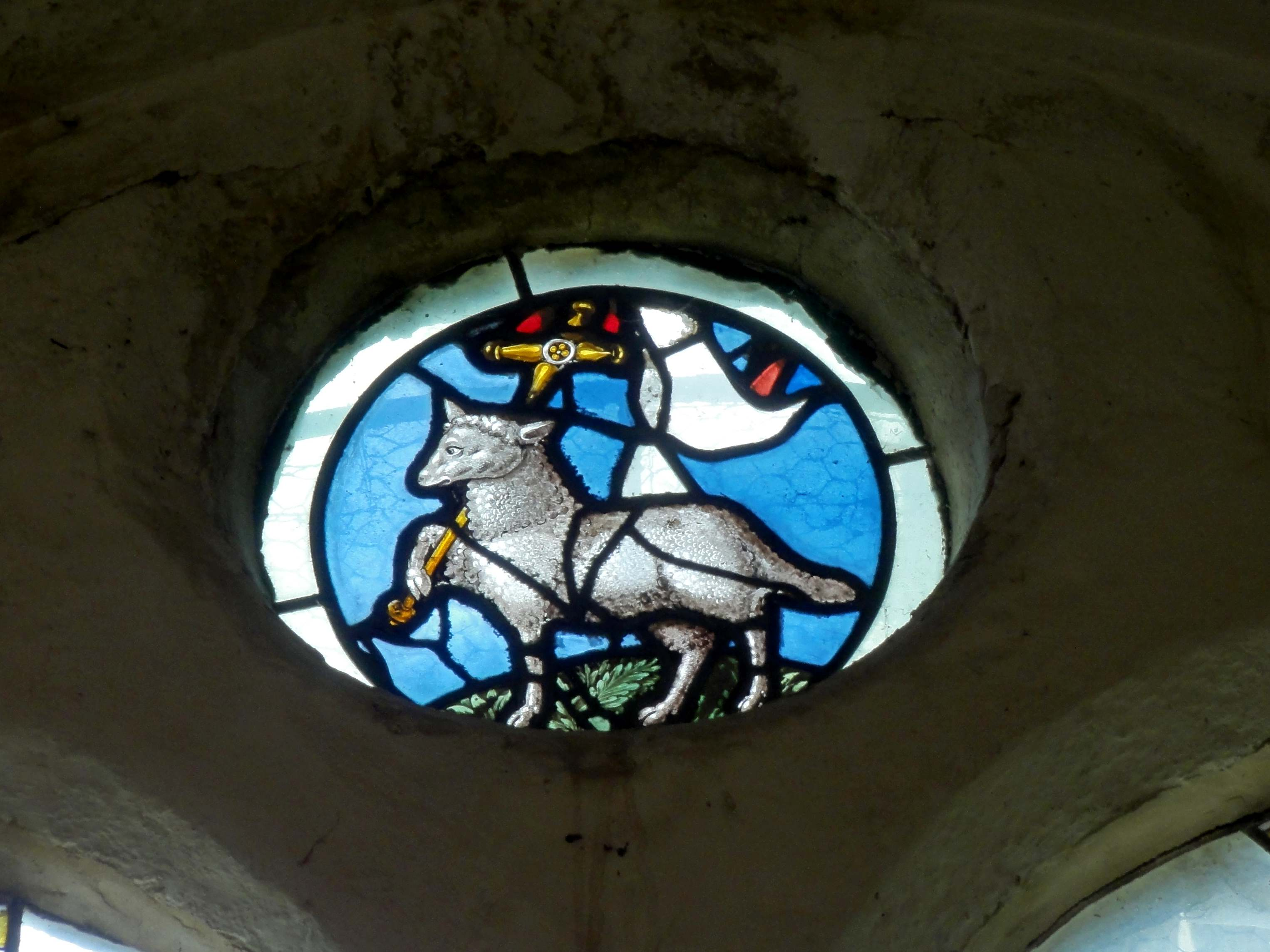
Agneau pascal.
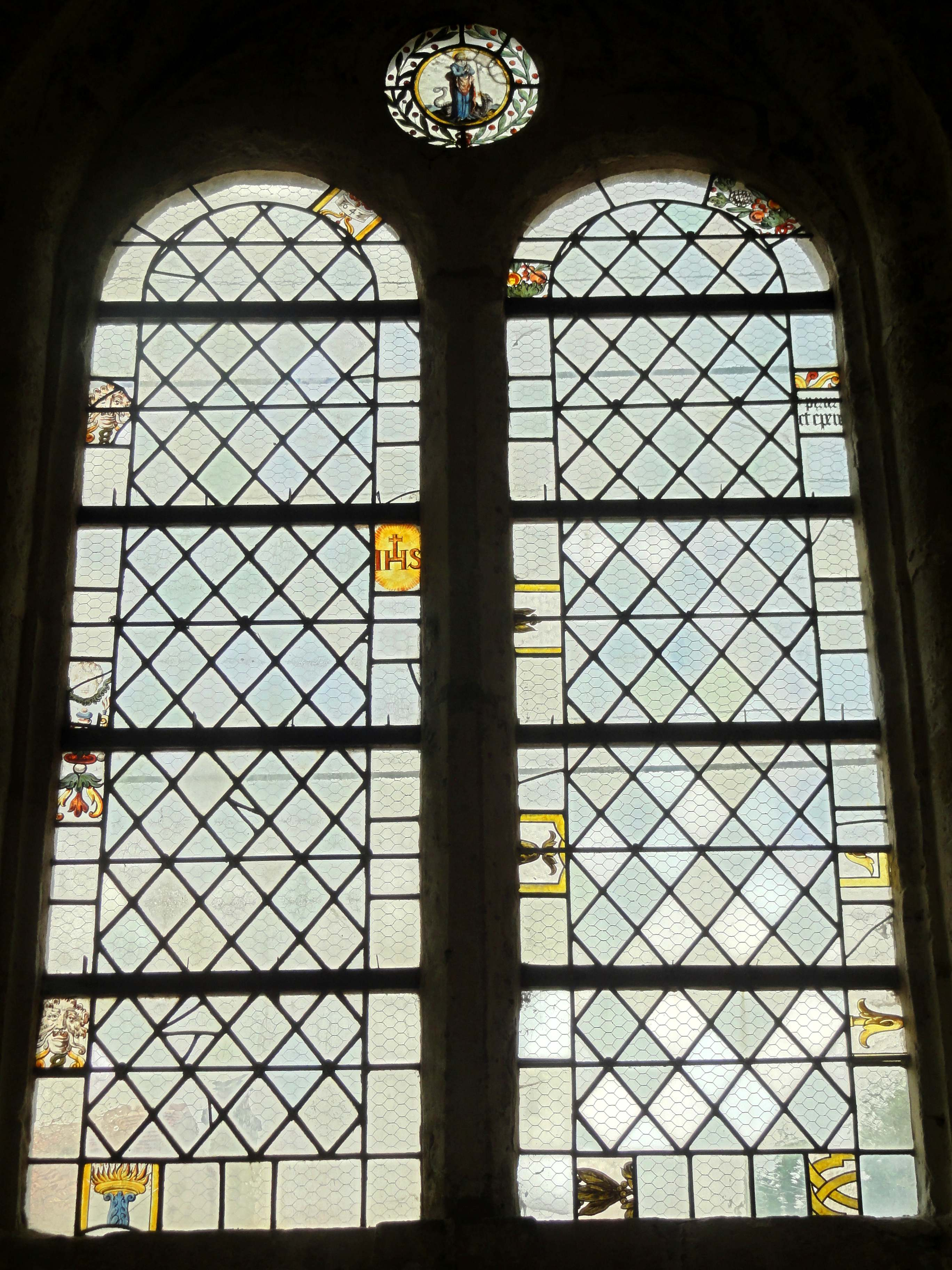
Verrière n° 21.
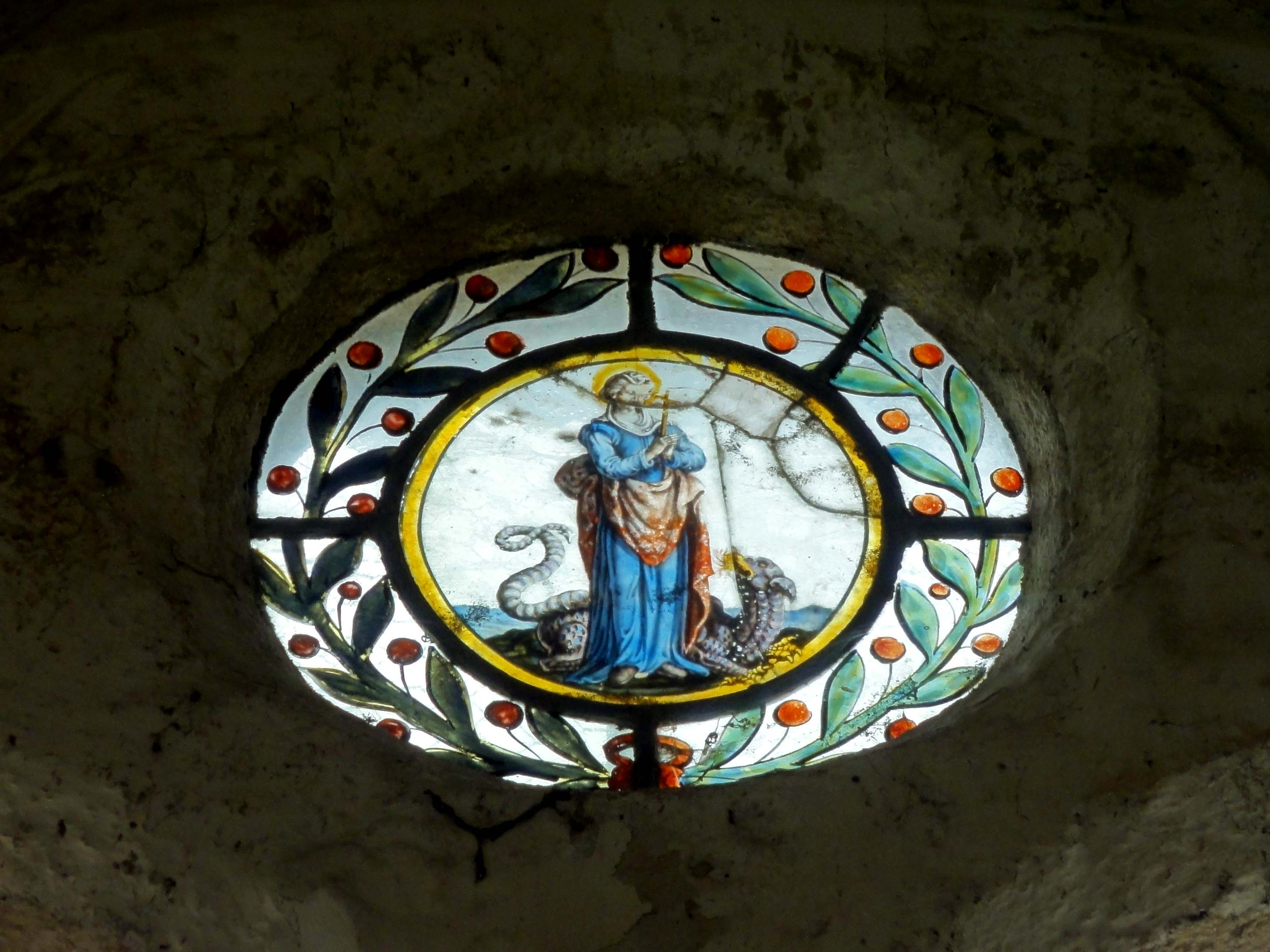
Sainte Marguerite.
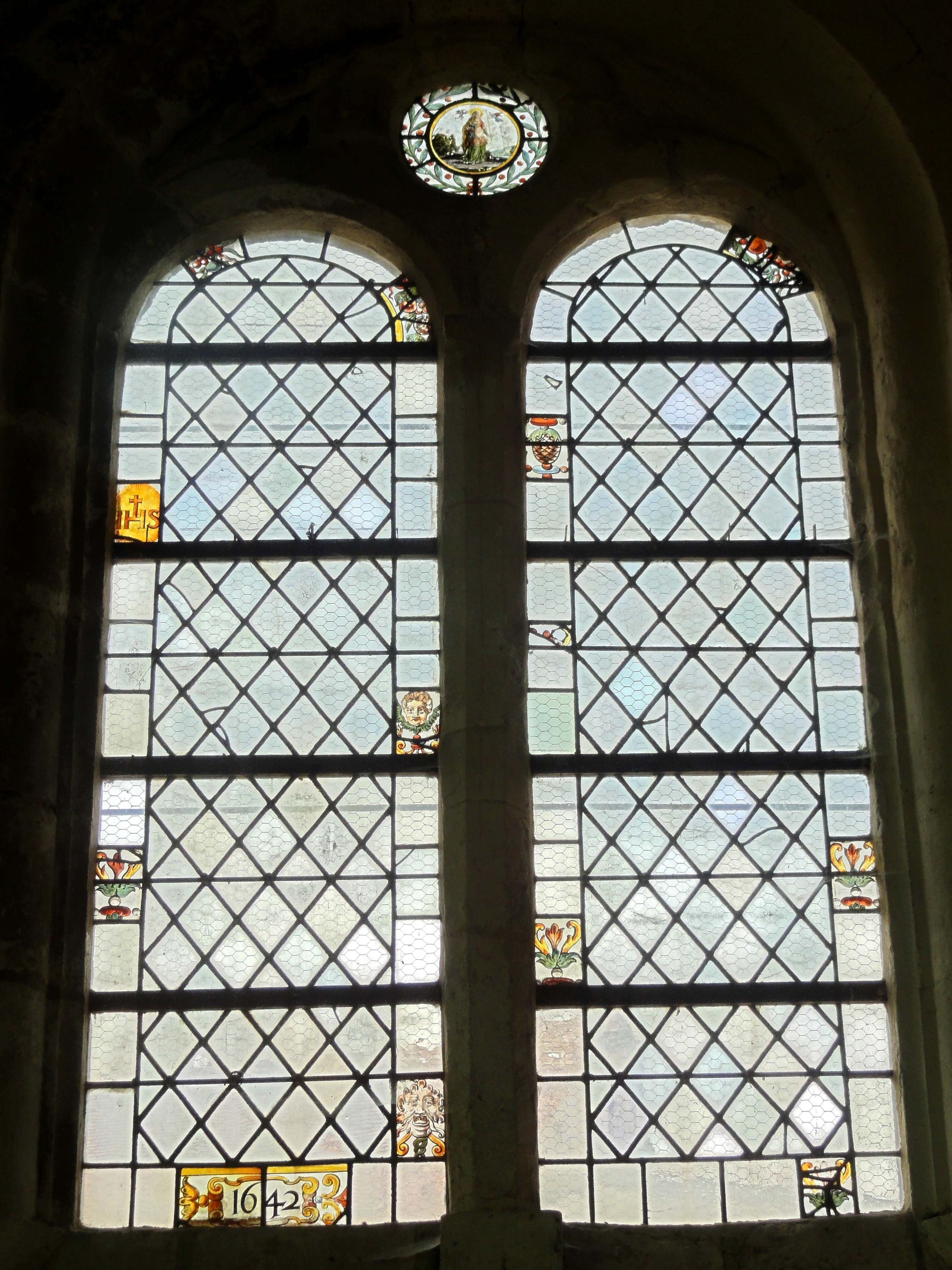
Verrière n° 23.
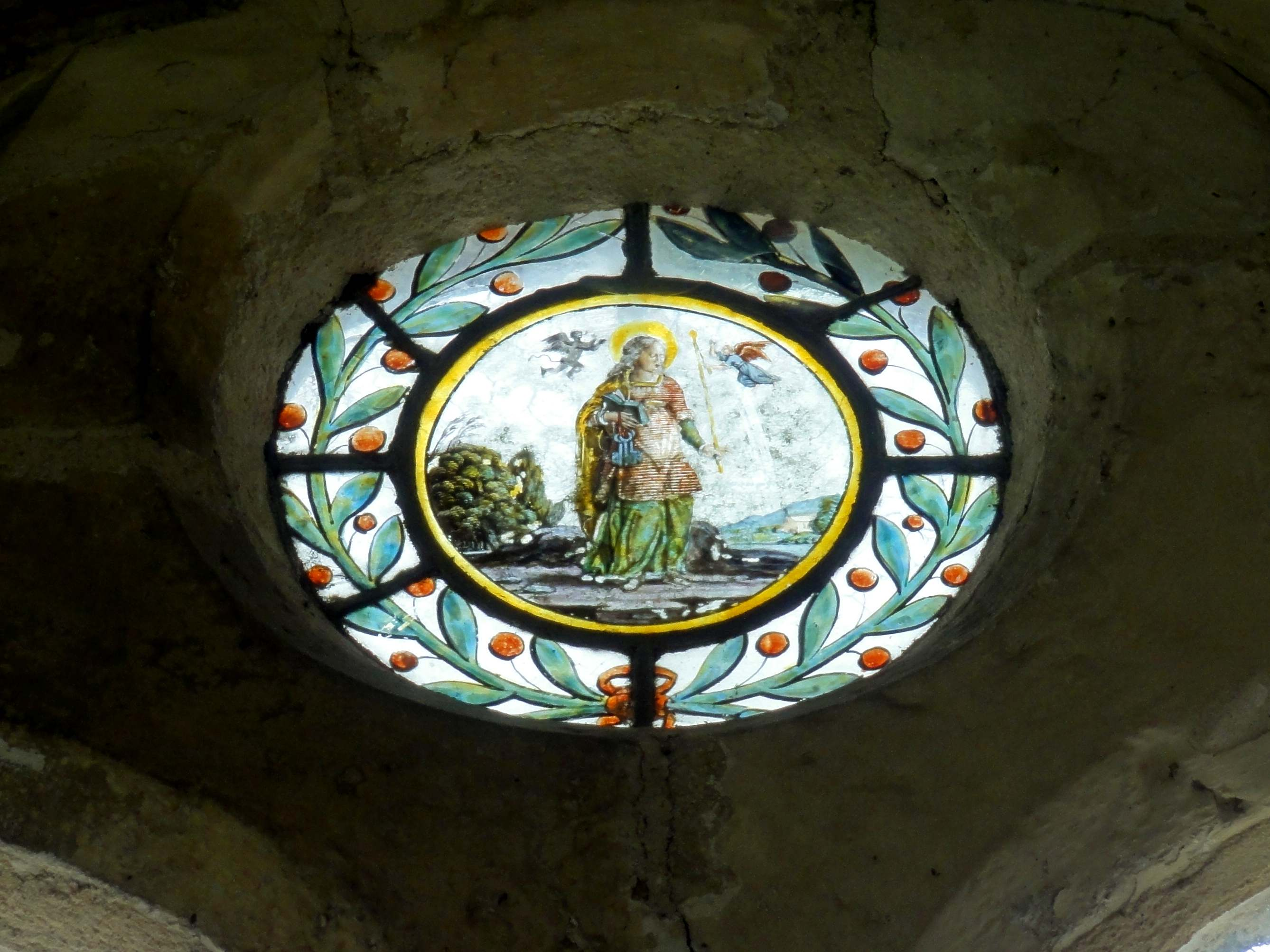
Sainte Geneviève.